# 1977
Portal Geschichte | Portal Biografien | Aktuelle Ereignisse | Jahreskalender | Tagesartikel

◄ |
19. Jahrhundert |
20. Jahrhundert
| 21. Jahrhundert

◄ |
1940er |
1950er |
1960er |
1970er
| 1980er | 1990er | 2000er | ►

◄◄ |
◄ |
1973 |
1974 |
1975 |
1976 |
1977
| 1978 | 1979 | 1980 | 1981 | ► | ►►
 Jan.
| Feb.
| Mär.
| Apr.
| Mai
| Jun.
| Jul.
| Aug.
| Sep.
| Okt.
| Nov.
| Dez.
Staatsoberhäupter · Wahlen · Nekrolog  · Literaturjahr · Musikjahr · Filmjahr · Rundfunkjahr · Sportjahr
| Januar | Januar | Januar | Januar | Januar | Januar | Januar | Januar |
| Kw     | Mo     | Di     | Mi     | Do     | Fr     | Sa     | So     |
| ------ | ------ | ------ | ------ | ------ | ------ | ------ | ------ |
| 53     |        |        |        |        |        | 1      | 2      |
| 1      | 3      | 4      | 5      | 6      | 7      | 8      | 9      |
| 2      | 10     | 11     | 12     | 13     | 14     | 15     | 16     |
| 3      | 17     | 18     | 19     | 20     | 21     | 22     | 23     |
| 4      | 24     | 25     | 26     | 27     | 28     | 29     | 30     |
| 5      | 31     |        |        |        |        |        |        |

| Februar | Februar | Februar | Februar | Februar | Februar | Februar | Februar |
| Kw      | Mo      | Di      | Mi      | Do      | Fr      | Sa      | So      |
| ------- | ------- | ------- | ------- | ------- | ------- | ------- | ------- |
| 5       |         | 1       | 2       | 3       | 4       | 5       | 6       |
| 6       | 7       | 8       | 9       | 10      | 11      | 12      | 13      |
| 7       | 14      | 15      | 16      | 17      | 18      | 19      | 20      |
| 8       | 21      | 22      | 23      | 24      | 25      | 26      | 27      |
| 9       | 28      |         |         |         |         |         |         |

| März | März | März | März | März | März | März | März |
| Kw   | Mo   | Di   | Mi   | Do   | Fr   | Sa   | So   |
| ---- | ---- | ---- | ---- | ---- | ---- | ---- | ---- |
| 9    |      | 1    | 2    | 3    | 4    | 5    | 6    |
| 10   | 7    | 8    | 9    | 10   | 11   | 12   | 13   |
| 11   | 14   | 15   | 16   | 17   | 18   | 19   | 20   |
| 12   | 21   | 22   | 23   | 24   | 25   | 26   | 27   |
| 13   | 28   | 29   | 30   | 31   |      |      |      |

| April | April | April | April | April | April | April | April |
| Kw    | Mo    | Di    | Mi    | Do    | Fr    | Sa    | So    |
| ----- | ----- | ----- | ----- | ----- | ----- | ----- | ----- |
| 13    |       |       |       |       | 1     | 2     | 3     |
| 14    | 4     | 5     | 6     | 7     | 8     | 9     | 10    |
| 15    | 11    | 12    | 13    | 14    | 15    | 16    | 17    |
| 16    | 18    | 19    | 20    | 21    | 22    | 23    | 24    |
| 17    | 25    | 26    | 27    | 28    | 29    | 30    |       |

| Mai | Mai | Mai | Mai | Mai | Mai | Mai | Mai |
| Kw  | Mo  | Di  | Mi  | Do  | Fr  | Sa  | So  |
| --- | --- | --- | --- | --- | --- | --- | --- |
| 17  |     |     |     |     |     |     | 1   |
| 18  | 2   | 3   | 4   | 5   | 6   | 7   | 8   |
| 19  | 9   | 10  | 11  | 12  | 13  | 14  | 15  |
| 20  | 16  | 17  | 18  | 19  | 20  | 21  | 22  |
| 21  | 23  | 24  | 25  | 26  | 27  | 28  | 29  |
| 22  | 30  | 31  |     |     |     |     |     |

| Juni | Juni | Juni | Juni | Juni | Juni | Juni | Juni |
| Kw   | Mo   | Di   | Mi   | Do   | Fr   | Sa   | So   |
| ---- | ---- | ---- | ---- | ---- | ---- | ---- | ---- |
| 22   |      |      | 1    | 2    | 3    | 4    | 5    |
| 23   | 6    | 7    | 8    | 9    | 10   | 11   | 12   |
| 24   | 13   | 14   | 15   | 16   | 17   | 18   | 19   |
| 25   | 20   | 21   | 22   | 23   | 24   | 25   | 26   |
| 26   | 27   | 28   | 29   | 30   |      |      |      |

| Juli | Juli | Juli | Juli | Juli | Juli | Juli | Juli |
| Kw   | Mo   | Di   | Mi   | Do   | Fr   | Sa   | So   |
| ---- | ---- | ---- | ---- | ---- | ---- | ---- | ---- |
| 26   |      |      |      |      | 1    | 2    | 3    |
| 27   | 4    | 5    | 6    | 7    | 8    | 9    | 10   |
| 28   | 11   | 12   | 13   | 14   | 15   | 16   | 17   |
| 29   | 18   | 19   | 20   | 21   | 22   | 23   | 24   |
| 30   | 25   | 26   | 27   | 28   | 29   | 30   | 31   |

| August | August | August | August | August | August | August | August |
| Kw     | Mo     | Di     | Mi     | Do     | Fr     | Sa     | So     |
| ------ | ------ | ------ | ------ | ------ | ------ | ------ | ------ |
| 31     | 1      | 2      | 3      | 4      | 5      | 6      | 7      |
| 32     | 8      | 9      | 10     | 11     | 12     | 13     | 14     |
| 33     | 15     | 16     | 17     | 18     | 19     | 20     | 21     |
| 34     | 22     | 23     | 24     | 25     | 26     | 27     | 28     |
| 35     | 29     | 30     | 31     |        |        |        |        |

| September | September | September | September | September | September | September | September |
| Kw        | Mo        | Di        | Mi        | Do        | Fr        | Sa        | So        |
| --------- | --------- | --------- | --------- | --------- | --------- | --------- | --------- |
| 35        |           |           |           | 1         | 2         | 3         | 4         |
| 36        | 5         | 6         | 7         | 8         | 9         | 10        | 11        |
| 37        | 12        | 13        | 14        | 15        | 16        | 17        | 18        |
| 38        | 19        | 20        | 21        | 22        | 23        | 24        | 25        |
| 39        | 26        | 27        | 28        | 29        | 30        |           |           |

| Oktober | Oktober | Oktober | Oktober | Oktober | Oktober | Oktober | Oktober |
| Kw      | Mo      | Di      | Mi      | Do      | Fr      | Sa      | So      |
| ------- | ------- | ------- | ------- | ------- | ------- | ------- | ------- |
| 39      |         |         |         |         |         | 1       | 2       |
| 40      | 3       | 4       | 5       | 6       | 7       | 8       | 9       |
| 41      | 10      | 11      | 12      | 13      | 14      | 15      | 16      |
| 42      | 17      | 18      | 19      | 20      | 21      | 22      | 23      |
| 43      | 24      | 25      | 26      | 27      | 28      | 29      | 30      |
| 44      | 31      |         |         |         |         |         |         |

| November | November | November | November | November | November | November | November |
| Kw       | Mo       | Di       | Mi       | Do       | Fr       | Sa       | So       |
| -------- | -------- | -------- | -------- | -------- | -------- | -------- | -------- |
| 44       |          | 1        | 2        | 3        | 4        | 5        | 6        |
| 45       | 7        | 8        | 9        | 10       | 11       | 12       | 13       |
| 46       | 14       | 15       | 16       | 17       | 18       | 19       | 20       |
| 47       | 21       | 22       | 23       | 24       | 25       | 26       | 27       |
| 48       | 28       | 29       | 30       |          |          |          |          |

| Dezember | Dezember | Dezember | Dezember | Dezember | Dezember | Dezember | Dezember |
| Kw       | Mo       | Di       | Mi       | Do       | Fr       | Sa       | So       |
| -------- | -------- | -------- | -------- | -------- | -------- | -------- | -------- |
| 48       |          |          |          | 1        | 2        | 3        | 4        |
| 49       | 5        | 6        | 7        | 8        | 9        | 10       | 11       |
| 50       | 12       | 13       | 14       | 15       | 16       | 17       | 18       |
| 51       | 19       | 20       | 21       | 22       | 23       | 24       | 25       |
| 52       | 26       | 27       | 28       | 29       | 30       | 31       |          |

| Januar | Januar | Januar | Januar | Januar | Januar | Januar | Januar |
| Kw     | Mo     | Di     | Mi     | Do     | Fr     | Sa     | So     |
| ------ | ------ | ------ | ------ | ------ | ------ | ------ | ------ |
| 53     |        |        |        |        |        | 1      | 2      |
| 1      | 3      | 4      | 5      | 6      | 7      | 8      | 9      |
| 2      | 10     | 11     | 12     | 13     | 14     | 15     | 16     |
| 3      | 17     | 18     | 19     | 20     | 21     | 22     | 23     |
| 4      | 24     | 25     | 26     | 27     | 28     | 29     | 30     |
| 5      | 31     |        |        |        |        |        |        |

| Februar | Februar | Februar | Februar | Februar | Februar | Februar | Februar |
| Kw      | Mo      | Di      | Mi      | Do      | Fr      | Sa      | So      |
| ------- | ------- | ------- | ------- | ------- | ------- | ------- | ------- |
| 5       |         | 1       | 2       | 3       | 4       | 5       | 6       |
| 6       | 7       | 8       | 9       | 10      | 11      | 12      | 13      |
| 7       | 14      | 15      | 16      | 17      | 18      | 19      | 20      |
| 8       | 21      | 22      | 23      | 24      | 25      | 26      | 27      |
| 9       | 28      |         |         |         |         |         |         |

| März | März | März | März | März | März | März | März |
| Kw   | Mo   | Di   | Mi   | Do   | Fr   | Sa   | So   |
| ---- | ---- | ---- | ---- | ---- | ---- | ---- | ---- |
| 9    |      | 1    | 2    | 3    | 4    | 5    | 6    |
| 10   | 7    | 8    | 9    | 10   | 11   | 12   | 13   |
| 11   | 14   | 15   | 16   | 17   | 18   | 19   | 20   |
| 12   | 21   | 22   | 23   | 24   | 25   | 26   | 27   |
| 13   | 28   | 29   | 30   | 31   |      |      |      |

| April | April | April | April | April | April | April | April |
| Kw    | Mo    | Di    | Mi    | Do    | Fr    | Sa    | So    |
| ----- | ----- | ----- | ----- | ----- | ----- | ----- | ----- |
| 13    |       |       |       |       | 1     | 2     | 3     |
| 14    | 4     | 5     | 6     | 7     | 8     | 9     | 10    |
| 15    | 11    | 12    | 13    | 14    | 15    | 16    | 17    |
| 16    | 18    | 19    | 20    | 21    | 22    | 23    | 24    |
| 17    | 25    | 26    | 27    | 28    | 29    | 30    |       |

| Mai | Mai | Mai | Mai | Mai | Mai | Mai | Mai |
| Kw  | Mo  | Di  | Mi  | Do  | Fr  | Sa  | So  |
| --- | --- | --- | --- | --- | --- | --- | --- |
| 17  |     |     |     |     |     |     | 1   |
| 18  | 2   | 3   | 4   | 5   | 6   | 7   | 8   |
| 19  | 9   | 10  | 11  | 12  | 13  | 14  | 15  |
| 20  | 16  | 17  | 18  | 19  | 20  | 21  | 22  |
| 21  | 23  | 24  | 25  | 26  | 27  | 28  | 29  |
| 22  | 30  | 31  |     |     |     |     |     |

| Juni | Juni | Juni | Juni | Juni | Juni | Juni | Juni |
| Kw   | Mo   | Di   | Mi   | Do   | Fr   | Sa   | So   |
| ---- | ---- | ---- | ---- | ---- | ---- | ---- | ---- |
| 22   |      |      | 1    | 2    | 3    | 4    | 5    |
| 23   | 6    | 7    | 8    | 9    | 10   | 11   | 12   |
| 24   | 13   | 14   | 15   | 16   | 17   | 18   | 19   |
| 25   | 20   | 21   | 22   | 23   | 24   | 25   | 26   |
| 26   | 27   | 28   | 29   | 30   |      |      |      |

| Juli | Juli | Juli | Juli | Juli | Juli | Juli | Juli |
| Kw   | Mo   | Di   | Mi   | Do   | Fr   | Sa   | So   |
| ---- | ---- | ---- | ---- | ---- | ---- | ---- | ---- |
| 26   |      |      |      |      | 1    | 2    | 3    |
| 27   | 4    | 5    | 6    | 7    | 8    | 9    | 10   |
| 28   | 11   | 12   | 13   | 14   | 15   | 16   | 17   |
| 29   | 18   | 19   | 20   | 21   | 22   | 23   | 24   |
| 30   | 25   | 26   | 27   | 28   | 29   | 30   | 31   |

| August | August | August | August | August | August | August | August |
| Kw     | Mo     | Di     | Mi     | Do     | Fr     | Sa     | So     |
| ------ | ------ | ------ | ------ | ------ | ------ | ------ | ------ |
| 31     | 1      | 2      | 3      | 4      | 5      | 6      | 7      |
| 32     | 8      | 9      | 10     | 11     | 12     | 13     | 14     |
| 33     | 15     | 16     | 17     | 18     | 19     | 20     | 21     |
| 34     | 22     | 23     | 24     | 25     | 26     | 27     | 28     |
| 35     | 29     | 30     | 31     |        |        |        |        |

| September | September | September | September | September | September | September | September |
| Kw        | Mo        | Di        | Mi        | Do        | Fr        | Sa        | So        |
| --------- | --------- | --------- | --------- | --------- | --------- | --------- | --------- |
| 35        |           |           |           | 1         | 2         | 3         | 4         |
| 36        | 5         | 6         | 7         | 8         | 9         | 10        | 11        |
| 37        | 12        | 13        | 14        | 15        | 16        | 17        | 18        |
| 38        | 19        | 20        | 21        | 22        | 23        | 24        | 25        |
| 39        | 26        | 27        | 28        | 29        | 30        |           |           |

| Oktober | Oktober | Oktober | Oktober | Oktober | Oktober | Oktober | Oktober |
| Kw      | Mo      | Di      | Mi      | Do      | Fr      | Sa      | So      |
| ------- | ------- | ------- | ------- | ------- | ------- | ------- | ------- |
| 39      |         |         |         |         |         | 1       | 2       |
| 40      | 3       | 4       | 5       | 6       | 7       | 8       | 9       |
| 41      | 10      | 11      | 12      | 13      | 14      | 15      | 16      |
| 42      | 17      | 18      | 19      | 20      | 21      | 22      | 23      |
| 43      | 24      | 25      | 26      | 27      | 28      | 29      | 30      |
| 44      | 31      |         |         |         |         |         |         |

| November | November | November | November | November | November | November | November |
| Kw       | Mo       | Di       | Mi       | Do       | Fr       | Sa       | So       |
| -------- | -------- | -------- | -------- | -------- | -------- | -------- | -------- |
| 44       |          | 1        | 2        | 3        | 4        | 5        | 6        |
| 45       | 7        | 8        | 9        | 10       | 11       | 12       | 13       |
| 46       | 14       | 15       | 16       | 17       | 18       | 19       | 20       |
| 47       | 21       | 22       | 23       | 24       | 25       | 26       | 27       |
| 48       | 28       | 29       | 30       |          |          |          |          |

| Dezember | Dezember | Dezember | Dezember | Dezember | Dezember | Dezember | Dezember |
| Kw       | Mo       | Di       | Mi       | Do       | Fr       | Sa       | So       |
| -------- | -------- | -------- | -------- | -------- | -------- | -------- | -------- |
| 48       |          |          |          | 1        | 2        | 3        | 4        |
| 49       | 5        | 6        | 7        | 8        | 9        | 10       | 11       |
| 50       | 12       | 13       | 14       | 15       | 16       | 17       | 18       |
| 51       | 19       | 20       | 21       | 22       | 23       | 24       | 25       |
| 52       | 26       | 27       | 28       | 29       | 30       | 31       |          |

Das Jahr 1977 stand in Deutschland vor allem im Zeichen des RAF-Terrors (Deutscher Herbst). Dieser erreichte mit der Entführung der Landshut sowie der Entführung und Ermordung Hanns Martin Schleyers seinen Höhepunkt. In der Musikgeschichte prägte vor allem der frühe Tod des sogenannten King of Rock Elvis Presley das Jahr 1977.

## Ereignisse

### Jahreswidmungen
- Die Schleiereule (lat. Tyto alba) ist Vogel des Jahres. (NABU/Deutschland)

### Politik

#### Januar
- 01. Januar: Kurt Furgler wird Bundespräsident der Schweiz.
- 01. Januar: Die Bürgerrechtsgruppe Charta 77 wird in Prag gegründet.
- 04. Januar: Sprengstoffanschlag auf ein militärisches Tanklager und Angriff auf ein amerikanisches Atomwaffenlager in Gießen durch Revolutionäre Zellen (RZ)
- 06. Januar: Die Europäische Kommission nimmt als Organ der Europäischen Wirtschaftsgemeinschaft (EWG) die Arbeit auf.
- 13. Januar: Unfall im Block A im Kernkraftwerk Gundremmingen. Kurzschluss an Hochspannungsleitung bei kaltem und feuchtem Wetter
- 20. Januar: Die Republik Niger wird Mitglied in der BAD (Afrikanische Entwicklungsbank).
- 20. Januar: Vereinbarung über Regierungsausschuss für Wirtschaftsfragen zwischen der Bundesrepublik Deutschland und Schweden
- 20. Januar: Amtseinführung von Jimmy Carter als 39. Präsident der USA. Er löst Gerald Ford ab.
- 24. Januar: In Madrid dringt zur Zeit der Transition in Spanien ein bewaffnetes Kommando der Alianza Apostólica Anticomunista in Tötungsabsicht in ein gewerkschaftsnahes Anwaltsbüro ein. Das Blutbad von Atocha kostet fünf Menschenleben, vier Personen werden angeschossen.

#### Februar
- 01. Februar: Kulturabkommen zwischen der Bundesrepublik Deutschland und Mexiko. In Kraft seit dem 3. März 1978.
- 01. Februar: Südafrika entlässt KwaZulu als Homeland in eine bedingte Eigenständigkeit.
- 08. Februar: Brigitte Mohnhaupt wird nach Verbüßung einer Haftstrafe entlassen, taucht unter und beginnt die terroristische Rote Armee Fraktion neu zu organisieren.

#### März

Flagge von Angola

- 11. März: Angola wird Mitglied in der UNESCO.
- 16. bis 20. März: Die Parlamentswahl in Indien endet mit einer Niederlage der Kongresspartei unter Indira Gandhi.
- 18. März: In Windhoek wird ein Verfassungsplan ausgearbeitet („Turnhallenkonferenz“).
- 22. März: Die Komoren werden Mitglied in der UNESCO.

#### April
- 07. April: In Karlsruhe ermorden Terroristen der RAF Generalbundesanwalt Siegfried Buback.
- 08. April: Doppelbesteuerungsabkommen zwischen der Bundesrepublik Deutschland und Malaysia
- 17. April: Parlamentswahlen in Belgien

#### Mai
- 17. Mai: Doppelbesteuerungsabkommen zwischen der Bundesrepublik Deutschland und Kenia
- 23. Mai: Entführung des Zuges Assen-Groningen/Niederlande durch südmolukkische Jugendliche. Militärische Beendigung 19 Tage später. Zwei tote Geiseln. Sechs tote Geiselnehmer

#### Juni

Europäischer Rechnungshof

- 01. Juni: Der Vertrag über die Gründung des Europäischen Rechnungshofes tritt in Kraft.
- 05. Juni: Staatsstreich auf den Seychellen, France-Albert René wird Staatspräsident.
- 07. Juni: Eine Million Menschen säumen die Route des Umzugs zum silbernen Thronjubiläum von Elisabeth II.; über 500 Millionen Menschen schauen die Fernseh-Übertragung.
- 15. Juni: In Spanien finden erstmals seit 41 Jahren wieder freie Wahlen statt. Adolfo Suárez bleibt Ministerpräsident.
- 18. Juni: Niger schließt mit der Bundesrepublik Deutschland ein Abkommen über technische Zusammenarbeit.
- 20. Juni: Menachem Begin wird Ministerpräsident des Staates Israel.
- 27. Juni: Dschibuti wird unabhängig.
- 28. Juni: Investitionsschutzabkommen zwischen der Bundesrepublik Deutschland und Mali

#### Juli
- 05. Juli: Sturz der Regierung Bhutto und Beendigung der bürgerkriegsähnlichen Zustände in Pakistan durch die Armee. Machtergreifung durch General Mohammed Zia-ul-Haq
- 13. Juli: Stromausfall in New York und in Gebieten des Westchester County, nördlich von New York, in der Nacht durch Blitzeinschläge
- 18. Juli: Doppelbesteuerungsabkommen zwischen der Bundesrepublik Deutschland und Ungarn
- 20. Juli: Doppelbesteuerungsabkommen zwischen der Bundesrepublik Deutschland und Israel
- 28. Juli: Spanien stellt Antrag auf Beitritt zur EG.
- 30. Juli: Bei einem Entführungsversuch der RAF wird Jürgen Ponto, Vorstandssprecher der Dresdner Bank AG, in seinem Haus in Oberursel (Taunus) erschossen.

#### August

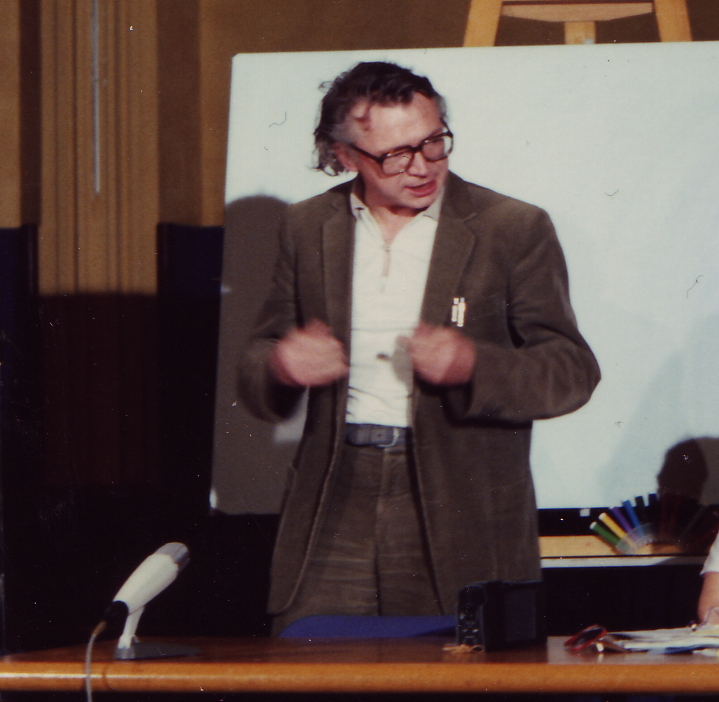
Rudolf Bahro

- 15. August: Der Astrophysiker Jerry R. Ehman entdeckt im Rahmen eines SETI-Projekts am „Big Ear“-Radioteleskop das Wow!-Signal.
- 23. August: In der DDR wird der Dissident Rudolf Bahro festgenommen. Das Hamburger Nachrichtenmagazin Der Spiegel hat am Vortag einen Auszug aus Bahros regimekritischem Buch „Die Alternative“ veröffentlicht.

#### September
- September/Oktober: Höhepunkt des Terrorismus in Deutschland (siehe auch Deutscher Herbst):
- 05. September bis 19. Oktober: Ein RAF-Kommando entführt und ermordet den deutschen Arbeitgeberpräsidenten Hanns Martin Schleyer.
- 07. September: Torrijos-Carter-Vertrag wird unterzeichnet.
- 10. September: Letzte Hinrichtung mit der Guillotine in Frankreich, der Delinquent Hamida Djandoubi war der letzte Mensch, der in Westeuropa hingerichtet wurde. Weltweit war er der letzte Verurteilte, der durch eine Guillotine enthauptet wurde.
- 12. September: Der südafrikanische Bürgerrechtler Steve Biko stirbt nach Folterungen der Polizei einen Tag nach Einlieferung ins Gefängniskrankenhaus von Pretoria. Sein Tod wird bald darauf zum Symbol der Widerstandsbewegung gegen das Apartheidsregime und löst später ein Waffenembargo des Weltsicherheitsrats gegen das Land aus.
- 20. September: Vietnam und Dschibuti werden Mitglieder der Vereinten Nationen.
- 24. September: Großdemonstration in Kalkar am Niederrhein gegen den schnellen Brüter (Kernkraftwerk Kalkar)

#### Oktober
- 11. Oktober: Abkommen über finanzielle Zusammenarbeit zwischen der Bundesrepublik Deutschland und Ruanda
- 13. bis 17. Oktober: Entführung des Flugzeugs „Landshut“ nach Mogadischu und Befreiung durch die GSG9
- 18. Oktober: Todesnacht von Stammheim, in der Nacht zum 18. Oktober begehen die inhaftierten Anführer der Rote Armee Fraktion Andreas Baader, Gudrun Ensslin und Jan-Carl Raspe in ihren Gefängniszellen in der JVA Stuttgart Suizid.
- 19. Oktober: Deutscher Herbst: Hanns Martin Schleyer, am 5. September entführt, wird in Mülhausen im Elsass tot aufgefunden.

#### November
- 10. November: Spanien wird Mitglied im Europarat.
- 16. November (Buß- und Bettag): Selbstverbrennung Hartmut Gründlers, in Hamburg während des SPD-Parteitages, aus Protest gegen die damalige Atompolitik
- 19. November: Besuch des ägyptischen Staatspräsidenten Anwar as-Sadat in Jerusalem, Israel
- 20. November: In einer Rede vor der Knesset erkennt der ägyptische Präsident Anwar as-Sadat das Existenzrecht Israels an.

#### Dezember

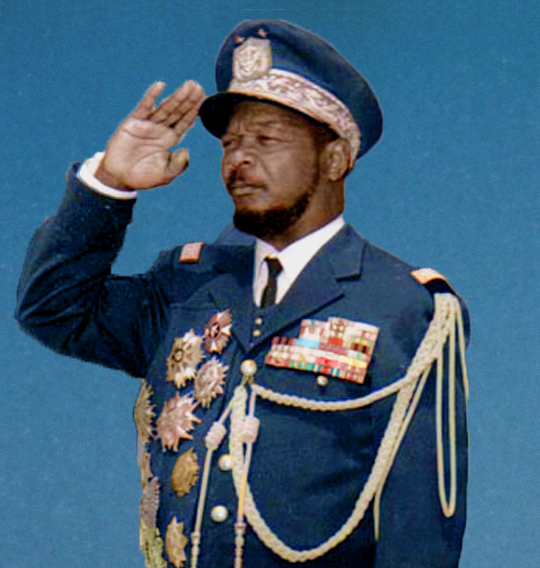
Jean-Bédel Bokassa

- 04. Dezember: Jean-Bédel Bokassa lässt sich zum Kaiser des Zentralafrikanischen Kaiserreiches krönen.
- 06. Dezember: Das „Homeland“ Bophuthatswana wird vom Apartheid-Regime in Südafrika in die „Unabhängigkeit“ entlassen, die aber von keinem Staat der Welt anerkannt wird.

### Wirtschaft
- 16. Juni: Das US-amerikanische Unternehmen Oracle wird von Larry Ellison gegründet.
- 26. Oktober: Die Deutsche Bundesbahn setzt Dampflokomotiven zum letzten Mal regulär ein. Damit gehen 143 Jahre deutscher Industriegeschichte zu Ende. Es folgt das heftig umstrittene „Dampflokverbot“.
- 23. Dezember: Der Vorstandsvorsitzende der Westdeutschen Landesbank Girozentrale, Ludwig Poullain, tritt von seinem Amt zurück, nachdem das Bekanntwerden seines Beratervertrages erheblichen Wirbel verursacht hatte.

### Wissenschaft und Technik
- 15. August: Der Astrophysiker Jerry R. Ehman empfängt im Rahmen eines SETI-Projekts am Big Ear-Radioteleskop der Ohio State University das so genannte Wow!-Signal.

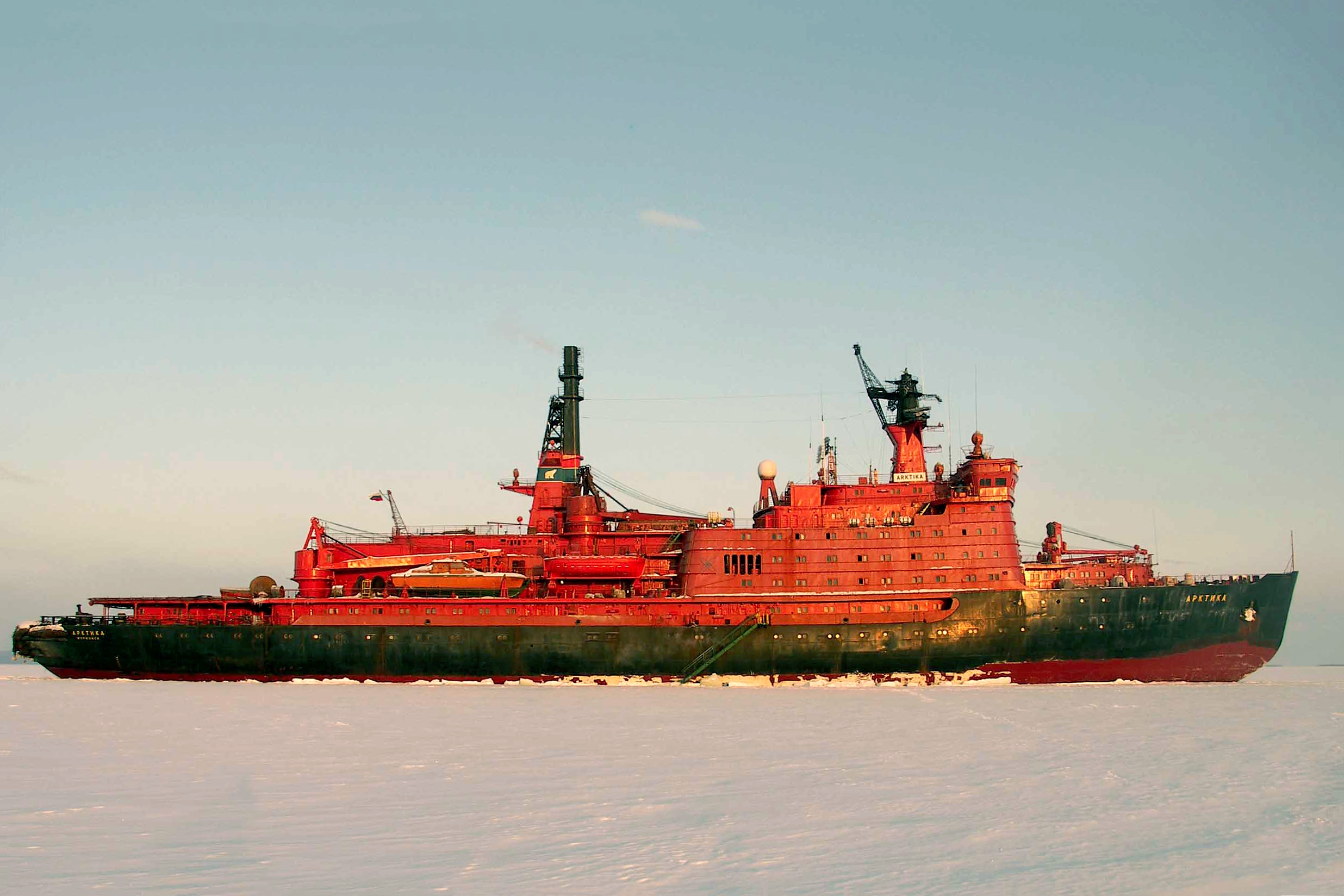
Der Eisbrecher Arktika

- 17. August: Der nuklear angetriebene sowjetische Eisbrecher Arktika erreicht als erstes über Wasser fahrendes Schiff den Nordpol.
- 20. August: Start der amerikanischen Raumsonde Voyager 2, welche am 9. Juli 1979 Jupiter, am 25. August 1981 Saturn, am 24. Januar 1986 Uranus und am 25. August 1989 Neptun besuchte.
- 05. September: Start der amerikanischen Raumsonde Voyager 1, welche am 5. März 1979 an Jupiter und am 12. November 1980 am Saturn vorbeiflog
- 08. November: Der griechische Archäologe Manolis Andronikos findet ungeplünderte Königsgräber beim Ort Vergina. Nach eigenen Angaben will er das Grab Philipps II. von Makedonien entdeckt haben, was nicht gesichert ist.
- Das US-amerikanische Unternehmen Apple bringt den Apple II auf den Markt, der als Erster komplett mit Tastatur und Bildschirm ausgestattet ist.
- Erstmaliger Einsatz des Orlan Raumanzugs

### Kultur
- 31. Januar: Nach einer fünfjährigen Bauzeit wird in Paris das Centre Pompidou eröffnet.
- 28. März: Rocky mit Sylvester Stallone in der Hauptrolle erhält in Los Angeles den Oscar.
- 21. April: Das Musical Annie hat am New Yorker Broadway Premiere. Es erlebt dort in den folgenden Jahren weitere 2.376 Aufführungen.
- 26. April: Eröffnung der legendären Diskothek Studio 54 in New York
- 13. Mai: Uraufführung der Oper Neither von Morton Feldman in Rom

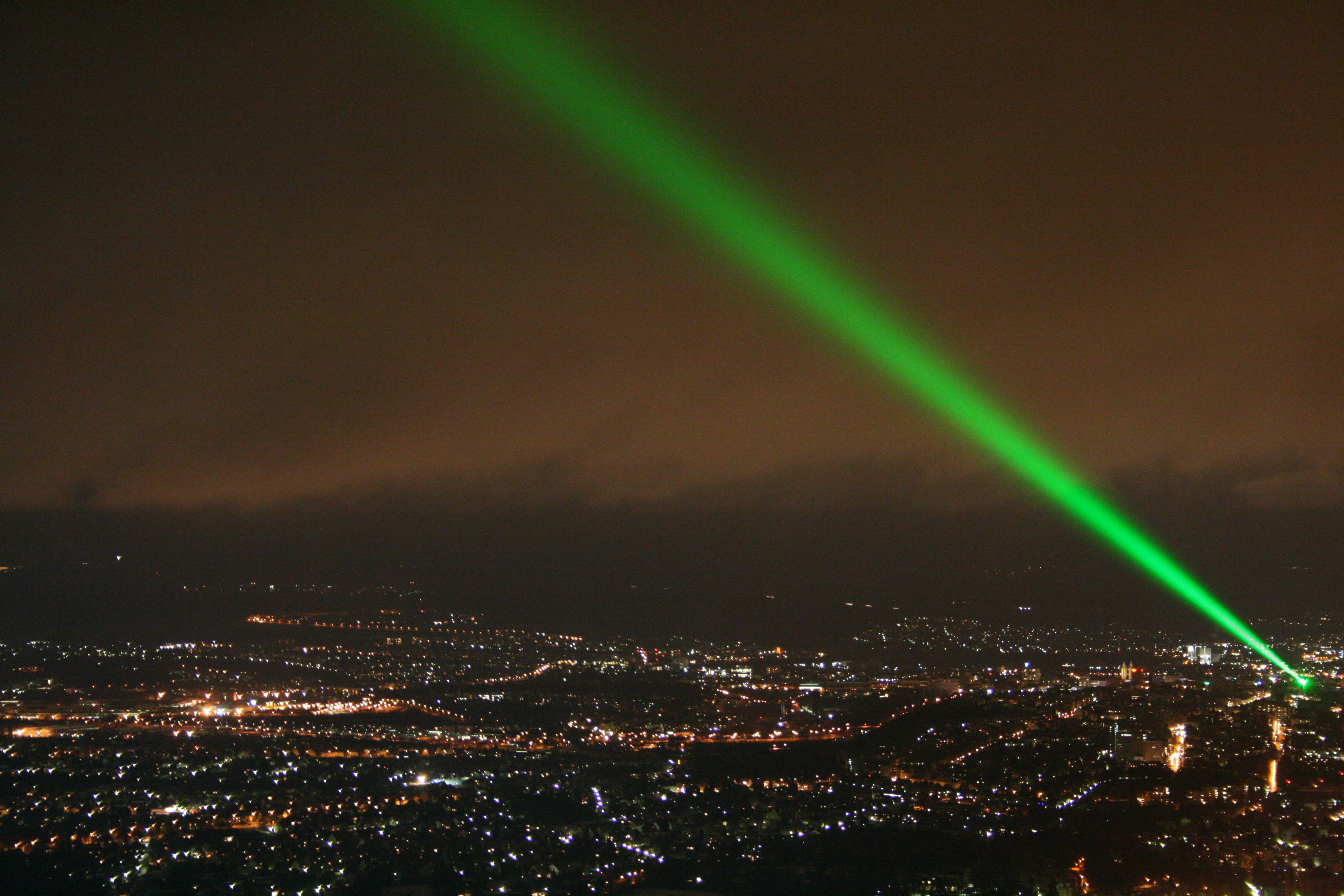
„Laserscape“ von Horst H. Baumann

- Die Documenta 6 – Weltausstellung der Kunst, findet vom 24. Juni bis 2. Oktober in Kassel statt.
- 25. Mai: Premiere von Star Wars: A new hope (Krieg der Sterne) in den USA
- 16. August: Im Niedersächsischen Landesmuseum Hannover ausgestellte Bilder von Martin Luther und seiner Frau Katharina von Bora, gemalt von Lucas Cranach, fallen einem Säureattentat zum Opfer, der Täter war Hans-Joachim Bohlmann.
- 20. September: Teile des Sophienschatzes werden aus dem Stadtmuseum Dresden geraubt.
- 28. Oktober: Virgin Records veröffentlicht Never Mind the Bollocks, Here’s the Sex Pistols. Es ist das einzige Studioalbum der Sex Pistols und wird als prägend für die Punkszene der späten 1970er-Jahre gelten.
- 14. Dezember: In New York City wird der Film Saturday Night Fever mit John Travolta in der Hauptrolle uraufgeführt.
- Erstmaliges Stattfinden von Skulptur.Projekte
- Erstmalige Vergabe des Wingate Literary Prize
- Erstmalige Vergabe des Kodansha-Manga-Preis
- Erstmalige Vergabe des Methodistischen Friedenspreises
- Gründung des Künstlerhauses Hamburg
- Gründung der Galerie am Moritzplatz
- Gründung der Kunststiftung Baden-Württemberg
- Gründung des Yorkshire Sculpture Parks
- Das Lied Am Fenster der DDR-Band City, das als Klassiker der DDR-Rockmusik gilt, wird erstveröffentlicht.

### Gesellschaft
- 17. Januar: Der Raubmörder Gary Gilmore wird von einem Erschießungskommando im Utah State Prison hingerichtet. Es handelt sich um die erste Hinrichtung in den USA nach einem etwa zehn Jahre geltenden Moratorium über die Vollzugsaussetzung der Todesstrafe.
- Gründung der Graswurzelbewegung Green Belt Movement

### Sport
Einträge von Leichtathletik-Weltrekorden siehe unter der jeweiligen Disziplin unter Leichtathletik.
- 09. Januar bis 23. Oktober: Austragung der 28. Formel-1-Weltmeisterschaft
- 13. März: Der Kölner EC wird erstmals deutscher Meister im Eishockey.
- 16. Mai: Muhammad Ali gewinnt seinen Boxkampf und Weltmeistertitel im Schwergewicht gegen Alfredo Evangelista im Capital Centre, Landover, USA, durch Sieg nach Punkten.

Logo des FC Liverpool

- 25. Mai: Der FC Liverpool besiegt Borussia Mönchengladbach im Olympiastadion in Rom mit 3:1 und gewinnt den Europapokal der Landesmeister.
- 10. September: Die neue eingleisige Handball-Bundesliga nimmt den Spielbetrieb auf.
- 29. September: Muhammad Ali gewinnt seinen Boxkampf und Weltmeistertitel im Schwergewicht gegen Earnie Shavers im Madison Square Garden, New York, USA, durch Sieg nach Punkten.
- 02. Oktober: Niki Lauda gewinnt seinen zweiten Formel-1-Weltmeistertitel.
- 09. Dezember: Kermit Washington zertrümmert Rudy Tomjanovich beim Basketball-Spiel zwischen den Los Angeles Lakers und den Houston Rockets den Schädel.
- In der NHL endet die Ära der Enforcer.

### Katastrophen
- 04. März: Erdbeben der Stärke 7,2 in der Gegend von Vrâncioaia, Rumänien, über 1500 Tote
- 27. März: Zusammenstoß zweier Boeing 747 in der Flugzeugkatastrophe von Teneriffa. Wegen einer Bombendrohung auf Gran Canaria wird eine Maschine der Pan American Airways nach Los Rodeos auf Teneriffa umgeleitet. Dort stößt sie bei dichtem Nebel mit einer Boeing 747 der niederländischen Gesellschaft KLM zusammen, die ohne Erlaubnis startet. Bei diesem schwersten Unglück in der Luftfahrtgeschichte kommen 583 Menschen ums Leben.
- 05. August: Unkontrollierter Wassereinbruch bringt das stillgelegte Steinsalzbergwerk Wapno (Polen) zum Einsturz. In den bis 1978 andauernden Tagebrüchen versinkt das gesamte Ortszentrum mit 53 Häusern und einer Eisenbahnstation. 1402 Menschen werden obdachlos.
- 14. August: Raketenkatastrophe von Dannenwalde. Durch eine Explosion in einem Munitionslager der in der DDR stationierten sowjetischen Truppen wurden Hunderte von Katjuscha-Raketen gezündet, die in der näheren Umgebung niedergingen. Die genauen Umstände werden immer noch geheim gehalten und die Anzahl der Todesopfer unter den sowjetischen Soldaten ist bis heute nicht bekannt.
- 04. Dezember: Johor Bahru, Malaysia. Explosion von Malaysia-Airlines-Flug 653, während die Maschine entführt wird; dabei sterben alle 100 Menschen, die in diesem Flugzeug sitzen.

## Wissenschaftspreise

### Nobelpreise

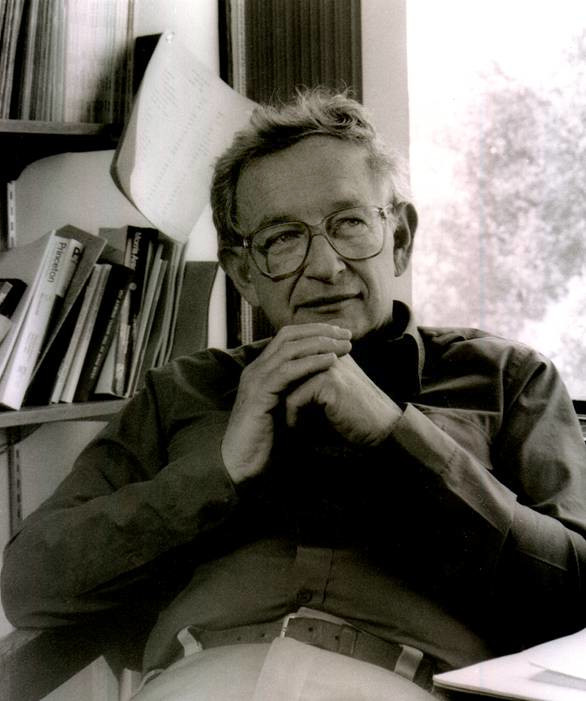
Philip Warren Anderson

- Physik: Philip Warren Anderson, Nevill F. Mott und John H. van Vleck
- Chemie: Ilya Prigogine
- Medizin: Roger Guillemin, Andrew V. Schally und Rosalyn Yalow
- Literatur: Vicente Aleixandre
- Friedensnobelpreis: Amnesty International
- Wirtschaftswissenschaft: Bertil Ohlin und James Edward Meade

### Turing Award
- John W. Backus, für höhere Programmiersprachen (insbesondere Fortran), formale Verfahren zur Spezifikation von Programmiersprachen.

## Musik
- Alben
  - ABBA – The Album von ABBA
  - Let There Be Rock von AC/DC
  - I Robot von The Alan Parsons Project
  - Saturday Night Fever: The Original Movie Sound Track von den Bee Gees
  - Low von David Bowie
  - Heroes von David Bowie
  - The Clash von The Clash
  - Out of the Blue, von Electric Light Orchestra
  - Rumours von Fleetwood Mac
  - Trans Europa Express von Kraftwerk
  - Bat Out of Hell von Meat Loaf
  - Exodus von Bob Marley
  - Animals von Pink Floyd
  - The Idiot von Iggy Pop
  - Lust for Life von Iggy Pop
  - News of the World von Queen
  - Leave Home von Ramones
  - Rocket to Russia von Ramones
  - Love You Live von The Rolling Stones
  - Never Mind the Bollocks, Here’s the Sex Pistols von den Sex Pistols
  - The Planets (Synthesizerfassung) von Isao Tomita
  - American Stars ’n Bars von Neil Young
  - Decade von Neil Young
  - Sin after Sin von Judas Priest
  - Cat Scratch Fever von Ted Nugent
  - Love Gun und Alive II von Kiss
  - Motörhead von Motörhead
  - Draw The Line von Aerosmith
  - Damned Damned Damned mit The Damned
  - The Stranger von Billy Joel

- Gründung der Dire Straits

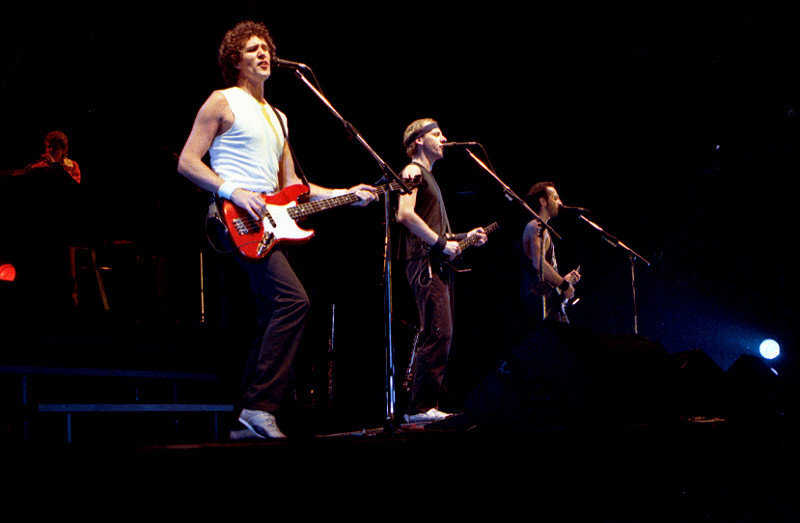
Dire Straits

- Gründung der EAV (Erste Allgemeine Verunsicherung) in Österreich
- Gründung der Village People
- Marie Myriam gewinnt am 7. Mai in London mit dem Lied L’oiseau et l’enfant für Frankreich die 22. Auflage des Eurovision Song Contest.
- Liste der Nummer-eins-Hits in Deutschland (1977)

## Zitate
Zitate aus dem und über das Jahr 1977:
- Ken Olsen formuliert seine Vision über die Datenverarbeitung der Zukunft: Es gibt keinen einzigen Grund, warum irgendjemand einen Computer bei sich zu Hause haben möchte. Das Zitat ist aber nachweislich aus dem Zusammenhang gerissen worden.

## Geboren

### Januar
- 01. Januar: Abdihakem „Abdi“ Abdirahman, US-amerikanischer Langstreckenläufer
- 01. Januar: Tine Acke, deutsche Fotografin und Designerin
- 01. Januar: Krzysztof Ratajski, polnischer Dartspieler
- 01. Januar: Hasan Salihamidžić, bosnisch-herzegowinischer Fußballspieler, Sportdirektor bei Bayern München
- 01. Januar: Lars Schieske, deutscher Politiker
- 01. Januar: Oliver Thomas, deutscher Sänger
- 01. Januar: Jesco Wirthgen, deutscher Schauspieler, Synchron-, Hörspielsprecher, Dialogbuchautor und -regisseur
- 02. Januar: Rosemar Coelho Neto, brasilianische Leichtathletin
- 02. Januar: Patryk Vega, polnischer Regisseur
- 03. Januar: Mayumi Iizuka, japanische Synchronsprecherin
- 03. Januar: Papis Loveday (bürgerl. Pape Badji), senegalesisches Topmodel und Unternehmer
- 04. Januar: Louisa Baïleche, französische Sängerin, Tänzerin und Darstellerin
- 04. Januar: Jonathan Cochet, französischer Automobilrennfahrer
- 04. Januar: Teitur Lassen, färöischer Liedermacher
- 04. Januar: David Millar, schottischer Radrennfahrer

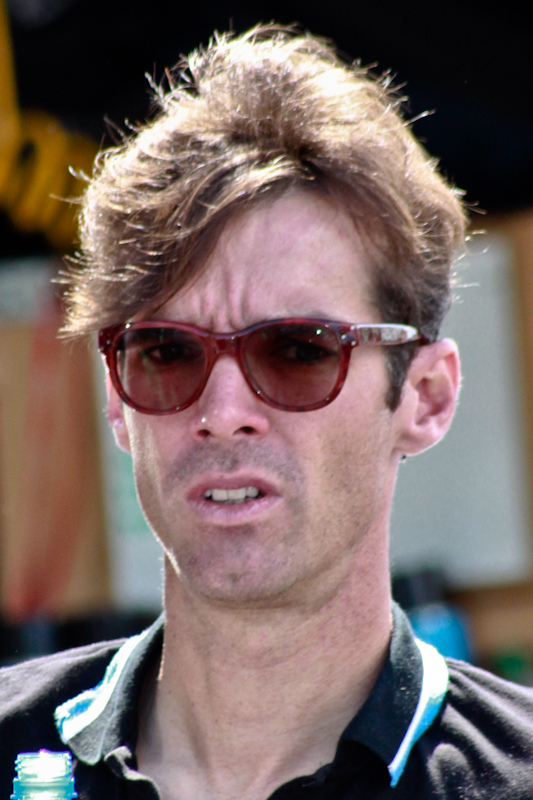
David Millar

- 06. Januar: Esther Zimmering, deutsche Schauspielerin
- 07. Januar: Guy Gross, deutscher Popsänger
- 07. Januar: Playboy 51, deutscher Kleindarsteller
- 08. Januar: Manuela Arcuri, italienische Schauspielerin
- 08. Januar: Andrea Ardito, italienischer Fußballspieler
- 08. Januar: Amber Benson, US-amerikanische Schauspielerin
- 09. Januar: Maik Machulla, deutscher Handballspieler und -trainer
- 09. Januar: Christian Rose, deutscher Handballspieler
- 10. Januar: Cem Arslan, deutscher Filmautor († 2021)
- 10. Januar: Axel Kromer, deutscher Handballspieler und -trainer
- 10. Januar: Kathrin Kühnel, deutsche Schauspielerin
- 10. Januar: Noel Malicdem, philippinischer Dartspieler
- 11. Januar: Jeff Bean, kanadischer Freestyle-Skier
- 11. Januar: Anna „Anni“ Christina Friesinger, deutsche Eisschnellläuferin
- 12. Januar: Dominic Auger, deutsch-kanadischer Eishockeyspieler
- 13. Januar: Frank Berblinger, deutscher Handballspieler

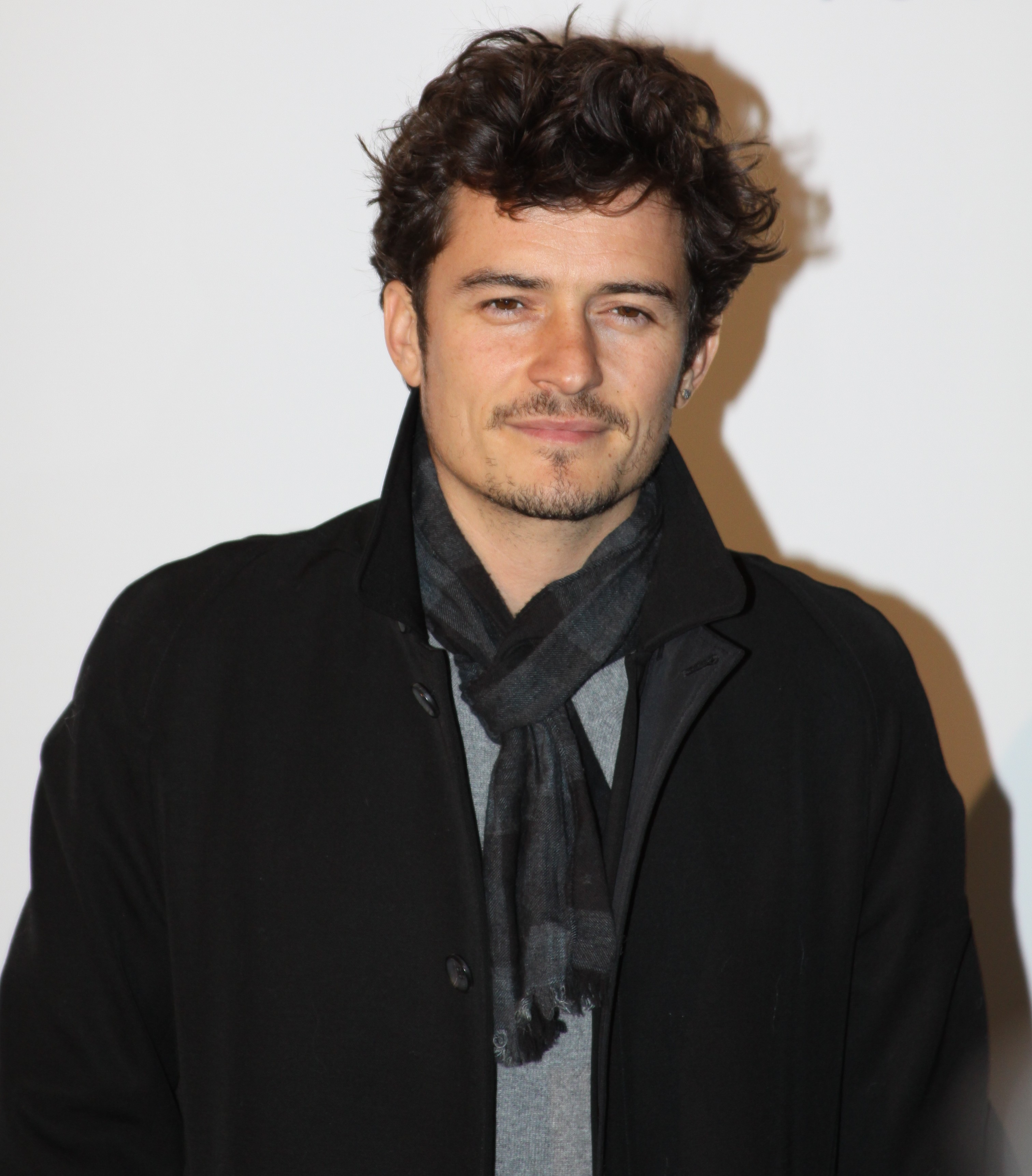
Orlando Bloom, 2010.

- 13. Januar: Orlando Bloom, britischer Schauspieler
- 13. Januar: Alex Hofer, Gleitschirmpilot
- 13. Januar: Agusti Pol Pérez, andorranischer Fußballspieler
- 14. Januar: Uwe Hardter, deutscher Radrennfahrer
- 14. Januar: Narain Karthikeyan, indischer Automobilrennfahrer
- 15. Januar: Giorgia Meloni, italienische Politikerin, Ministerpräsidentin
- 16. Januar: Athirson, brasilianischer Fußballspieler
- 16. Januar: Darius Kampa, deutscher Profifußballspieler
- 16. Januar: Marco Laaser, deutscher Fußballspieler
- 17. Januar: Luca Paolini, italienischer Radrennfahrer
- 17. Januar: Sverre Rotevatn, norwegischer Nordischer Kombinierer
- 17. Januar: Leigh Whannell, australischer Schauspieler und Drehbuchautor
- 17. Januar: Hicham Zerouali, marokkanischer Fußballspieler († 2004)
- 18. Januar: Didier Dinart, französischer Handballspieler
- 18. Januar: Jean-Patrick Nazon, französischer Radrennfahrer
- 19. Januar: Henrik Andersson, schwedischer Badmintonspieler
- 19. Januar: Jorinde Voigt, deutsche Künstlerin
- 20. Januar: Lucinda Arthur, kanadische Badmintonspielerin
- 21. Januar: Ben Birchall, britischer Motorradrennfahrer
- 21. Januar: Bradley Carnell, südafrikanischer Fußballspieler
- 21. Januar: Scott King, kanadischer Eishockeyspieler
- 21. Januar: Kirsten Klose, deutsche Hammerwerferin
- 21. Januar: Phil Neville, englischer Fußballspieler
- 21. Januar: Jerry Trainor, US-amerikanischer Schauspieler
- 22. Januar: Hidetoshi Nakata, japanischer Fußballspieler
- 22. Januar: Katharina Marie Schubert, deutsche Schauspielerin
- 23. Januar: Nebojša Golić, bosnischer Handballspieler
- 24. Januar: Michelle Hunziker, Schweizer Moderatorin und Model
- 24. Januar: Funda Vanroy, deutsche Moderatorin und Schauspielerin
- 25. Januar: Tom Aage Aarnes, norwegischer Skispringer
- 25. Januar: Lidia Chojecka, polnische Leichtathletin
- 25. Januar: Luke Roberts, australischer Radrennfahrer
- 26. Januar: Nicholaus Arson, schwedischer Lead-Gitarrist und Backgroundsänger
- 26. Januar: Vince Carter, US-amerikanischer Basketballspieler
- 26. Januar: Park Hae-il, südkoreanischer Schauspieler
- 27. Januar: Isabelle Joschke, deutsch-französische Segelsportlerin
- 28. Januar: Daunte Culpepper, US-amerikanischer American-Football-Spieler
- 28. Januar: Maximilian Krah, deutscher Jurist und Politiker
- 28. Januar: Takuma Satō, japanischer Automobilrennfahrer
- 29. Januar: Ruddy Buquet, französischer Fußballschiedsrichter
- 31. Januar: Torri Edwards, US-amerikanische Leichtathletin
- 31. Januar: Olessya Kulakova, deutsche Volleyballspielerin
- 31. Januar: Kerry Washington, Schauspielerin

### Februar
- 01. Februar: Sabine Menne, deutsche Schauspielerin
- 01. Februar: Libor Sionko, tschechischer Fußballspieler
- 02. Februar: Bibiana Aído Almagro, spanische Politikerin
- 02. Februar: Martin Andresen, norwegischer Fußballspieler und -trainer
- 02. Februar: Marc Bernaus Cano, andorranischer Fußballspieler
- 02. Februar: Martin Boquist, schwedischer Handballspieler
- 02. Februar: Antje Mönning, deutsche Schauspielerin, Produzentin und Filmkomponistin
- 02. Februar: Shakira, kolumbianische Sängerin

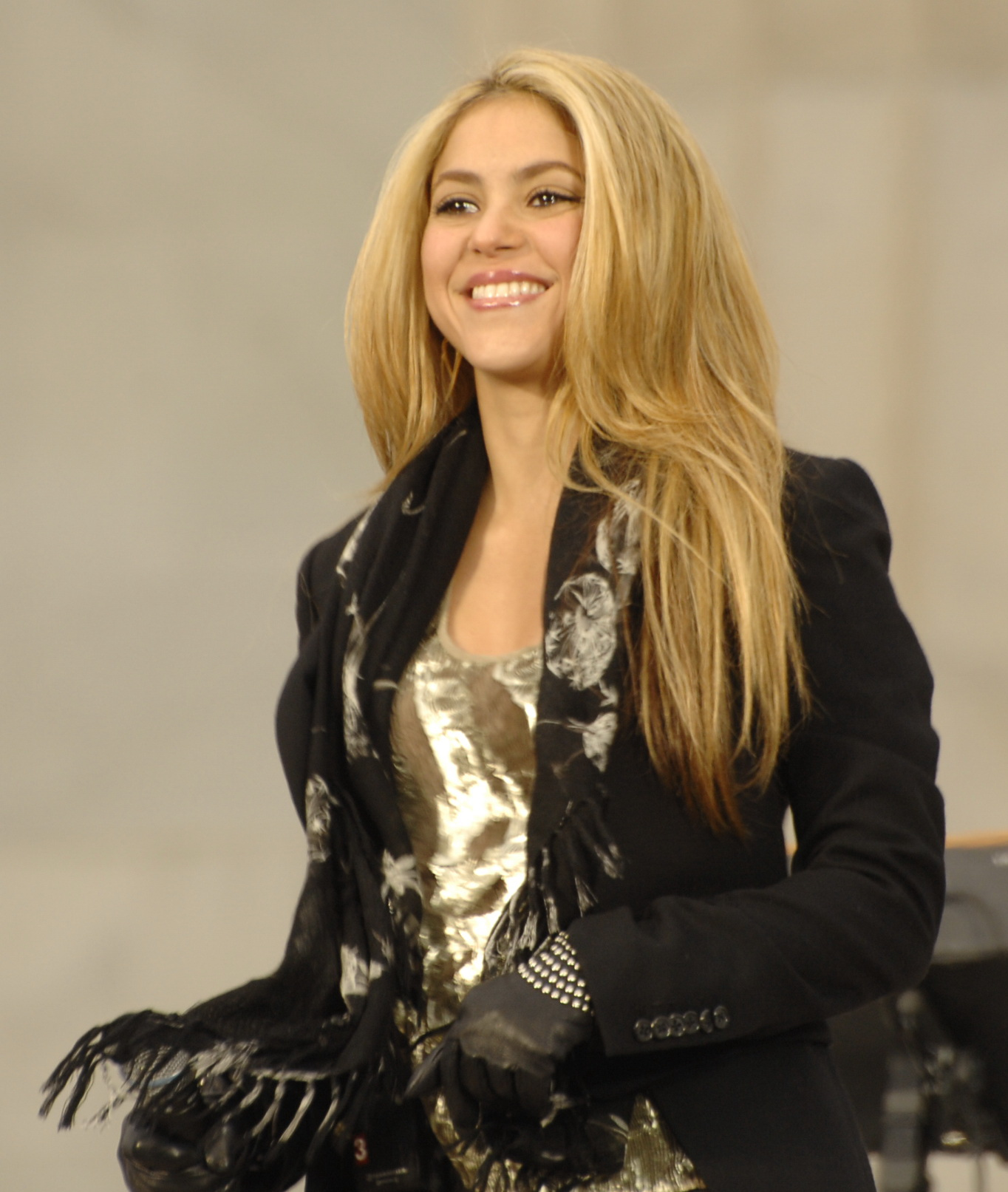
Shakira (2009)

- 02. Februar: Sebastian Ströbel, deutscher Schauspieler
- 02. Februar: Jessica Wahls, deutsche Popsängerin

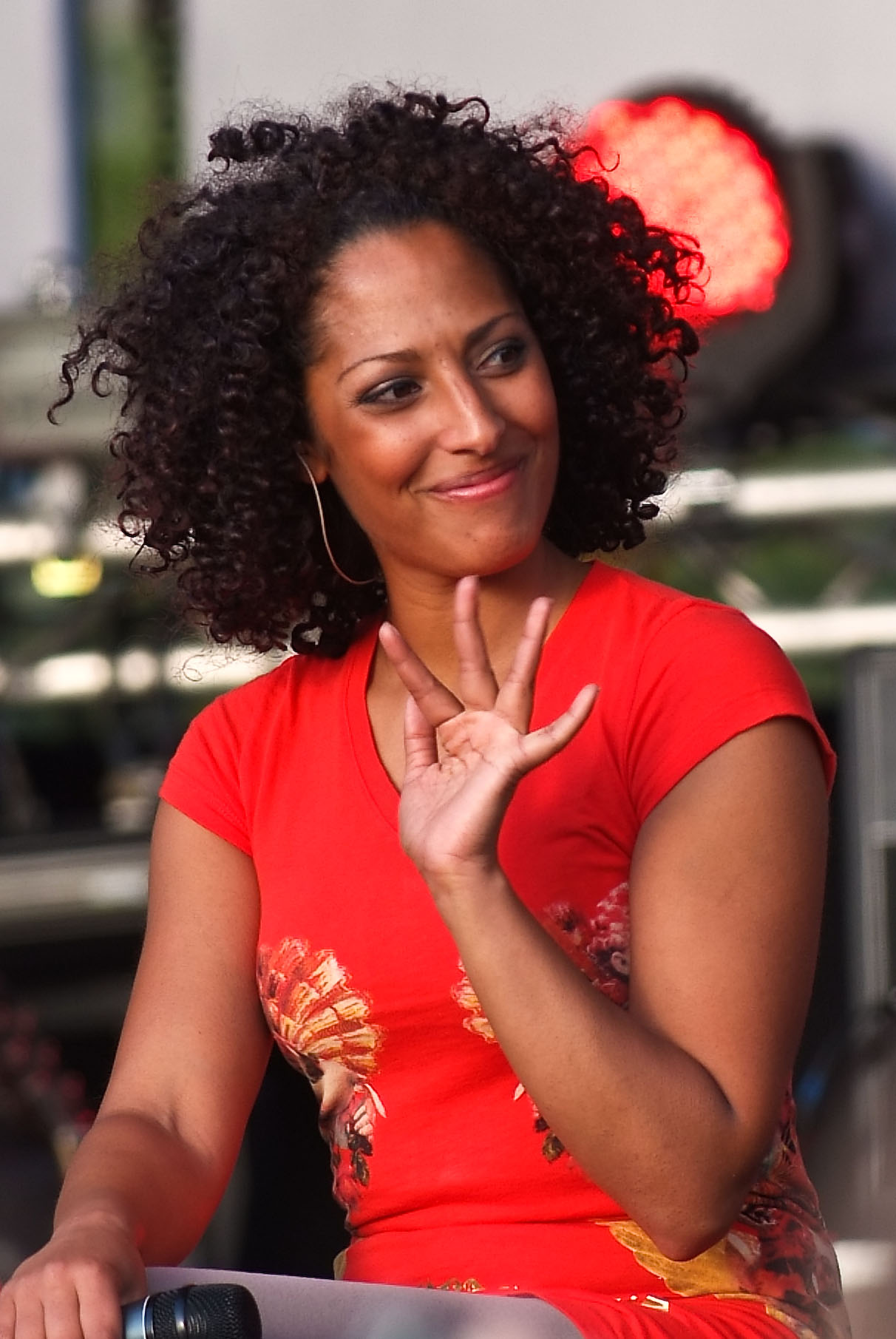
Jessica Wahls

- 03. Februar: ACO, japanische Sängerin
- 03. Februar: Tamara Crow, US-amerikanische Synchronschwimmerin
- 03. Februar: Pierre Kiwitt, deutsch-französischer Schauspieler
- 03. Februar: Carlos Parra, US-amerikanischer Fußballspieler und -nachwuchstrainer
- 03. Februar: Maitland Ward, US-amerikanische Schauspielerin
- 05. Februar: Charles Benedict Ainslie, englischer Segler
- 05. Februar: Dane Šijan, serbischer Handballspieler
- 06. Februar: Thomas von Steinaecker, deutscher Schriftsteller und Journalist
- 06. Februar: Josh Stewart, US-amerikanischer Schauspieler
- 08. Februar: Shigeru Aburaya, japanischer Langstreckenläufer
- 08. Februar: Sverre Andreas Jakobsson, isländischer Handballspieler
- 09. Februar: Ledina Çelo, albanische Sängerin und Model
- 09. Februar: Björn Weikl, deutscher Fußballspieler
- 10. Februar: Endre Lund Eriksen, norwegischer Schriftsteller
- 11. Februar: Angelo Barletta, deutscher Fußballspieler
- 10. Februar: Tanja Vreden, deutsche Fußballspielerin
- 12. Februar: Raylene, US-amerikanische Pornodarstellerin
- 12. Februar: Liv Sansoz, französische Bergsteigerin und Sportkletterin
- 14. Februar: Michael Adams, südafrikanischer Badmintonspieler
- 14. Februar: Donna Cruz, philippinische Sängerin und Schauspielerin
- 14. Februar: Cadel Evans, australischer Radrennfahrer
- 14. Februar: François Perrodo, französischer Unternehmer, Polospieler und Automobilrennfahrer
- 14. Februar: Diana Romagnoli, Schweizer Fechterin
- 14. Februar: Elmer Symons, südafrikanischer Motorradrennfahrer († 2007)
- 15. Februar: Milenko Ačimovič, slowenischer Fußballspieler
- 15. Februar: Margus Ader, estnischer Biathlet
- 15. Februar: Brooks Wackerman, US-amerikanischer Punk-Schlagzeuger
- 16. Februar: Ian Clarke, irischer Informatiker
- 17. Februar: Javier Dorado Bielsa, spanischer Fußballspieler († 2025)
- 17. Februar: Özgür Özata, deutsch-türkischer Schauspieler
- 17. Februar: Wong Choong Hann, malaiischer Badmintonspieler
- 18. Februar: Hugo Cunha, portugiesischer Fußballprofi († 2005)
- 18. Februar: Beatrice Kaps-Zurmahr, deutsche Bühnen- und Filmschauspielerin
- 18. Februar: Michael Pink, österreichischer Schauspieler, Sänger und Sprecher
- 19. Februar: Eloy Azorín, spanischer Schauspieler
- 19. Februar: Daniel Gonzalo Giménez, argentinischer Fußballspieler
- 19. Februar: Vittorio Grigolo, italienischer Sänger
- 19. Februar: Gianluca Zambrotta, italienischer Fußballspieler
- 21. Februar: Max von Thun, österreichischer Schauspieler
- 22. Februar: Claudia Hiersche, deutsche Moderatorin und Schauspielerin
- 22. Februar: Timo Latsch, deutscher Sportjournalist
- 22. Februar: Timo Rose, deutscher Regisseur und Produzent
- 22. Februar: Julio Hernán Rossi, italienisch-argentinischer Fußballspieler
- 22. Februar: Hakan Yakin, Schweizer Fußballspieler türkischer Herkunft
- 23. Februar: Ayhan Akman, türkischer Fußballspieler
- 23. Februar: Kristina Šmigun-Vähi, estnische Skilangläuferin
- 23. Februar: Ilona Teimurasowa, deutsche Konzertpianistin und Musikpädagogin
- 24. Februar: Floyd Mayweather Jr., US-amerikanischer Profiboxer
- 24. Februar: Jean-Pierre Vidal, französischer Skirennläufer
- 25. Februar: Francisco José Lara Ruiz, spanischer Radrennfahrer
- 27. Februar: Jennifer Isacco, italienische Bobsportlerin
- 28. Februar: Mirza Džomba, kroatischer Handballspieler
- Februar: Laleh Sadigh, iranische Rallyefahrerin

### März
- 01. März: Nikky Andersson, ungarische Pornodarstellerin
- 01. März: Rens Blom, niederländischer Leichtathlet
- 01. März: Rod White, US-amerikanischer Bogenschütze

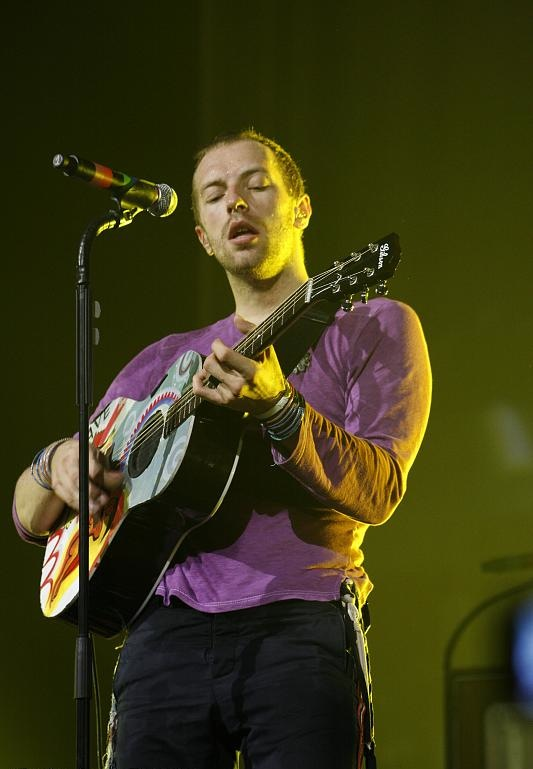
Chris Martin

- 02. März: Chris Martin, englischer Musiker in der Band Coldplay
- 03. März: Gabriel Arroyo, argentinischer Volleyballspieler
- 03. März: Ronan Keating, irischer Sänger
- 03. März: Stéphane Robidas, kanadischer Eishockeyspieler
- 03. März: Anna Tenta, österreichisch-schweizerische Schauspielerin
- 04. März: Ana Guevara, mexikanische Leichtathletin
- 04. März: Daniel Klewer, deutscher Profifußballspieler
- 05. März: Jennifer Anson, palauische Judoka
- 06. März: Giorgos Karagounis, griechischer Fußballspieler
- 06. März: Bubba Sparxxx, US-amerikanischer Rapper
- 07. März: Brad Ascalon, US-amerikanischer Industriedesigner
- 07. März: Jérôme Fernandez, französischer Handballspieler
- 07. März: Daniel Hissnauer, deutscher Jurist
- 07. März: Mia Hundvin, norwegische Handballspielerin
- 07. März: Bartosz Kowalski-Banasewicz, polnischer Komponist
- 08. März: James van der Beek, US-amerikanischer Schauspieler
- 08. März: Fitz van Thom, deutscher Schauspieler, Regisseur und Filmemacher
- 08. März: Fernando Vicente, spanischer Tennisspieler
- 08. März: Johann Vogel, Schweizer Fußballspieler
- 09. März: Vincent Defrasne, französischer Biathlet
- 09. März: Ariane Sommer, deutsche Boulevardistin
- 10. März: Stefan Blank, deutscher Fußballspieler
- 10. März: Robin Thicke, US-amerikanischer Songwriter und Schauspieler
- 11. März: Stefan Arsenijević, serbischer Filmregisseur und Drehbuchautor
- 11. März: Sim Jae-won, südkoreanischer Fußballspieler
- 12. März: Amdy Faye, senegalesischer Fußballspieler
- 12. März: Rita König, deutsche Florettfechterin
- 12. März: Antonio Mateu Lahoz, spanischer Fußballschiedsrichter
- 14. März: Zé António, portugiesischer Fußballspieler
- 14. März: Samir Fuchs, deutscher Schauspieler und Synchronsprecher
- 14. März: Andrés Silvera, argentinischer Fußballspieler
- 16. März: Mónica Cruz, spanische Tänzerin und Schauspielerin
- 16. März: Mike Hairston, deutscher Handballspieler
- 16. März: Ferdi Zeyrek, türkischer Architekt und Politiker († 2025)
- 17. März: Xabier Zandio, spanischer Radrennfahrer
- 18. März: Zdeno Chára, slowakischer Eishockeyspieler
- 18. März: Willy Sagnol, französischer Fußballspieler
- 19. März: Ralph Gassmann, Schweizer Schauspieler
- 19. März: Michael Hegemann, deutscher Handballspieler
- 20. März: Tor Hogne Aarøy, norwegischer Fußballspieler
- 20. März: Bryan Adams, kanadischer Eishockey-Profi
- 22. März: Ambrosi Hoffmann, Schweizer Ski-Rennfahrer
- 22. März: John Otto, US-amerikanischer Rockmusiker
- 23. März: Wayne Carpendale, deutscher Schauspieler
- 23. März: Dunja Dogmani, deutsche Schauspielerin, Sprecherin und Regisseurin
- 23. März: Norman Gobbi, Schweizer Politiker
- 23. März: Maxim Wiktorowitsch Marinin, Eiskunstläufer
- 24. März: Iwan Nikolajewitsch Artejew, russischer Skilangläufer
- 24. März: Olivia Burnette, US-amerikanische Schauspielerin
- 24. März: Jessica Chastain, US-amerikanische Schauspielerin
- 25. März: Natalie Clein, britische Cellistin
- 25. März: Timo Hübsch, deutscher Schauspieler
- 25. März: Axel Keller, deutscher Fußball-Torwart
- 27. März: Priya Basil, britische Autorin
- 27. März: Violetta Blue, amerikanische Pornodarstellerin
- 27. März: Kheïreddine Madoui, algerischer Fußballspieler und -trainer
- 27. März: Vítor Meira, brasilianischer Automobilrennfahrer
- 27. März: Juraj Minčík, slowakischer Kanute
- 27. März: Nils Winter, deutscher Leichtathlet (Weitsprung)
- 28. März: Devon, US-amerikanische Pornodarstellerin
- 28. März: Annie Wersching, US-amerikanische Schauspielerin († 2023)
- 29. März: Anja Schache, deutsche Fechterin
- 30. März: Marc Gicquel, französischer Tennisspieler
- 30. März: Gianluca Grava, italienischer Fußballspieler
- 30. März: Anna Hepp, deutsche Dokumentarfilmerin, Fotografin und Künstlerin
- 30. März: Antonio Langella, italienischer Fußballspieler
- 30. März: Natallja Laurynenka, belarussische Ruderin
- 30. März: Isabel Siebert, deutsche Politikerin

### April
- 01. April: Haimar Zubeldia, spanischer Profi-Radrennfahrer

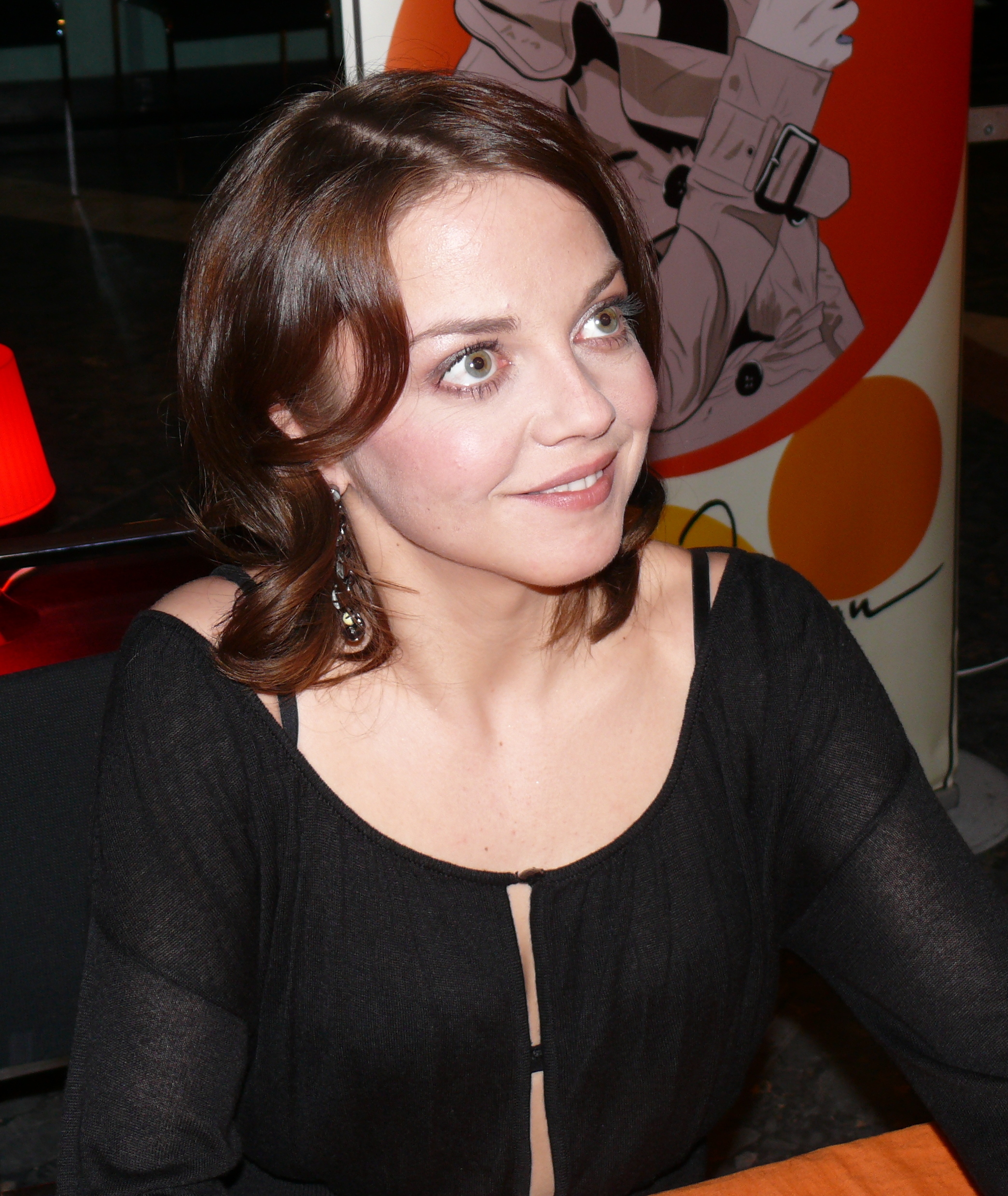
Annett Louisan

- 02. April: Annett Louisan, deutsche Sängerin und Musikerin
- 02. April: Nicki Pedersen, dänischer Speedwayfahrer
- 03. April: Alen Avdić, bosnisch-herzegowinischer Fußballspieler
- 03. April: Birgit Minichmayr, österreichische Schauspielerin
- 04. April: Eddy Ratti, italienischer Radrennfahrer
- 05. April: Erhan Albayrak, deutscher Fußballspieler
- 05. April: Håkon Kornstad, norwegischer Jazzsaxophonist
- 05. April: Martin Plüss, Schweizer Profi-Eishockeyspieler
- 06. April: Sami Mustonen, finnischer Freestyle-Skier
- 06. April: Matthias Schloo, deutscher Schauspieler
- 06. April: Ulrike Urbansky, deutsche Leichtathletin
- 07. April: Markus Sehr, deutscher Regisseur
- 08. April: Alex Beer, österreichische Schriftstellerin
- 09. April: Gerard Way, US-amerikanischer Sänger der Band My Chemical Romance
- 10. April: Mladen Bartolović, bosnisch-herzegowinischer Fußballspieler
- 10. April: Erik Range, deutscher Moderator
- 11. April: John Jackson, britischer Bobfahrer
- 11. April: Georgi Penew Nikolow, bulgarischer Handballspieler
- 11. April: Guy Tuneh, israelischer Kontrabass-Virtuose
- 12. April: Tobias Angerer, deutscher Skilangläufer
- 12. April: Lars Herrmann, deutscher Politiker
- 12. April: Sarah Monahan, australische Schauspielerin
- 13. April: Ángel Vicioso, spanischer Radsportler
- 14. April: Erjon Bogdani, albanischer Fußballspieler
- 14. April: Sarah Michelle Gellar, US-amerikanische Schauspielerin
- 14. April: Ben Williams, australischer Fußballschiedsrichter
- 14. April: Cristiano Zanetti, italienischer Fußballspieler
- 16. April: Jeff Dessner, US-amerikanischer Eishockeyspieler
- 16. April: Freddie Ljungberg, schwedischer Fußballspieler
- 16. April: Stefanie Melbeck. deutsche Handballspielerin
- 16. April: Thomas Rasmussen, dänischer Fußballspieler
- 17. April: Chad Hedrick, US-amerikanischer Speedskater und Eisschnellläufer

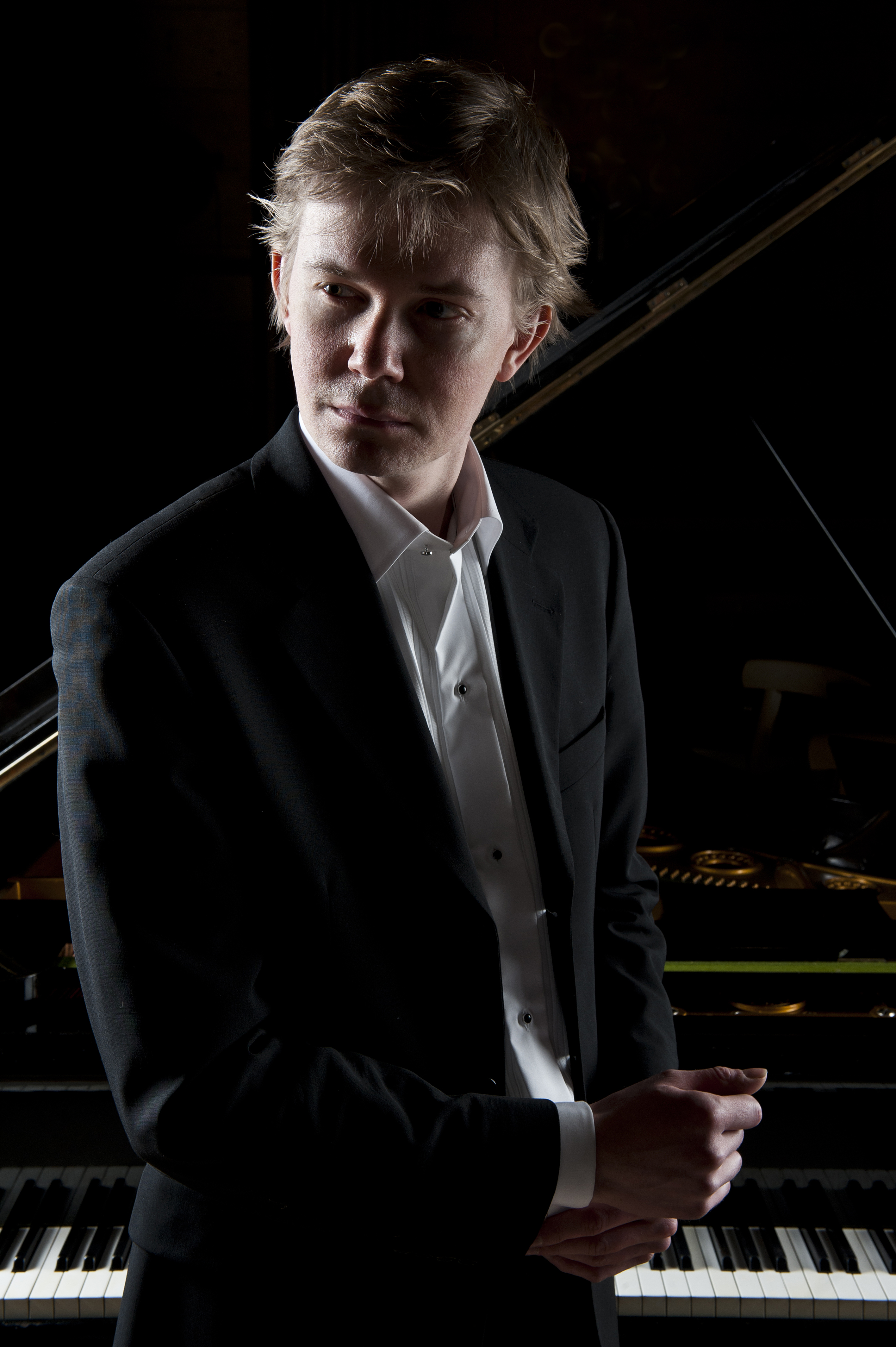
Frederik Magle

- 17. April: Frederik Magle, dänischer Komponist, Konzertorganist und Pianist
- 18. April: Joakim Andersson, schwedischer Badmintonspieler
- 18. April: Nora Jokhosha, deutsche Schauspielerin und Sprecherin
- 20. April: Grażyna Prokopek, polnische Leichtathletin
- 21. April: Miika Elomo, finnischer Eishockeyspieler († 2025)
- 21. April: Atef Vogel, deutscher Judoka, Schauspieler und Choreograf
- 22. April: Ambra Angiolini, italienische Filmschauspielerin
- 22. April: Aleksey Basov, russischer Automobilrennfahrer
- 22. April: Mark van Bommel, niederländischer Fußballspieler
- 22. April: Sabine Egger, österreichische Skirennläuferin
- 22. April: Robert Hunter, südafrikanischer Radrennfahrer
- 22. April: Anthony Lurling, niederländischer Fußballspieler
- 23. April: John Cena, US-amerikanischer Wrestler
- 23. April: Kirsten Lee Clark, US-amerikanische Skirennläuferin
- 23. April: Tamara Schädler, liechtensteinische Skirennläuferin
- 24. April: Diego Placente, argentinischer Fußballspieler
- 25. April: Christian Dubé, kanadischer Eishockeyspieler
- 26. April: Craig Adams, kanadischer Eishockeyspieler
- 26. April: Samantha Cristoforetti, italienische Kampfpilotin und Astronautin
- 26. April: Christian Lenze, deutscher Fußballspieler
- 26. April: Tom Welling, US-amerikanischer Schauspieler
- 26. April: Raphael Wicky, Schweizer Fußballspieler
- 27. April: Daryl Andrews, kanadischer Eishockeyspieler
- 27. April: Judith Hildebrandt, deutsche Schauspielerin, Sängerin und Moderatorin
- 27. April: Jeff Ulmer, kanadischer Eishockeyspieler
- 28. April: Jorge Bolaño, kolumbianischer Fußballspieler († 2025)
- 28. April: Ronald Schmidt, deutscher Fußballspieler
- 29. April: Marcus Bühl, deutscher Informatiker und Politiker
- 29. April: Marcel Hacker, deutscher Ruderer
- 29. April: Timo Pritzel, deutscher Radsportler
- 29. April: Anna Rathert, deutsche Juristin und Politikerin
- 29. April: Attila Zsivóczky, ungarischer Leichtathlet
- 30. April: Michał Górczyński, polnischer Bassklarinettist, Improvisationsmusiker und Komponist
- 000April: Denis Auroux, französischer Mathematiker

### Mai
- 02. Mai: Jan Fitschen, deutscher Leichtathlet
- 02. Mai: Kalle Palander, finnischer Skirennläufer
- 03. Mai: Eric Church, US-amerikanischer Countrysänger und Songwriter
- 04. Mai: Sascha Nathan, deutscher Schauspieler

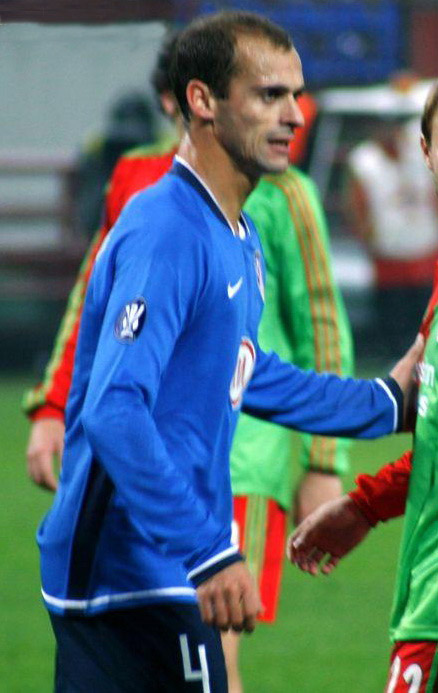
Mariano Andrés Pernía

- 04. Mai: Mariano Pernía, argentinisch-spanischer Fußballspieler
- 05. Mai: Xaver Bayer, österreichischer Schriftsteller
- 05. Mai: Michaela Koschak, deutsche Wettermoderatorin
- 05. Mai: Jessica Schwarz, deutsche Schauspielerin
- 06. Mai: Jon Conway, US-amerikanischer Fußballspieler
- 06. Mai: René Münnich, deutscher Automobilrennfahrer, Rennstallbesitzer und Unternehmer
- 06. Mai: Daniela Rath, deutsche Hochspringerin
- 06. Mai: André Sá, brasilianischer Tennisspieler
- 07. Mai: Fabian Schmitz-Herscheidt, deutscher Jurist
- 07. Mai: Roman Týce, tschechischer Fußballspieler
- 08. Mai: Joe Bonamassa, US-amerikanischer Blues-Gitarrist, Sänger und Komponist
- 08. Mai: Jan Rune Grave, norwegischer Nordischer Kombinierer
- 08. Mai: Aníbal Matellán, argentinischer Fußballspieler
- 09. Mai: Edmond Grin, Schweizer evangelischer Geistlicher und Hochschullehrer
- 09. Mai: Íñigo Landaluze, spanischer Radrennfahrer
- 09. Mai: Kami Manns, deutsche Regisseurin, Schauspielerin, Sängerin und Tänzerin
- 09. Mai: Tami Neilson, kanadische Musikerin
- 10. Mai: Nick Heidfeld, deutscher Automobilrennfahrer
- 10. Mai: Sergei Nakarjakow, russischer Trompeter
- 10. Mai: Jiří Štoček, tschechischer Schachgroßmeister
- 11. Mai: Janne Ahonen, finnischer Skispringer
- 11. Mai: Nikolai Bolschakow, russischer Skilangläufer
- 11. Mai: Oliver Bröcker, deutscher Schauspieler
- 11. Mai: Pablo García, uruguayischer Fußballspieler
- 11. Mai: Victor Matfield, südafrikanischer Rugbyspieler
- 12. Mai: Jeffrey Aubynn, schwedischer Fußballspieler
- 12. Mai: Graeme Dott, schottischer Profi-Snooker-Spieler
- 12. Mai: Mareile Höppner, deutsche Fernsehmoderatorin und Journalistin
- 13. Mai: Samantha Morton, britische Schauspielerin
- 14. Mai: Claude Crétier, französischer Skirennläufer
- 14. Mai: Roy Halladay, US-amerikanischer Baseballspieler († 2017)
- 14. Mai: Pusha T, US-amerikanischer Rapper
- 15. Mai: Fazlur Rahman Abdul Aziz, sri-lankischer Fußballspieler
- 15. Mai: Andrew Haryanto, indonesischer Unternehmer und Automobilrennfahrer
- 15. Mai: Celine Fontanges, deutsche Synchronsprecherin
- 16. Mai: Ronny Ackermann, deutscher Nordischer Kombinierer
- 16. Mai: Katrin Bühring, deutsche Schauspielerin und Drehbuchautorin
- 16. Mai: Jean-Sébastien Giguère, Eishockeyspieler
- 16. Mai: Melanie Lynskey, neuseeländische Schauspielerin
- 16. Mai: Adam MacDonald, kanadischer Schauspieler, Filmregisseur und Drehbuchautor
- 16. Mai: Fernando Silva, andorranischer Fußballspieler
- 16. Mai: Emilíana Torrini, isländische Sängerin, Komponistin und Musikproduzentin

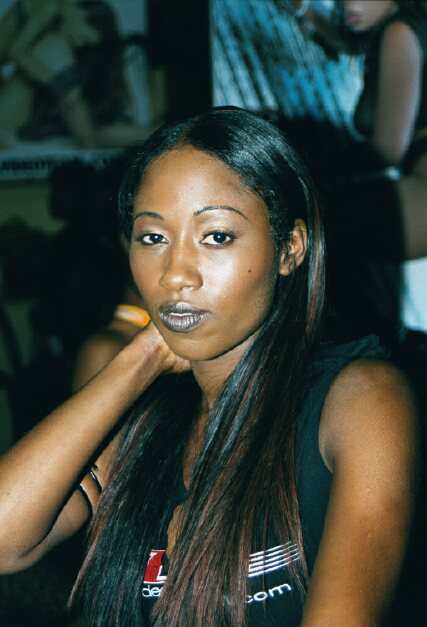
India Morel

- 17. Mai: India Morel, US-amerikanische Tänzerin, Sängerin und Pornodarstellerin
- 18. Mai: Elisabeth Auer, österreichische Journalistin und Moderatorin
- 18. Mai: Kamaliya, ukrainische Sängerin, Schauspielerin und Model
- 19. Mai: Ronny Amm, deutscher Rallye-Rennfahrer
- 19. Mai: Katarina Breznik, slowenische Skirennfahrerin
- 20. Mai: Olivier Brassart, französischer Fußballspieler
- 20. Mai: Meiko Reißmann, deutscher Sänger
- 21. Mai: Bodo Wartke, deutscher Kabarettist, Sänger und Pianist
- 21. Mai: Maxime Brunerie, französischer Attentäter auf Jacques Chirac
- 21. Mai: Kerstin Landsmann, deutsche Schauspielerin
- 22. Mai: Marc Bürkle, deutscher Handballspieler
- 22. Mai: Víctor Hugo Lorenzón, argentinischer Fußballspieler
- 23. Mai: Heather Wahlquist, US-amerikanische Schauspielerin
- 25. Mai: Andre Anis, estnischer Fußballspieler
- 26. Mai: Luca Toni, italienischer Fußballspieler
- 27. Mai: Chris Le Bihan, kanadischer Bobfahrer
- 28. Mai: Jennie Abrahamson, schwedische Pop-Sängerin und Songschreiberin
- 28. Mai: Anja Monke, deutsche Golf-Spielerin
- 29. Mai: Massimo Ambrosini, italienischer Fußballspieler
- 29. Mai: Rosa María Andrés Rodríguez, spanische Tennisspielerin
- 29. Mai: Marco Cassetti, italienischer Fußballspieler
- 29. Mai: António Lebo Lebo, angolanischer Fußballspieler
- 29. Mai: Sandrine Mittelstädt, deutsche Schauspielerin und Sprecherin
- 30. Mai: Akwá, angolanischer Fußballspieler
- 30. Mai: Ivan Bebek, kroatischer Fußballschiedsrichter
- 30. Mai: Rachael Stirling, britische Schauspielerin
- 31. Mai: Andreas Biernat, deutscher Rapper
- 31. Mai: Karim Chérif, französisch-schweizerischer Schauspieler

### Juni
- 01. Juni: Markus Hammer, deutscher Schauspieler und Musiker
- 02. Juni: Allen Lloyd Jones, US-amerikanischer Wrestler
- 02. Juni: Bettina Lamprecht, deutsche Schauspielerin
- 03. Juni: Patrik Kristiansson, schwedischer Stabhochspringer
- 03. Juni: Claudia von Lanken, deutsche Fußballspielerin
- 04. Juni: Albert Thurton, belizischer Fußballspieler
- 04. Juni: Steve Zampieri, Schweizer Radrennfahrer
- 06. Juni: David Connolly, irischer Fußballspieler
- 06. Juni: Meike Evers, deutsche Ruderin, 2-fache Olympiasiegerin
- 06. Juni: Ira Anika Göbel, deutsche Musikerin
- 08. Juni: Martin Lacey jr., englischer Dompteur und Tierlehrer
- 08. Juni: Gregor Werum, deutscher Handballspieler

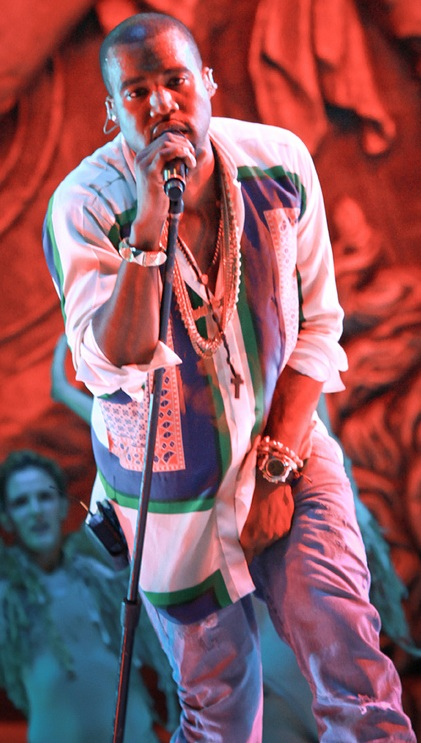
Kanye West

- 08. Juni: Kanye West, US-amerikanischer Musikproduzent und Rapper
- 09. Juni: Martin Berry, australischer Autorennfahrer
- 09. Juni: Carlos Alberto Gómez Benitez, andorranischer Fußballspieler
- 09. Juni: Olin Kreutz, US-amerikanischer American-Football-Spieler
- 09. Juni: Predrag Stojaković, serbischer Basketballspieler
- 10. Juni: Özgür Karadeniz, deutscher Schauspieler
- 11. Juni: Ryan Dunn, US-amerikanischer Stuntman († 2011)
- 11. Juni: Christine Gerg, deutsche Freestyle-Skierin
- 11. Juni: Pamela Großer, deutsche Moderatorin und Schauspielerin
- 11. Juni: Paul Kalkbrenner, deutscher Techno-Musikproduzent
- 11. Juni: Eryk Kałuziński, polnischer Handballspieler
- 12. Juni: Burak Akdiş, türkischer Fußballspieler
- 12. Juni: Andreas Renz, deutscher Eishockeyspieler
- 12. Juni: Kenny Wayne Shepherd, US-amerikanischer Bluesrock-Musiker
- 13. Juni: Rainer Schönfelder, österreichischer Skirennläufer
- 14. Juni: Haiducii, rumänische Sängerin
- 14. Juni: Black Kappa, jamaikanischer Dancehall-Sänger († 2024)
- 14. Juni: Alida-Nadine Kurras, deutsche Fernsehmoderatorin
- 14. Juni: Chris McAlister, American-Football-Spieler
- 14. Juni: Joe Worsley, englischer Rugbyspieler
- 15. Juni: Kathrin von Steinburg, deutsche Schauspielerin und Sängerin
- 16. Juni: Kenneth Zeigbo, nigerianischer Fußballspieler
- 17. Juni: Achmed Sachratulajewitsch Asimow, russischer Orientalist
- 17. Juni: Robin Grubert, deutscher Sänger und Songwriter^
- 18. Juni: Kaja Kallas, estnische Politikerin
- 19. Juni: Maria Cioncan, rumänische Leichtathletin († 2007)
- 21. Juni: Aðalsteinn Eyjólfsson, isländischer Handballtrainer und Handballspieler
- 21. Juni: Angelo Furlan, italienischer Radrennfahrer
- 21. Juni: Jochen Hecht, deutscher Eishockeyspieler (Stürmer)
- 22. Juni: Bernadette Heerwagen, deutsche Schauspielerin
- 22. Juni: Denis Moschitto, deutscher Schauspieler
- 22. Juni: Jewgeni Najer, russischer Schachspieler
- 23. Juni: Miguel Ángel Angulo, spanischer Fußballspieler
- 25. Juni: Antonio Borghini, italienischer Jazzbassist
- 25. Juni: Layla El, britisches Model, Tänzerin und Wrestlerin
- 26. Juni: Azər Hacıyev, aserbaidschanischer Billardspieler
- 26. Juni: Florian Kehrmann, deutscher Handballspieler
- 26. Juni: Nadine Krüger, deutsche TV-Moderatorin und Schauspielerin
- 27. Juni: Dan Andriano, US-amerikanischer Musiker
- 27. Juni: Sabine Dünser, Sängerin der Liechtensteiner Gothic-Metal-Band Elis († 2006)
- 27. Juni: Sebastian Herrmann, deutscher Schauspieler und Regisseur

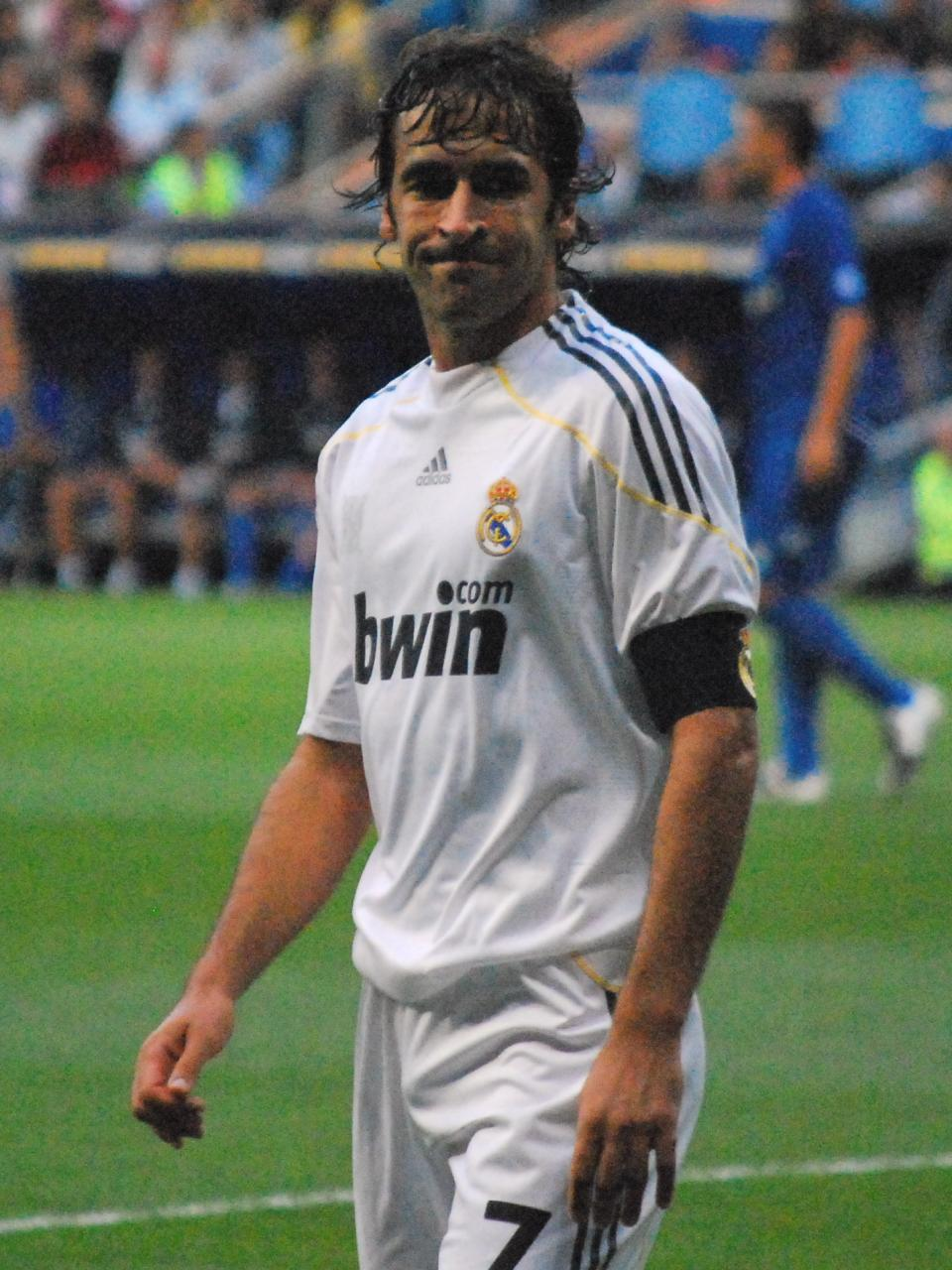
Raúl, 2009

- 27. Juni: Raúl, spanischer Fußballspieler
- 27. Juni: Danijel Šarić, bosnischer Handballspieler
- 27. Juni: Bruno Souza, brasilianischer Handballspieler
- 28. Juni: Ella Grødem, grönländische Handballspielerin
- 29. Juni: Jens Matthies, deutscher Fußballspieler
- 30. Juni: Tathiana Garbin, italienische Tennisspielerin

### Juli

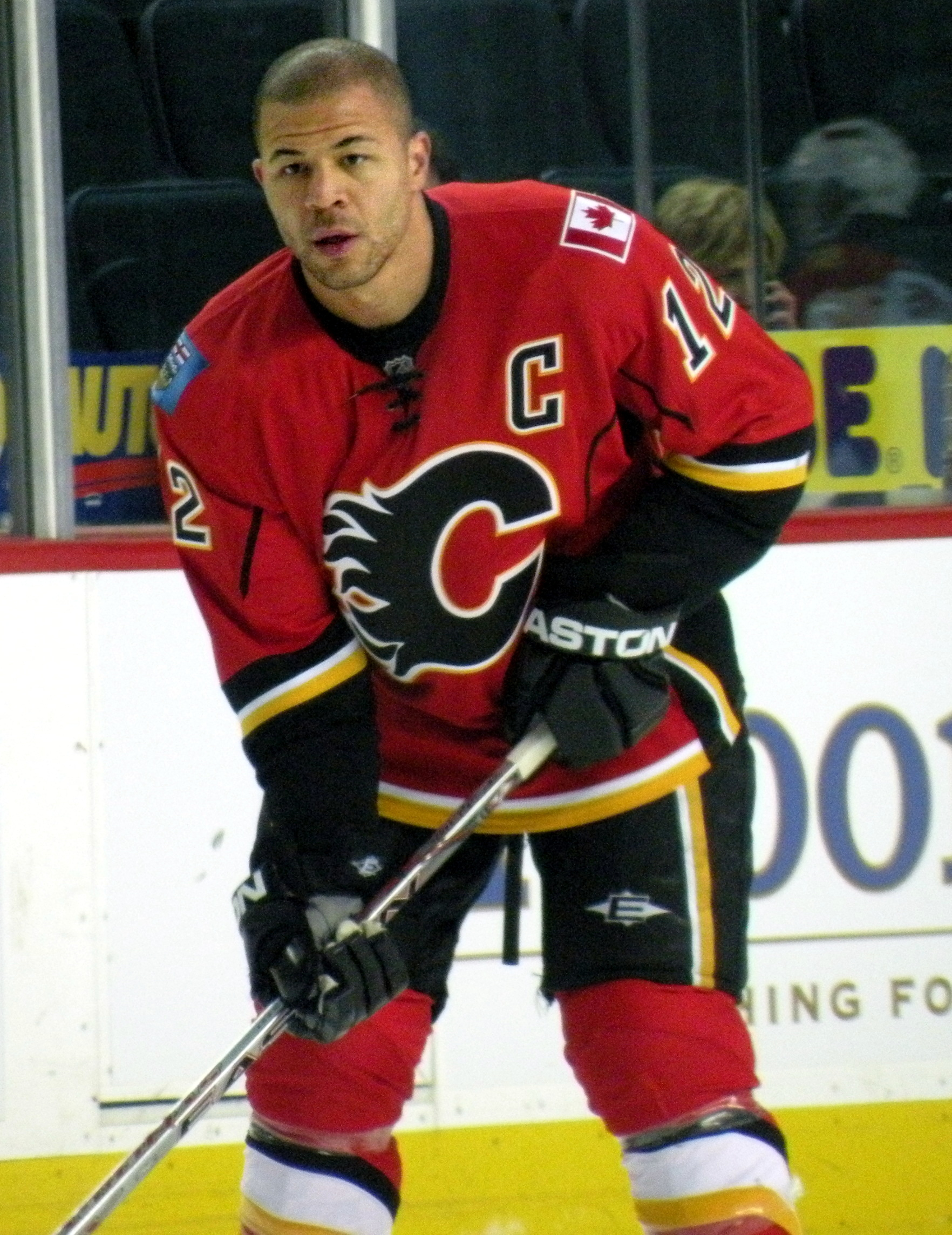
Jarome Iginla

- 01. Juli: Eva K. Anderson, österreichische Singer-Songwriterin
- 01. Juli: Jarome Iginla, kanadischer Eishockeyspieler
- 01. Juli: Verónica Sánchez, spanische Schauspielerin
- 01. Juli: Liv Tyler, US-amerikanische Schauspielerin
- 03. Juli: Daniel Buder, deutscher Schauspieler
- 03. Juli: Simon Mora, deutscher Schauspieler
- 03. Juli: Sandra Smisek, deutsche Fußballspielerin
- 04. Juli: Denise Meili, Schweizer Schauspielerin
- 05. Juli: Nicolas Kiefer, deutscher Tennisspieler
- 06. Juli: Maks Mirny, belarussischer Tennisspieler
- 07. Juli: Benjamin Huggel, Schweizer Fußballspieler
- 08. Juli: Christian Abbiati, italienischer Fußballtorwart
- 08. Juli: Milo Ventimiglia, US-amerikanischer Schauspieler
- 08. Juli: Liu Xianying, chinesische Biathletin
- 10. Juli: Sonia Aquino, italienische Schauspielerin
- 10. Juli: Bent Angelo Jensen, deutscher Modedesigner
- 10. Juli: Lewan Kobiaschwili, georgischer Fußballspieler
- 10. Juli: Martín Astudillo, argentinischer Fußballspieler
- 10. Juli: João Pereira Jamba, angolanischer Fußballspieler
- 11. Juli: Tobias Welz, deutscher Fußballschiedsrichter
- 11. Juli: Robert Wulnikowski, deutscher Fußballspieler
- 12. Juli: Carola Calello, argentinische Skirennläuferin
- 12. Juli: Brock Lesnar, US-amerikanischer Wrestler und MMA-Kämpfer
- 12. Juli: Clayton Zane, australischer Fußballspieler
- 13. Juli: Kathleen Friedrich, deutsche Leichtathletin
- 13. Juli: Suzuki Sarina, japanische Schauspielerin
- 13. Juli: Ashley Scott, US-amerikanische Schauspielerin
- 14. Juli: Peter Abelsson, schwedischer Fußballspieler
- 14. Juli: Victoria von Schweden, Kronprinzessin
- 14. Juli: Christine Uschy Wernke, deutsche Regisseurin
- 15. Juli: Lana Parrilla, US-amerikanische Schauspielerin
- 18. Juli: Melbeatz, deutsche Hip-Hop-Produzentin
- 18. Juli: Alexander Morosewitsch, russischer Schachspieler
- 18. Juli: Kelly Reilly, britische Schauspielerin
- 19. Juli: Jean-Sébastien Aubin, kanadischer Eishockeytorwart
- 20. Juli: Alpaslan Agüzüm, deutscher Boxer
- 20. Juli: Alessandro dos Santos, japanischer Fußballspieler
- 21. Juli: Sarah Biasini, französische Schauspielerin, Tochter von Romy Schneider
- 21. Juli: Danny Ecker, deutscher Leichtathlet
- 21. Juli: Jamie Richard Harnwell, australischer Fußballspieler
- 21. Juli: Stefan Klaus, ehemaliger deutsch-schweizerischer Handballspieler
- 22. Juli: Parisa Fitz-Henley, US-amerikanisch-jamaikanische Schauspielerin
- 22. Juli: Ingo Hertzsch, deutscher Fußballspieler
- 23. Juli: Gail Emms, britische Badmintonspielerin
- 24. Juli: Arnold Bruggink, niederländischer Fußballspieler
- 24. Juli: Mehdi Mahdavikia, iranischer Fußballspieler
- 26. Juli: Frank Ettwein, deutscher Handballspieler
- 26. Juli: Rebecca St. James, australische Sängerin
- 26. Juli: Tanja Szewczenko, deutsche Eiskunstläuferin
- 27. Juli: Jonathan Rhys Meyers, irischer Schauspieler
- 28. Juli: Mark Boswell, kanadischer Leichtathlet
- 28. Juli: Emanuel Ginóbili, argentinischer Basketballspieler
- 29. Juli: Luiz Carlos Tavares Ferrao Amorim, brasilianischer Straßenradrennfahrer
- 29. Juli: Chrysoula Kourompylia, griechische Fußballschiedsrichterassistentin
- 29. Juli: Maximilian Ramota, deutscher Handballspieler
- 30. Juli: Sina Baldauf, deutsche Juristin
- 30. Juli: Stefano Bernardin, österreichischer Schauspieler
- 30. Juli: Javier Botet, spanischer Schauspieler
- 30. Juli: Jaime Pressly, US-amerikanische Schauspielerin

### August
- 01. August: Afrob, deutscher Rapper und Schauspieler
- 01. August: Metin Aktaş, türkischer Fußballtorhüter
- 01. August: Ingebjörg Darsow-Faller, deutsche Juristin
- 01. August: Damien Saez, französischer Liedermacher
- 02. August: Roman Cress, marshallischer Sprinter
- 02. August: Edward Furlong, US-amerikanischer Schauspieler
- 02. August: Florian Stetter, deutscher Schauspieler
- 03. August: Kriton Arsenis, griechischer Politiker
- 03. August: Tom Brady, US-amerikanischer American-Football-Spieler
- 03. August: Óscar Pereiro, spanischer Radrennfahrer

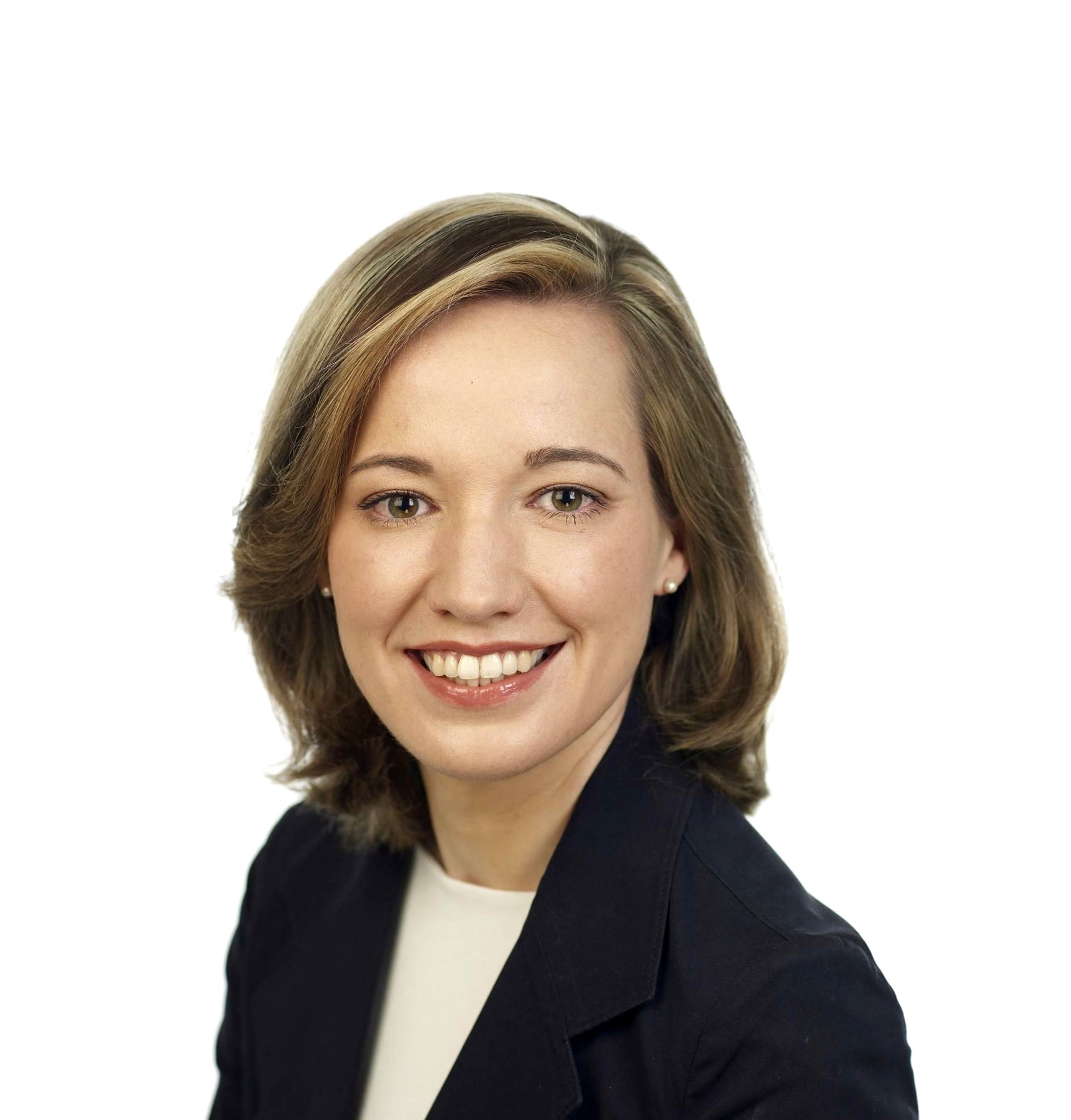
Kristina Schröder

- 03. August: Kristina Schröder, deutsche Politikerin
- 03. August: Rui Silva, portugiesischer Leichtathlet
- 06. August: Ashlie Atkinson, US-amerikanische Schauspielerin
- 06. August: Nat Friedman, Gründer des Software-Projekts Ximian
- 07. August: Alexandre Jouan Arcady, französischer Regisseur, Drehbuchautor und Filmproduzent
- 07. August: Georges Houot, französischer Marineoffizier und Meeresforscher
- 08. August: Kunle Adejuyigbe, nigerianischer Sprinter
- 08. August: Marsha Ambrosius, englische R&B-Sängerin und Songwriterin
- 08. August: Bianca Kappler, deutsche Leichtathletin
- 09. August: Hunter Smith, US-amerikanischer American-Football-Spieler
- 10. August: Sergiu Radu, rumänischer Fußballspieler
- 11. August: Gemma Hayes, irische Singer-Songwriterin
- 12. August: Iva Majoli, kroatische Tennisspielerin
- 13. August: Amiaz Habtu, deutscher Moderator und Rapper
- 13. August: Michael Klim, australischer Schwimmer
- 14. August: Kyle Abraham, US-amerikanischer Tänzer und Choreograf
- 14. August: Justin Anlezark, australischer Kugelstoßer
- 14. August: Preben Fjære Brynemo, norwegischer Nordischer Kombinierer
- 14. August: Hasan Ismaik, jordanischer Geschäftsmann und Investor
- 16. August: Tamer Hosny, ägyptischer Sänger, Schauspieler und Komponist
- 16. August: Markus Palttala, finnischer Automobilrennfahrer
- 17. August: William Gallas, französischer Fußballspieler

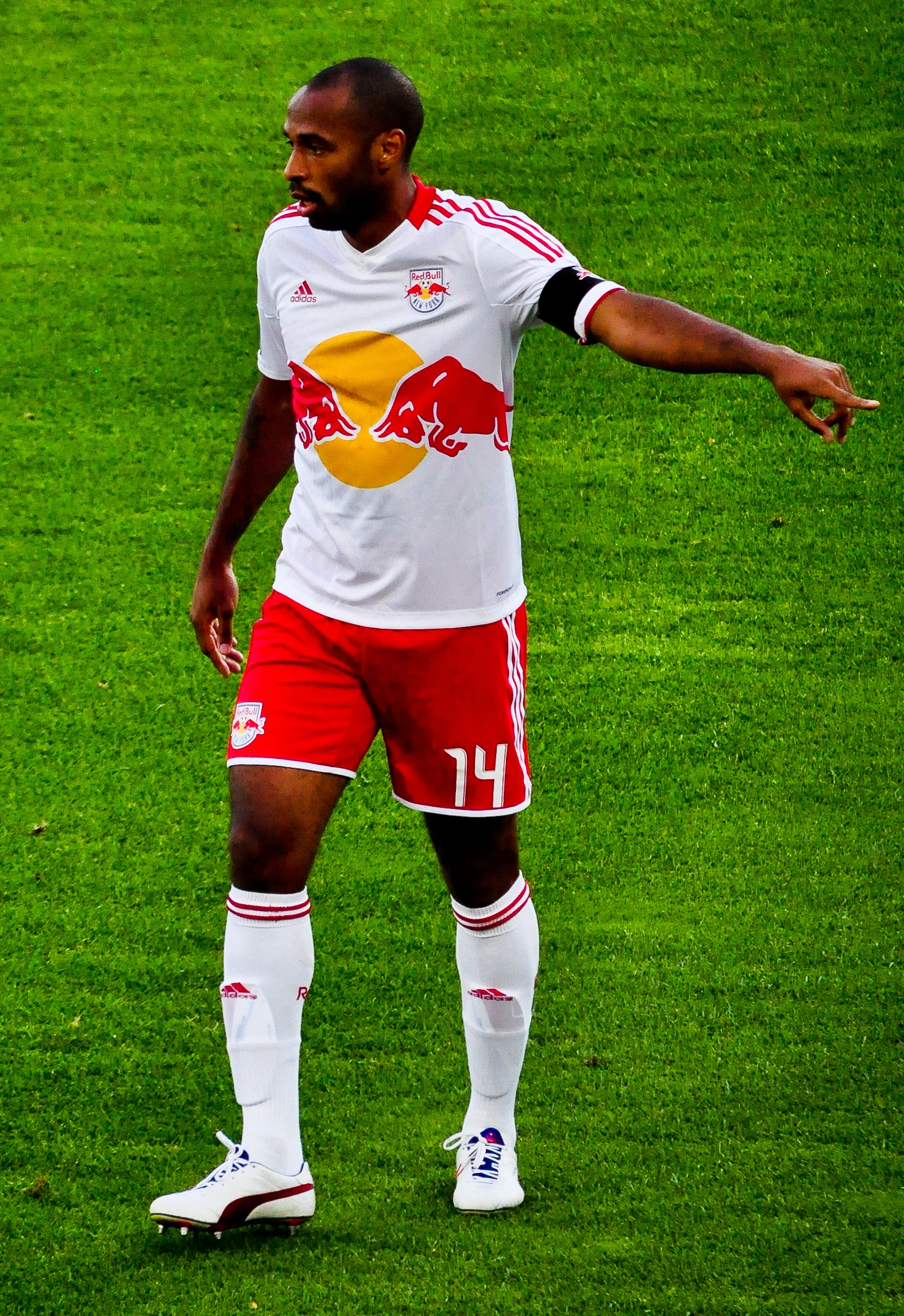
Thierry Henry

- 17. August: Thierry Henry, französischer Fußballspieler
- 17. August: Tarja Turunen, finnische Sängerin und Songschreiberin
- 18. August: Leandro Augusto, mexikanischer Fußballspieler
- 18. August: Lukáš Bauer, tschechischer Skilangläufer
- 18. August: Lars Andreas Østvik, norwegischer Nordischer Kombinierer
- 19. August: Iban Mayo Diez, baskischer Profi-Radrennfahrer
- 19. August: Oliver Haidt, österreichischer Schlagersänger
- 22. August: Heiðar Helguson, isländischer Fußballspieler
- 23. August: Francisco Gabriel Guerrero, argentinischer Fußballspieler
- 23. August: Illo, deutscher Rapper
- 23. August: Cristian Roig Mauri, andorranischer Fußballspieler
- 23. August: Moritz Tittel, deutscher Schauspieler
- 24. August: Jarkko Kalevi Ahola, finnischer Musiker
- 24. August: Massimo Colomba, Schweizer Fußballtorhüter
- 24. August: Robert Enke, deutscher Fußballtorwart († 2009)
- 24. August: Jürgen Macho, österreichischer Fußballspieler
- 25. August: Nedžad Botonjič, slowenischer Fußballspieler († 2005)
- 26. August: Therese Alshammar, schwedische Schwimmerin
- 27. August: Deco, portugiesischer Fußballspieler
- 27. August: Mase, US-amerikanischer Rapper
- 27. August: Wes Newton, englischer Dartspieler
- 28. August: Daniel Andersson, schwedischer Fußballspieler
- 28. August: Juanín García, spanischer Handballspieler und -trainer
- 29. August: John Hensley, US-amerikanischer Schauspieler
- 29. August: Stefan Leitl, deutscher Fußballspieler
- 29. August: Jo Weil, deutscher Schauspieler und Synchronsprecher
- 30. August: Shaun Alexander, US-amerikanischer American-Football-Spieler
- 30. August: George Kollias, griechischer Musiker
- 30. August: Kamil Kosowski, polnischer Fußballspieler
- 30. August: Félix Sánchez, Leichtathlet der Dominikanischen Republik
- 30. August: Nadia Zülow, deutsche Voltigiererin
- 31. August: Jeff Hardy, US-amerikanischer Wrestler

### September
- 01. September: Francisco Aguirre, argentinischer Fußballstürmer

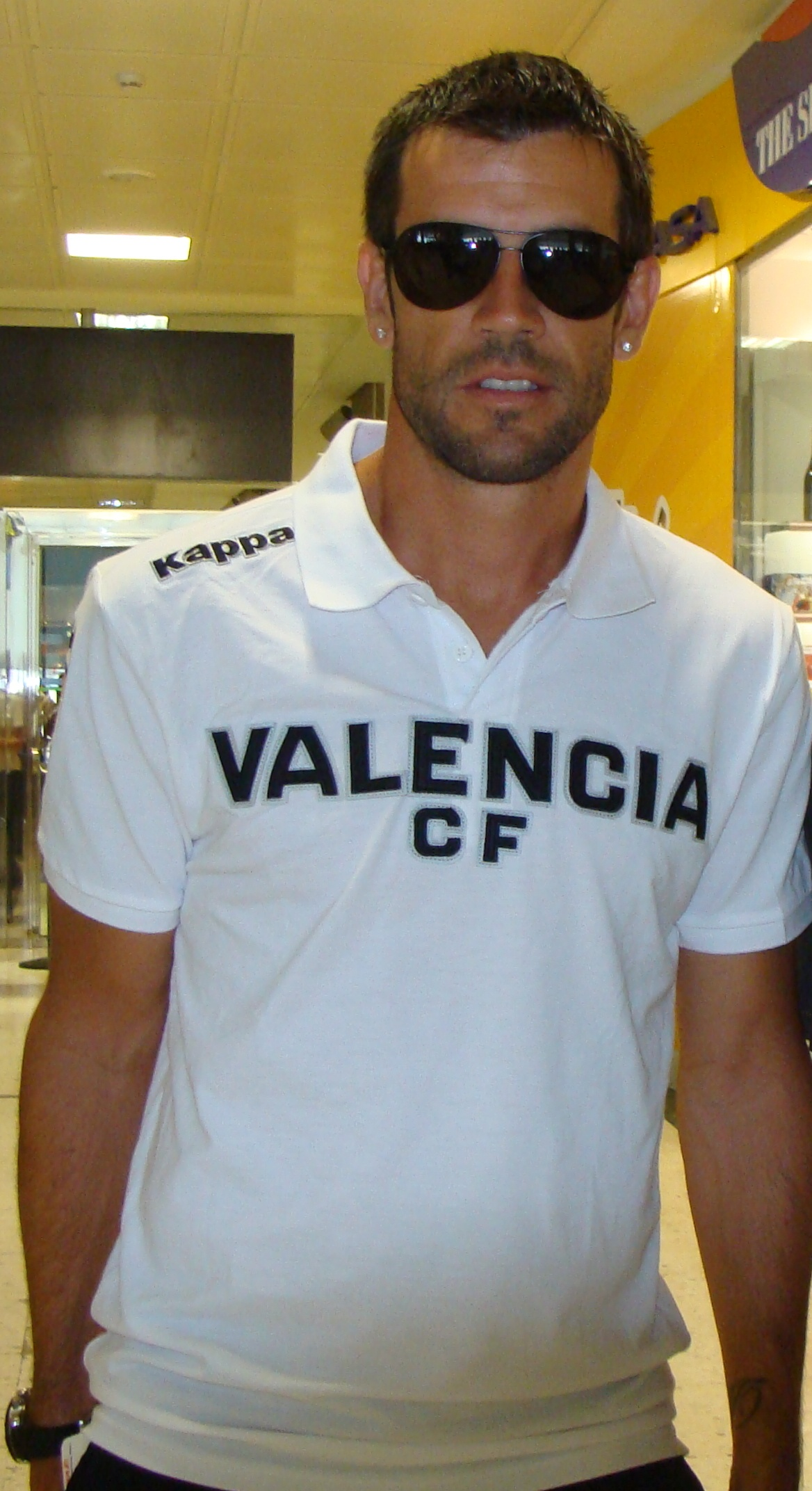
David Albelda

- 01. September: David Albelda, spanischer Fußballspieler
- 01. September: Armindo Araújo, portugiesischer Rallyefahrer
- 01. September: Jerry Azumah, US-amerikanischer American-Football-Spieler
- 01. September: Linda Jap Tjoen San, niederländische Schachspielerin
- 01. September: David Rott, deutscher Schauspieler
- 02. September: Marek Mintál, slowakischer Fußballspieler
- 02. September: Fuminori Nakamura, japanischer Schriftsteller
- 02. September: Sam Rivers, US-amerikanischer Musiker
- 03. September: Julian Clarke, kanadischer Filmeditor
- 03. September: Manja Doering, deutsche Schauspielerin und Synchronsprecherin
- 03. September: Rui Marques, angolanischer Fußballspieler
- 03. September: Olof Mellberg, schwedischer Fußballspieler und -trainer
- 05. September: Teresa Marinowa, bulgarische Leichtathletin und Olympiasiegerin
- 06. September: Rico Anton, deutscher Politiker
- 06. September: Katalin Novák, ungarische Politikerin
- 07. September: Ariel Jakubowski, polnischer Fußballspieler
- 08. September: Jason Collier, US-amerikanischer Basketballspieler († 2005)
- 09. September: Damos, Schweizer Musiker und Künstler
- 09. September: Saro Emirze, deutscher Schauspieler
- 09. September: Soulja Slim, US-amerikanischer Rapper († 2003)
- 10. September: Bernardo Daniel Romeo, argentinischer Fußballspieler
- 11. September: Ludacris, US-amerikanischer Rapper und Schauspieler
- 11. September: Matthew Stevens, Snooker-Spieler
- 12. September: 2 Chainz, US-amerikanischer Rapper
- 13. September: Fiona Apple, US-amerikanische Sängerin
- 14. September: Alexsandro de Souza, brasilianischer Fußballspieler
- 15. September: Chimamanda Ngozi Adichie, nigerianische Schriftstellerin
- 15. September: Angela Aki, japanische Singer-Songwriterin
- 15. September: Caterina Murino, italienische Schauspielerin
- 15. September: Marisa Ramirez, US-amerikanische Schauspielerin und Model
- 15. September: Daniela Wutte, deutsche Schauspielerin
- 16. September: Dmitri Alexandrowitsch Gorbunow, russischer Dartspieler
- 17. September: Juan Antonio Flecha, spanischer Radrennfahrer
- 17. September: Simone Perrotta, italienischer Fußballspieler
- 18. September: David Malone, irischer Schwimmer
- 18. September: Pete Zimmer, US-amerikanischer Jazz-Schlagzeuger und Bandleader
- 19. September: Emil Sutovsky, israelischer Schachmeister
- 20. September: Namie Amuro, japanische Popsängerin
- 21. September: Marcin Lijewski, polnischer Handballspieler
- 22. September: Gabriel Héctor Fernández, argentinischer Fußballspieler
- 23. September: Magomed Aripgadijew, belarussischer Boxer
- 23. September: Matthias Rentzsch, deutscher Politiker
- 24. September: Frank Fahrenhorst, deutscher Fußballspieler
- 25. September: Clea DuVall, US-amerikanische Schauspielerin
- 25. September: Rinaldo Nocentini, italienischer Radrennfahrer
- 26. September: Haruki Kurosawa, japanischer Automobilrennfahrer
- 26. September: Karin Mortensen, dänische Handballspielerin
- 27. September: Lucas Bernardi, argentinischer Fußballspieler
- 27. September: Jovo Stanojević, serbischer Profi-Basketballspieler
- 27. September: Andrus Värnik, estnischer Leichtathlet
- 29. September: Renato Levy, deutscher Fußballspieler

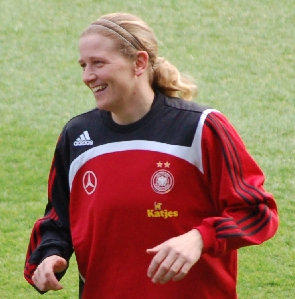
Kerstin Stegemann

- 29. September: Kerstin Stegemann, deutsche Fußballspielerin
- 30. September: Roy Carroll, nordirischer Fußballtorhüter
- 30. September: David García, spanischer Radrennfahrer
- 30. September: Tobias Schlegl, deutscher Radio- und Fernsehmoderator

### Oktober
- 01. Oktober: Dwight Phillips, US-amerikanischer Leichtathlet
- 02. Oktober: Patricia Arribas Pérez, spanische Langstreckenläuferin
- 02. Oktober: Didier Défago, Schweizer Skirennläufer
- 03. Oktober: Marco Fritz, deutscher Fußballschiedsrichter
- 04. Oktober: Ana Johnsson, schwedische Sängerin
- 04. Oktober: Bartłomiej Macieja, polnischer Schachspieler
- 05. Oktober: Mustafa Alin, deutsch-kurdischer Schauspieler
- 05. Oktober: Anja Richter, österreichische Wasserspringerin
- 06. Oktober: Daniel Brière, kanadischer Eishockeyspieler
- 07. Oktober: Dan Beutler, schwedischer Handballtorwart
- 07. Oktober: Lapo Elkann, italienischer Unternehmer und Designer
- 07. Oktober: Marwa Ali El-Sherbini, ägyptische Handballspielerin und Pharmazeutin († 2009)
- 08. Oktober: Amir ElSaffar, US-amerikanischer Jazzmusiker
- 09. Oktober: Emanuele Belardi, italienischer Fußballspieler
- 09. Oktober: Mehmet Dragusha, albanischer Fußballspieler
- 10. Oktober: Sanel Kuljić, österreichischer Fußballspieler
- 10. Oktober: Shin’ya Nakano, japanischer Motorradrennfahrer
- 10. Oktober: Tina Wunderlich, deutsche Fußballspielerin
- 10. Oktober: Roger Yasukawa, US-amerikanischer Automobilrennfahrer
- 11. Oktober: Jelena Bereschnaja, russische Eiskunstläuferin und Olympiasiegerin
- 11. Oktober: Antiopi Melidoni, griechische Wasserballspielerin
- 11. Oktober: Kouji Yamanishi, japanischer Automobilrennfahrer
- 12. Oktober: Jessica Barker, kanadische Schauspielerin
- 12. Oktober: Kenyon Jones, US-amerikanischer Basketballspieler († 2005)

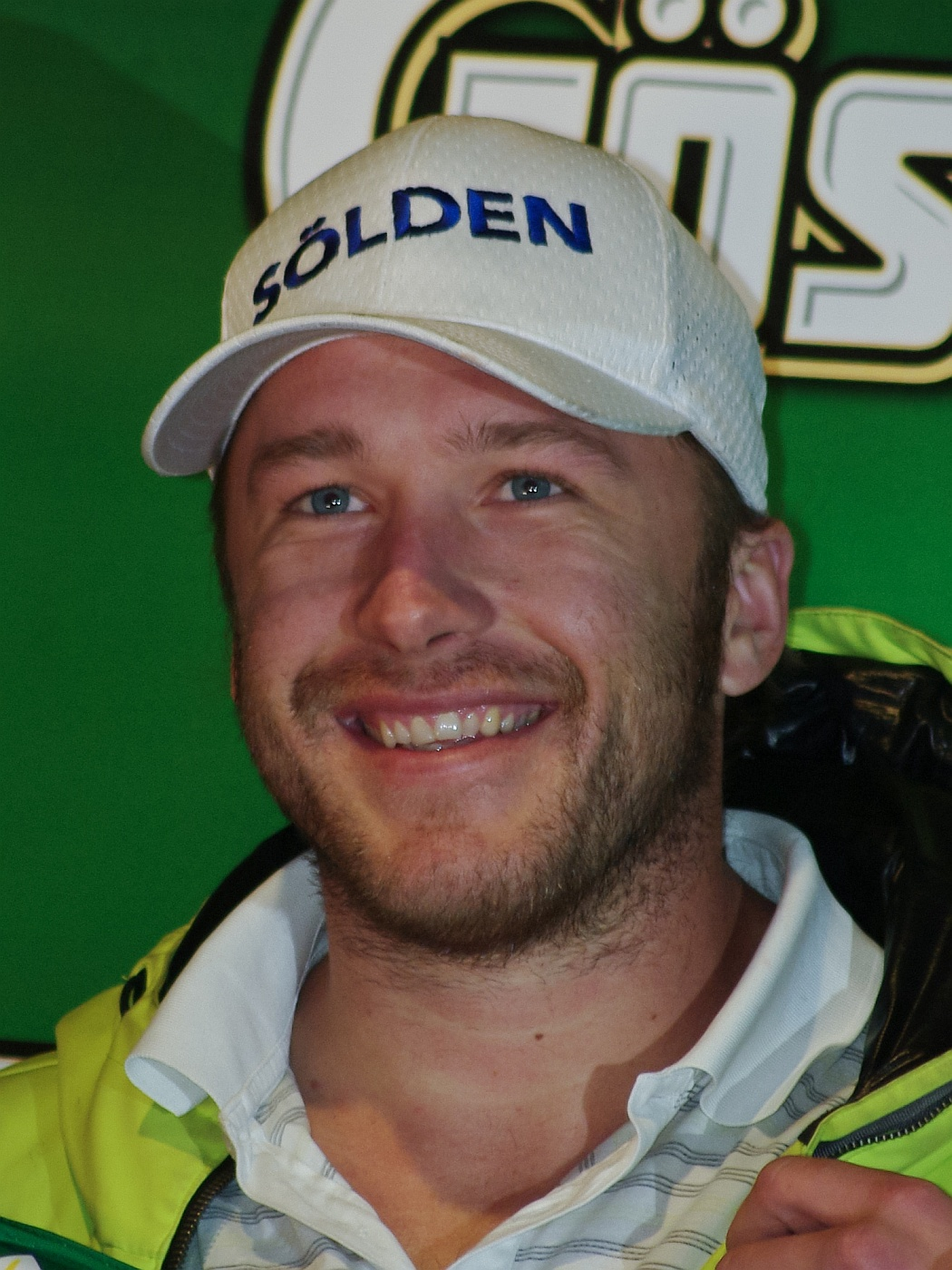
Bode Miller

- 12. Oktober: Bode Miller, US-amerikanischer Ski-Rennfahrer
- 13. Oktober: Antonio Di Natale, italienischer Fußballspieler
- 13. Oktober: Anna Heringer, deutsche Architektin
- 13. Oktober: Judith Sylvester, deutsche Volleyballspielerin
- 13. Oktober: Katrin Wagner-Augustin, deutsche Kanutin
- 14. Oktober: Jason Adasiewicz, US-amerikanischer Jazz-Vibraphonist und Komponist
- 14. Oktober: Aaron Nigel Armstrong, Sprinter aus Trinidad und Tobago
- 14. Oktober: Joseph Anthony „Joey“ Didulica, australisch-kroatischer Fußballspieler
- 14. Oktober: Monique, Schweizer Sängerin
- 14. Oktober: Violetta Oblinger-Peters, österreichische Wildwasserpaddlerin
- 14. Oktober: Oleg Velyky, deutscher Handballspieler († 2010)
- 15. Oktober: David Trezeguet, französischer Fußballspieler
- 17. Oktober: David Aouate, israelischer Fußballspieler
- 17. Oktober: Anna Depenbusch, deutsche Pop-Songpoetin
- 18. Oktober: Paul Stalteri, kanadischer Profi-Fußballspieler
- 19. Oktober: Jonathan Crow, kanadischer Geiger und Musikpädagoge
- 20. Oktober: Simon Emil Ammitzbøll, dänischer Politiker
- 20. Oktober: Leila Josefowicz, kanadische Ausnahmegeigerin
- 20. Oktober: Rebecca Siemoneit-Barum, deutsche Schauspielerin
- 21. Oktober: Julieta Cardinali, argentinische Schauspielerin
- 21. Oktober: Def Cut, Schweizer DJ und Musikproduzent
- 22. Oktober: Gabriele Gardel, Schweizer Automobilrennfahrer
- 22. Oktober: Grit Jurack, deutsche Handballspielerin
- 25. Oktober: Bodipo, spanisch-äquatorialguineischer Fußballspieler

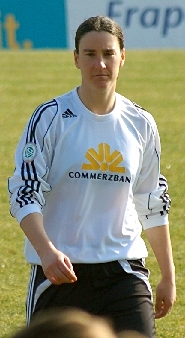
Birgit Prinz

- 25. Oktober: Birgit Prinz, deutsche Fußballspielerin
- 28. Oktober: Jana Arnošová, tschechische Handballspielerin
- 28. Oktober: Christoph Bieler, österreichischer Nordischer Kombinierer
- 28. Oktober: Rolf-Christel Guié-Mien, Kongolesischer (Rep. Kongo) Fußballspieler
- 28. Oktober: Sascha Rösler, deutscher Fußballspieler
- 29. Oktober: Jon Avery Abrahams, US-amerikanischer Schauspieler
- 29. Oktober: Annemarie Carpendale, deutsche Fernsehmoderatorin
- 30. Oktober: Takanori Aoki, japanischer Badmintonspieler
- 30. Oktober: Pia-Luise Aufrecht, deutsche Springreiterin
- 30. Oktober: Jesper Jensen, dänischer Handballspieler
- 30. Oktober: Jördis Triebel, deutsche Schauspielerin
- 31. Oktober: Sylviane Félix, französische Leichtathletin und Olympionikin
- 31. Oktober: Mike Hedlund, US-amerikanischer Automobilrennfahrer
- 31. Oktober: Sylvio Ney, deutscher Handballspieler
- 31. Oktober: Ramona Pop, deutsche Politikerin
- 31. Oktober: Diana Staehly, deutsche Schauspielerin

### November
- 03. November: Kristoffer Arvhage, schwedischer Fußballspieler
- 03. November: Belén Fabra, spanische Schauspielerin
- 03. November: Aria Giovanni, US-amerikanische Pornodarstellerin und Model
- 04. November: Ivo Adam, Schweizer Kochweltmeister und Buchautor
- 04. November: Nadine Grau, deutsche Juristin
- 05. November: Bärbel Stolz, deutsche Schauspielerin
- 06. November: Pádraic Delaney, irischer Schauspieler
- 08. November: Jussuf Abdussalomow, tadschikischer Ringer
- 08. November: Schahram Amiri, iranischer Physiker († 2016)
- 08. November: Sascha Amstätter, deutscher Fußballspieler
- 08. November: Stephan Protschka, deutscher Politiker
- 09. November: Nadine Schemmann, deutsche Künstlerin
- 09. November: Jan-Philippe Schlüter, deutscher Hörfunkjournalist
- 10. November: Micheil Aschwetia, georgischer Fußballspieler
- 10. November: Stéphanie Berger, Schweizer Schauspielerin, Fernsehmoderatorin und Sängerin
- 10. November: Abdullah Dschumʿan ad-Dusari, saudi-arabischer Fußballspieler

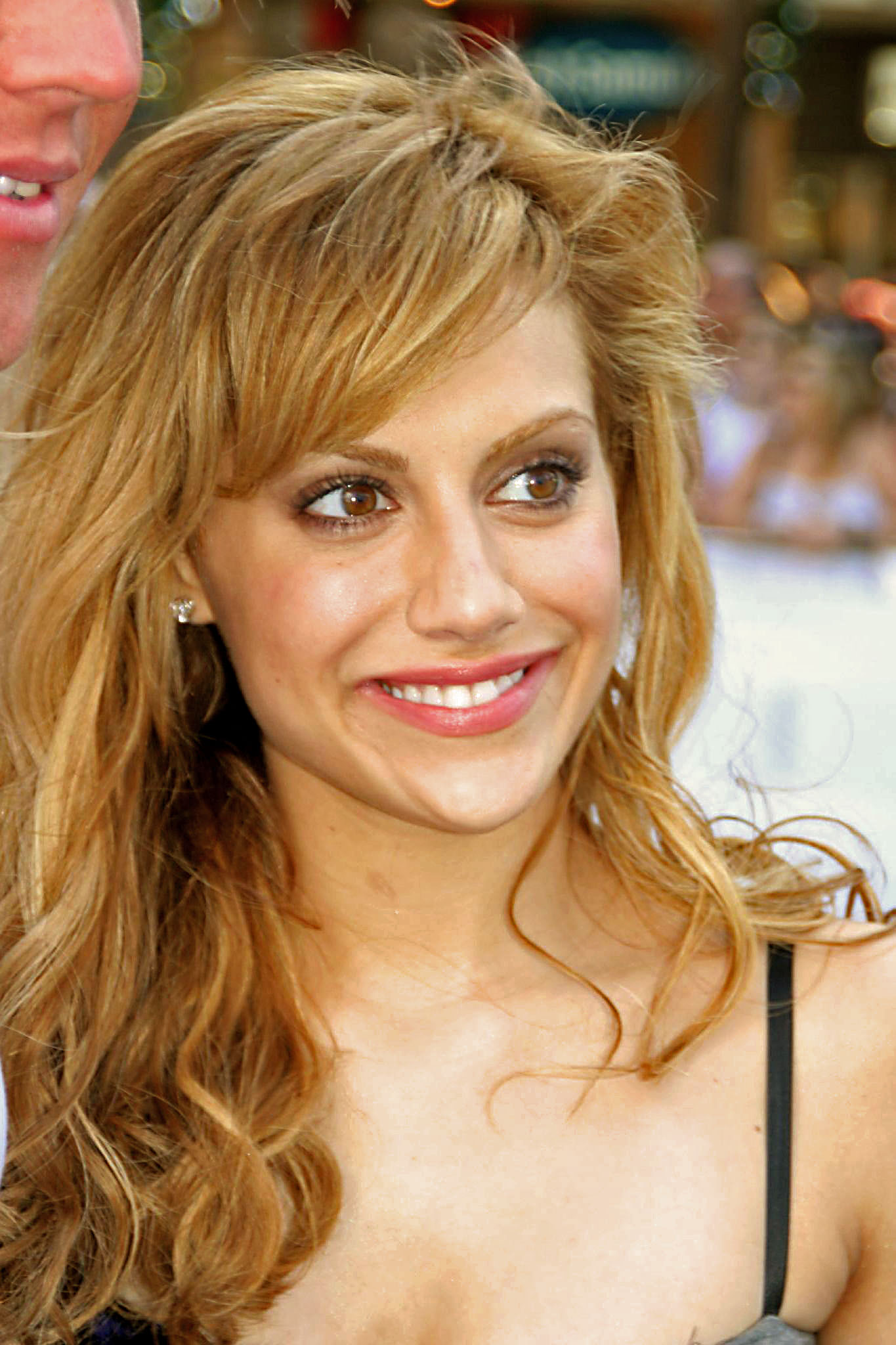
Brittany Murphy

- 10. November: Brittany Murphy, US-amerikanische Schauspielerin († 2009)
- 11. November: Arianna Follis, italienische Skilangläuferin
- 11. November: Lo Ka Chun, Hongkonger Automobilrennfahrer
- 11. November: Maniche, portugiesischer Fußballspieler
- 12. November: Nobuhiro Yamamoto, japanischer Dartspieler
- 14. November: Lucio Amanti, kanadischer Musiker und Komponist
- 14. November: Pavel Pergl, tschechischer Fußballspieler († 2018)
- 14. November: Jason Rohrer, US-amerikanischer Informatiker
- 14. November: Obie Trice, US-amerikanischer Rapper
- 15. November: Noureddine Daham, algerischer Fußballspieler
- 15. November: Logan Whitehurst, US-amerikanischer Schlagzeuger und Sänger († 2006)
- 16. November: Oksana Bajul, ukrainische Eiskunstläuferin
- 16. November: Maxim Stawiski, bulgarischer Eiskunstläufer

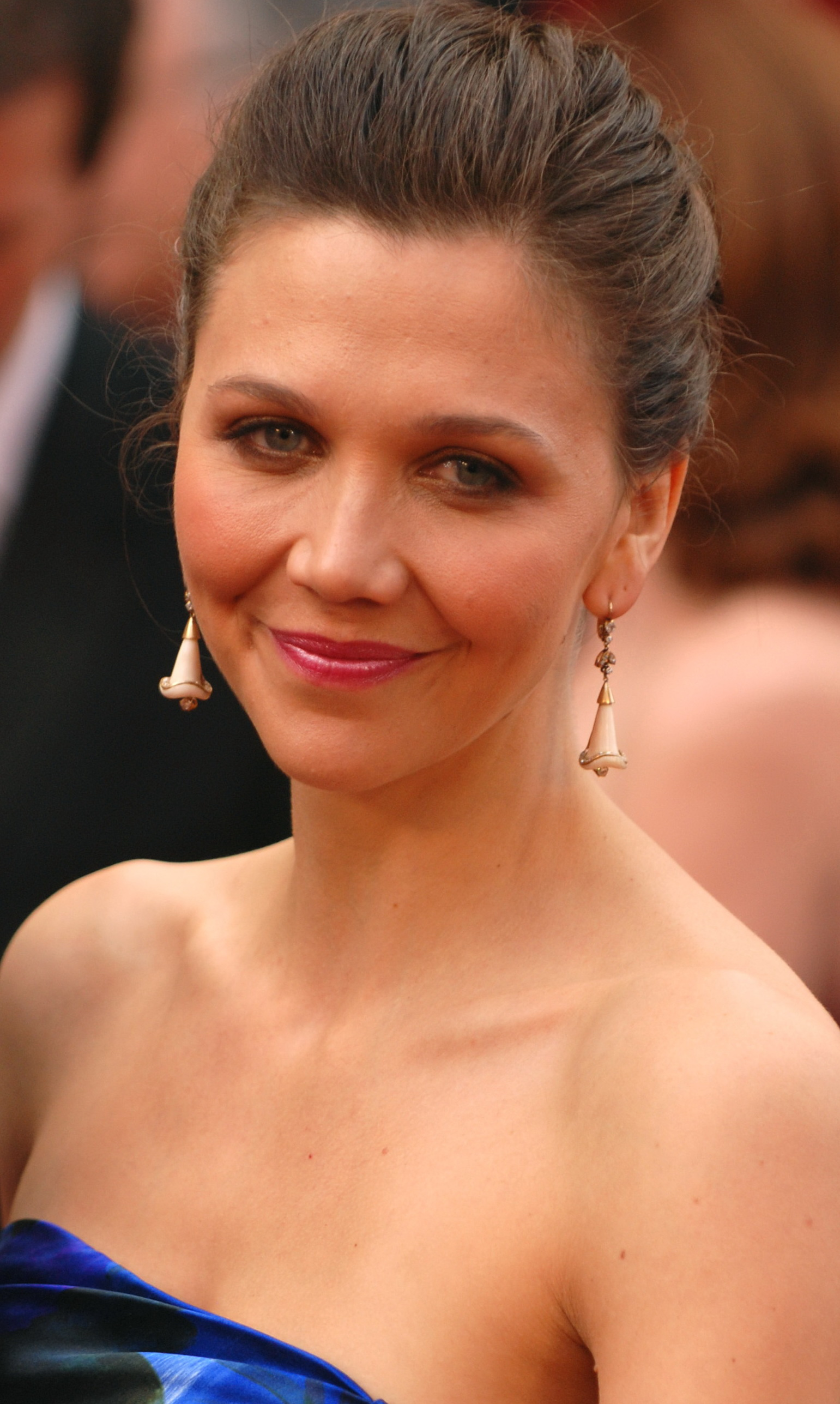
Maggie Gyllenhaal, 2010

- 16. November: Maggie Gyllenhaal, US-amerikanische Schauspielerin
- 16. November: Stuart Moseley, britischer Automobilrennfahrer
- 17. November: Aaron Lines, kanadischer Countrymusiker
- 17. November: Anne Weinknecht, deutsche Schauspielerin
- 18. November: Fabolous, US-amerikanischer Rapper
- 18. November: Heiko Grimm, deutscher Handballspieler
- 18. November: Deiniol Jones, walisischer Rugbyspieler
- 19. November: Mette Frederiksen, dänische Politikerin und Ministerpräsidentin Dänemarks
- 19. November: Antony Gautier, französischer Fußballschiedsrichter
- 20. November: Sandra Quellmann, deutsche Fernsehmoderatorin
- 21. November: Annie, norwegische Sängerin
- 21. November: Tobias Sammet, deutscher Sänger
- 21. November: Nieng Yan, chinesische Strukturbiologin und Molekularbiologin
- 22. November: Wilmer Santiago Acasiete Ariadela, peruanischer Fußballspieler
- 23. November: Christopher Amott, schwedischer Gitarrist
- 23. November: Andrei Bănică, rumänischer Ruderer
- 24. November: Leila Aman, äthiopische Langstreckenläuferin
- 24. November: Danah Boyd, US-amerikanische Medienwissenschaftlerin und Sozialforscherin
- 24. November: Dylan Duo, Dartspieler aus Gibraltar
- 24. November: Colin Hanks, US-amerikanischer Schauspieler
- 24. November: Leoni Torres, kubanischer Liedermacher, Komponist und Produzent
- 24. November: Fernando Troyansky, argentinischer Fußballspieler
- 24. November: Lise Vidal, französische Windsurferin († 2021)
- 25. November: Nuno Assis Lopes de Almeida, portugiesischer Fußballspieler
- 25. November: Guillermo Cañas, argentinischer Tennisspieler
- 26. November: Ivan Basso, italienischer Radrennfahrer
- 26. November: Sebastian Deyle, deutscher Schauspieler, Moderator und Musiker
- 27. November: Joseph Akongo, kamerunischer Fußballspieler
- 28. November: Markus Ahlf, deutscher Fußballspieler
- 28. November: Filip Albrecht, deutsch-tschechischer Textdichter, Medienmanager und Filmproduzent
- 28. November: Inés Arrondo, argentinische Hockeyspielerin
- 28. November: Fabio Grosso, italienischer Fußballspieler
- 28. November: Pellegrino Matarazzo, amerikanisch-italienischer Fußballspieler und Fußballtrainer
- 28. November: Claus von Wagner, deutscher Kabarettist und Autor
- 29. November: Marija Igorewna Petrowa, russische Eiskunstläuferin
- 29. November: Johannes Raspe, deutscher Schauspieler und Synchronsprecher
- 30. November: Steve Aoki, US-amerikanischer DJ und Musikproduzent
- 30. November: Rachel Howard, neuseeländische Fußballspielerin
- 30. November: Timo Wenzel, deutscher Fußballspieler

### Dezember
- 01. Dezember: Brad Delson, US-amerikanischer Gitarrist und eines der Gründungsmitglieder der Band Linkin Park
- 01. Dezember: Luis Díaz, mexikanischer Automobilrennfahrer
- 01. Dezember: Sophie Guillemin, französische Schauspielerin
- 01. Dezember: Eros Riccio, italienischer Fernschach-Großmeister
- 02. Dezember: Salar Aghili, iranischer Sänger
- 02. Dezember: Karsten Klein, deutscher Politiker
- 03. Dezember: Dillon Battistini, britischer Automobilrennfahrer
- 03. Dezember: Adam Małysz, polnischer Skispringer
- 04. Dezember: Darvis Patton, US-amerikanischer Leichtathlet
- 05. Dezember: Michael Patrick „Paddy“ Kelly, irisch-amerikanischer Sänger
- 06. Dezember: Finlay Mickel, britischer Skirennläufer
- 06. Dezember: Lee Rychter, Schweizer Schauspieler
- 07. Dezember: Delron Buckley, südafrikanischer Fußballspieler

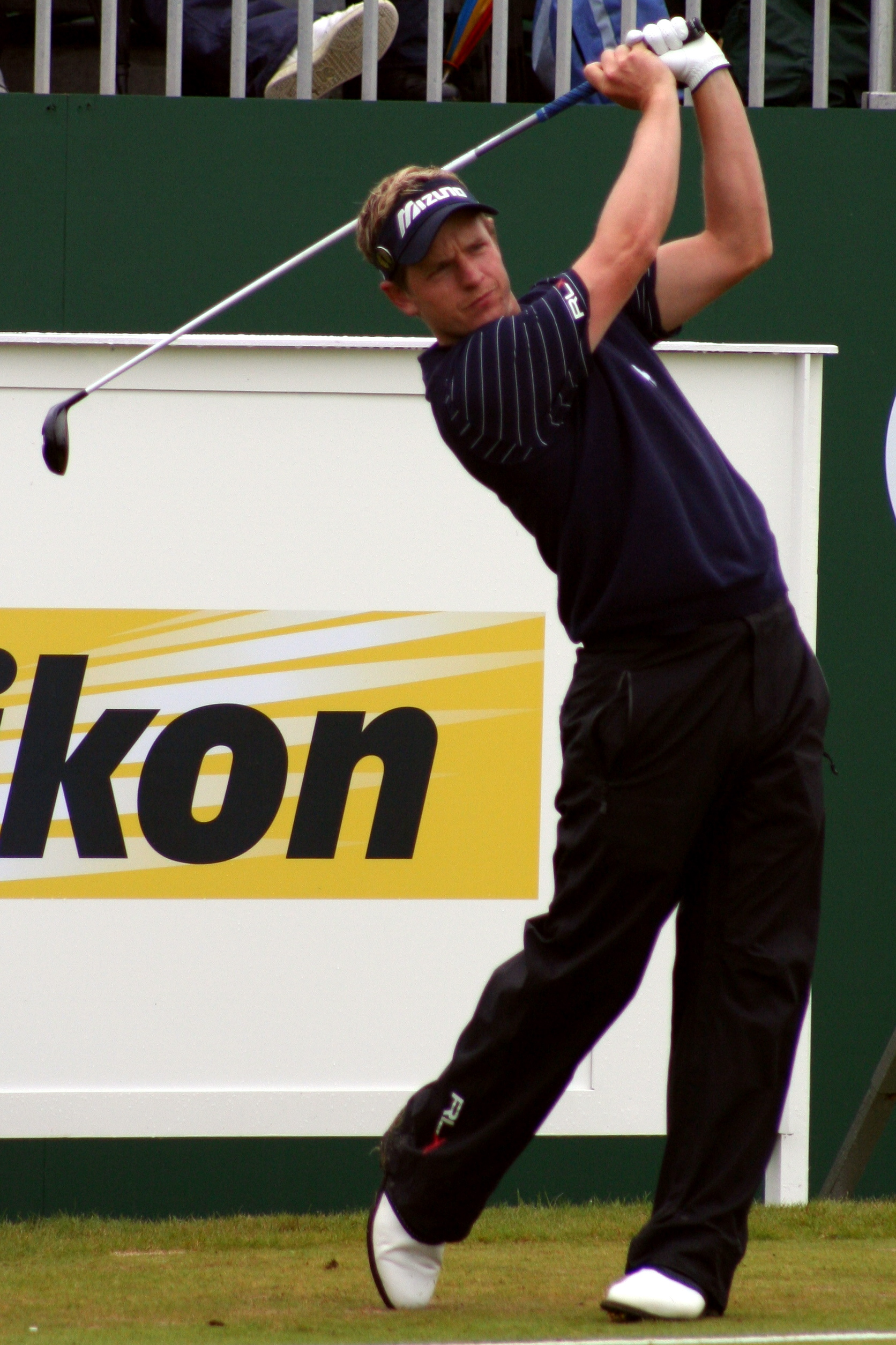
Luke Donald

- 07. Dezember: Luke Donald, englischer Golfer
- 08. Dezember: Sébastien Chabal, französischer Rugbyspieler
- 08. Dezember: Anita Weyermann, Schweizer Leichtathletin
- 09. Dezember: Imogen Heap, britische Sängerin, Musikerin und Musikproduzentin
- 09. Dezember: Tobias Licht, deutscher Schauspieler
- 10. Dezember: Matthias Heidrich, deutscher Fußballspieler
- 10. Dezember: Andrea Henkel, deutsche Biathletin
- 10. Dezember: Thomas Klitgaard, dänischer Handballspieler
- 10. Dezember: Bastian Obermayer, deutscher Journalist
- 11. Dezember: Andreas Geritzer, österreichischer Segler
- 11. Dezember: Dirk Meusel, deutscher Ruderer
- 11. Dezember: Mark Streit, Schweizer Eishockeyspieler
- 12. Dezember: Bridget Hall, US-amerikanisches Fotomodell
- 13. Dezember: Kerstin Kramer, deutsche Schauspielerin
- 15. Dezember: Marco Aurélio Brito Dos Prazeres, türkischer Fußballspieler
- 15. Dezember: Gong Zhichao, chinesische Badmintonspielerin, Olympiasiegerin
- 15. Dezember: Timo Joh. Mayer, deutscher Regisseur
- 15. Dezember: Nadja Zwanziger, deutsche Schauspielerin
- 17. Dezember: Jan Kaňka, tschechischer Komponist, Posaunist und Musikpädagoge
- 17. Dezember: Katheryn Winnick, kanadische Schauspielerin
- 19. Dezember: Arzu Bazman, deutsche Schauspielerin
- 19. Dezember: Samy Deluxe, deutscher Rapper
- 19. Dezember: Elisa Toffoli, italienische Sängerin und Songwriterin
- 21. Dezember: Nicolas Bay, französischer Politiker
- 21. Dezember: Klodian Duro, albanischer Fußballspieler
- 21. Dezember: Emmanuel Macron, französischer Politiker, Staatspräsident
- 22. Dezember: Dennis Scheider, deutscher Gitarrist († 2025)
- 22. Dezember: Max Wiedemann, deutscher Filmproduzent
- 23. Dezember: Verneri Pohjola, finnischer Jazztrompeter
- 24. Dezember: Américo, chilenischer Sänger
- 24. Dezember: Carlos Meza, kolumbianischer Profi-Boxer im Bantamgewicht († 2004)
- 25. Dezember: Priya Anjali Rai, US-amerikanische Pornodarstellerin und Schauspielerin indischer Herkunft
- 25. Dezember: Uhm Ji-won, südkoreanische Schauspielerin
- 26. Dezember: Fatih Akyel, türkischer Fußballspieler
- 26. Dezember: Angela Ascher, deutsche Schauspielerin
- 26. Dezember: Kai Gehring, deutscher Politiker
- 27. Dezember: Florence Ekpo-Umoh, deutsche Leichtathletin
- 27. Dezember: Sinead Keenan, irische Schauspielerin
- 28. Dezember: Kuami Agboh, togoischer Fußballspieler
- 28. Dezember: Derrick Brew, US-amerikanischer Leichtathlet
- 28. Dezember: Thomas Kleine, deutscher Fußballspieler
- 28. Dezember: Dave McCullen, belgischer Musikproduzent
- 28. Dezember: Oriana Schrage, deutsch-brasilianisch-schweizerische Schauspielerin
- 28. Dezember: Michael Spears, US-amerikanischer Schauspieler und Sänger
- 28. Dezember: Dennis Todorović, deutscher Regisseur, Drehbuchautor und Filmproduzent
- 30. Dezember: Glory Alozie, spanische Leichtathletin und Olympionikin
- 30. Dezember: Marco Reich, deutscher Fußballspieler

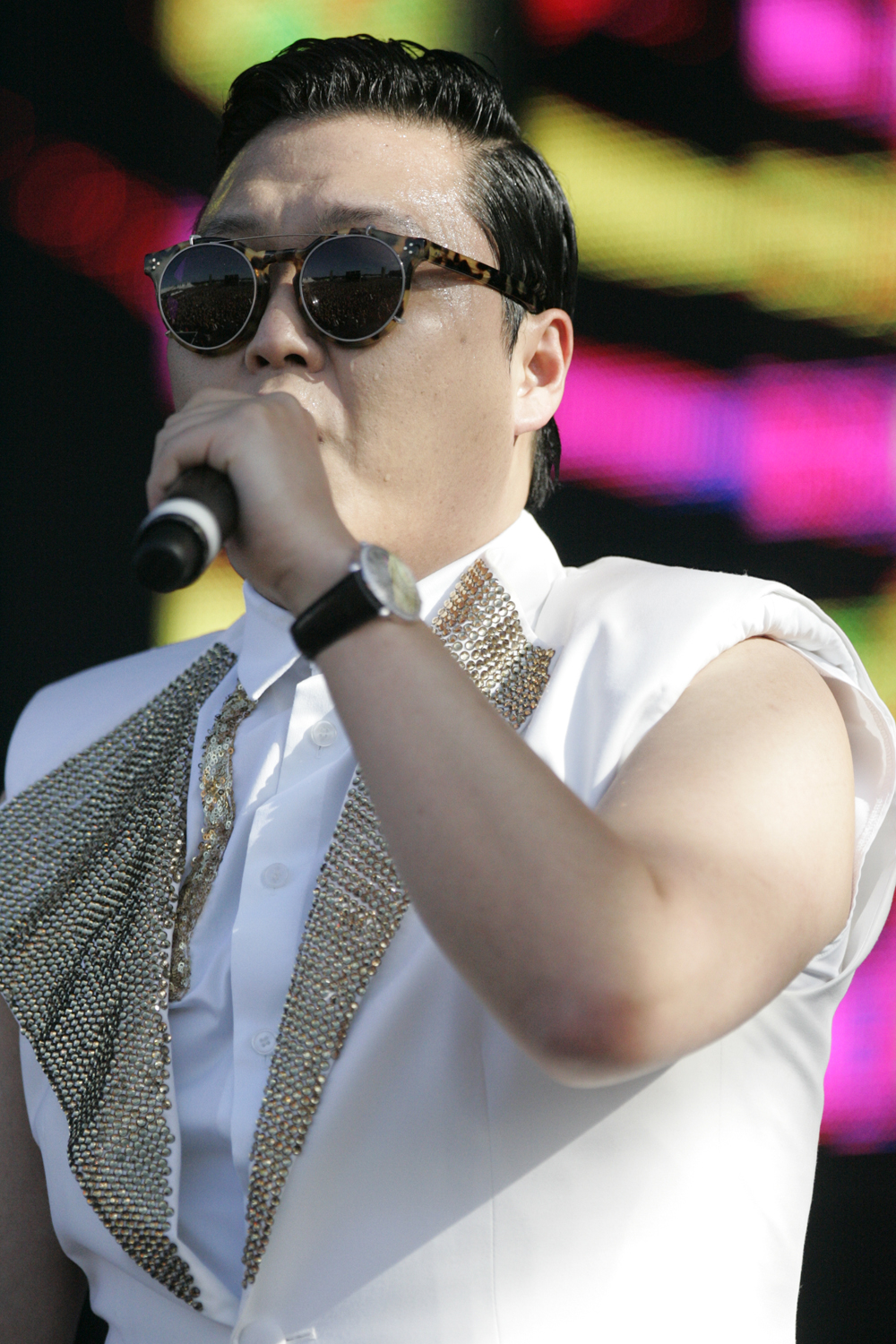
Psy, 2013

- 31. Dezember: Psy, südkoreanischer Sänger

### Tag unbekannt
- Neil Malik Abdullah, österreichischer Schauspieler
- Lutz Ackermann, deutscher Fernsehjournalist
- Taner Akyol, türkischer Saz-Spieler und Komponist
- Slim Amamou, tunesischer Unternehmer
- Francesco Angelico, italienischer Dirigent
- Annamateur, deutsche Jazzsängerin, Texterin, Schauspielerin und Radiokolumnistin
- Benjamin Appel, deutscher Posaunist und Musikpädagoge
- Alparslan Arslan, türkischer Rechtsanwalt und Attentäter († 2023)
- Simone Aughterlony, neuseeländisch-schweizerische Choreografin und Tänzerin
- Edgar Barroso, mexikanischer Komponist
- Michael von Burg, schweizerisch-US-amerikanischer Schauspieler
- Kerem Can, deutsch-türkischer Schauspieler
- Dodo, Schweizer Reggae- und Raggasänger
- Hanno Dönneweg, deutscher Fagottist
- Cornelia Dörr, deutsche Schauspielerin
- Marc Dresander, deutscher Schauspieler und Sprecher
- Danny Driver, englischer Pianist
- Izabella Effenberg, polnische Jazzmusikerin und Karatekämpferin
- Peter Fieseler, deutscher Schauspieler
- Christian Furrer, deutscher Schauspieler
- Christoph Gedschold, deutscher Musiker und Dirigent
- Tom Gerber, Schweizer Filmregisseur
- Jessica Gower, australische Schauspielerin
- Fredrik Jan Hofmann, deutsch-schwedischer Schauspieler
- Daniela Holtz, deutsche Schauspielerin
- Stefan Kaminsky, deutscher Schauspieler
- Stephanie Kämmer, deutsche Schauspielerin
- Patrick Khatami, deutscher Schauspieler
- Urte Krass, Kunsthistorikerin
- Daniel Kuschewski, deutscher Schauspieler und Theaterregisseur
- Pablo Lescano, argentinischer Sänger, Keyboarder und Musik-Produzent
- Christian Lex, deutscher Drehbuchautor, Schauspieler und Regisseur
- Ali Asgar Mammadov, aserbaidschanischer Tarspieler
- Annika Martens, deutsche Schauspielerin
- Volker Muthmann, deutscher Schauspieler
- Ngo The Chau, vietnamesischer Kameramann und Regisseur
- Clancy Newman, US-amerikanischer Cellist und Komponist
- Richi Owaki, japanischer Video-, Medien- und Installationskünstler
- Marc Benjamin Puch, deutscher Schauspieler
- Thomas Reintjes, Wissenschaftsjournalist
- Jiska Rickels, niederländische Dokumentarfilmerin
- Steffen Roll, deutscher Schauspieler
- Tim Rumsey, US-amerikanischer Komponist, Musikpädagoge und Musikverleger
- Ben Salomo, deutsch-israelischer Rapper, YouTuber und Buchautor
- Anja Schiffel, deutsche Schauspielerin
- Anja Schneider, deutsche Schauspielerin
- Sybille Schönberger, deutsche Sterneköchin
- Sebastian Schulz, deutscher Synchronsprecher
- Christian Sengewald, deutscher Schauspieler
- Kathrin Anna Stahl, deutsche Schauspielerin, Regisseurin, Drehbuchautorin und Produzentin
- Tillbert Strahl, deutscher Schauspieler und Musiker
- Johannes Suhm, deutscher Schauspieler
- Sven van Thom, deutscher Musiker
- Jeanne Tremsal, deutsch-französische Schauspielerin
- Henriette Vásárhelyi, deutsche Schriftstellerin
- Laurens Walter, österreichischer Schauspieler

## Gestorben

### Januar
- 01. Januar: Roland Hayes, US-amerikanischer Sänger (* 1887)
- 01. Januar: Michael Mann, deutscher Musiker und Literaturwissenschaftler, Sohn von Thomas Mann (* 1919)
- 04. Januar: Achille Campanile, italienischer Journalist und Theaterautor (* 1899)
- 05. Januar: Artur Adson, estnischer Dichter, Schriftsteller und Theaterkritiker (* 1889)
- 06. Januar: Johannes Lilje, deutscher Theologe, Kunsthistoriker und Landesbischof (* 1899)
- 08. Januar: Horst von Mellenthin, deutscher General der Artillerie (* 1898)
- 11. Januar: Jean de Saussure, amerikanisch-schweizerischer evangelischer Geistlicher und Hochschullehrer (* 1899)
- 12. Januar: Henri-Georges Clouzot, französischer Regisseur von Kriminalfilmen (* 1907)

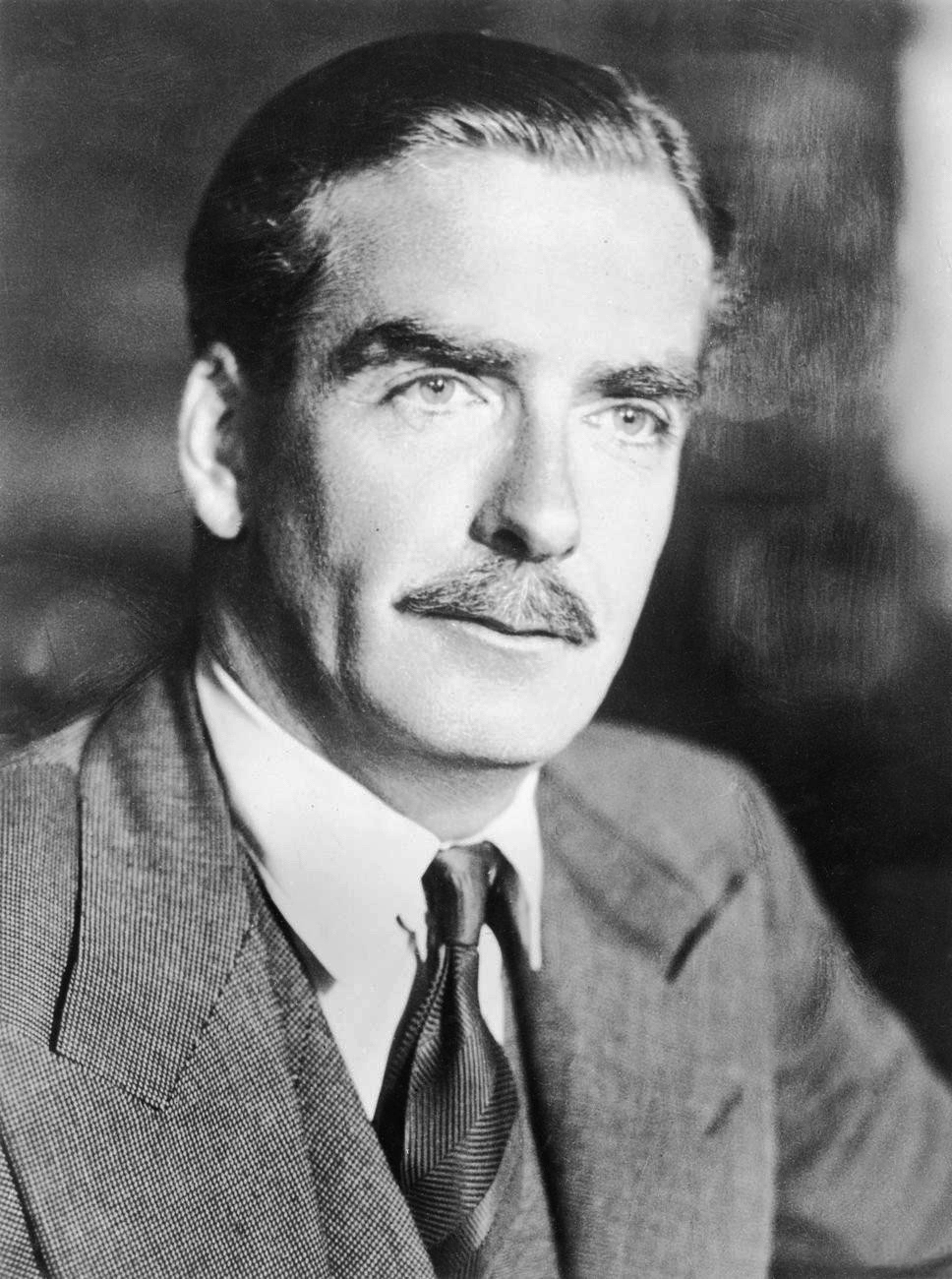
Anthony Eden, 1942

- 14. Januar: Anthony Eden, britischer Außen- und Premierminister (* 1897)
- 14. Januar: Werner Henneberger, deutscher Architekt, Sozialdemokrat (* 1904)
- 14. Januar: Anaïs Nin, US-amerikanische Schriftstellerin (* 1903)
- 15. Januar: Hans Alser, schwedischer Tischtennisspieler (* 1942)
- 15. Januar: Robert Fuchs, deutscher Generalmajor (* 1895)
- 15. Januar: Herbert Ihering, deutscher Journalist und Theaterkritiker (* 1888)
- 15. Januar: Hermann Schwann, deutscher Politiker (* 1899)
- 16. Januar: Ernest Alvin Archia Jr., US-amerikanischer Tenorsaxophonist (* 1919)
- 16. Januar: Anna Klöcker, kämpfte für die Gleichberechtigung der Frau (* 1895)
- 16. Januar: Leif Panduro, dänischer Schriftsteller und Zahnarzt (* 1923)
- 17. Januar: Wolf Schmidt, deutscher Journalist, Kabarettist und Schauspieler (* 1913)
- 18. Januar: Helmuth von Grolman, deutscher Soldat und Politiker (* 1898)
- 18. Januar: Luciano Re Cecconi, italienischer Fußballspieler (* 1948)
- 18. Januar: Max Reimann, deutscher Politiker (* 1898)

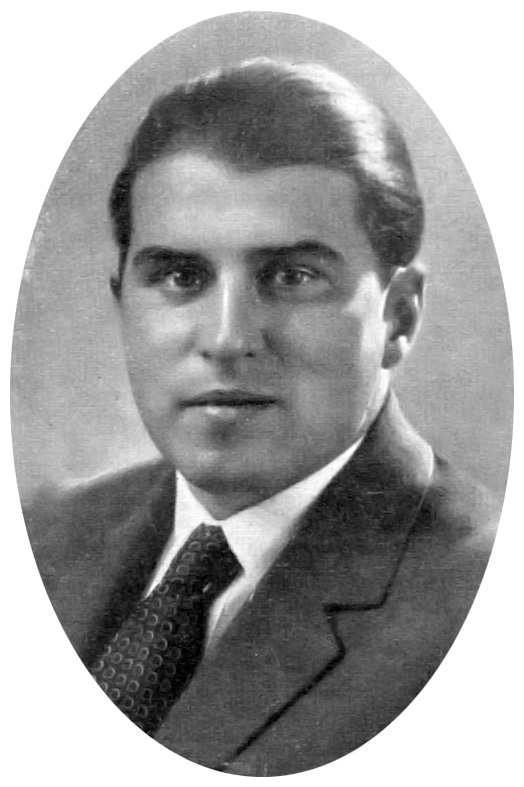
Carl Zuckmayer († 18. Januar)

- 18. Januar: Carl Zuckmayer, deutscher Schriftsteller (* 1896)
- 19. Januar: Knut von Kühlmann-Stumm, deutscher Politiker (* 1916)
- 21. Januar: Benjamin Laney, US-amerikanischer Politiker (* 1896)
- 22. Januar: Max Burghardt, deutscher Intendant und Vorsitzender des Kulturbundes der DDR (* 1893)
- 22. Januar: Pascual Pérez, argentinischer Boxer, Olympiasieger und Weltmeister (* 1926)
- 23. Januar: Otto Lüthje, deutscher Schauspieler (* 1902)
- 26. Januar: Dietrich von Hildebrand, katholischer Philosoph, Theologe und Autor (* 1889)
- 28. Januar: Benito Quinquela Martín, argentinischer Maler (* 1890)
- 29. Januar: Jack Manders, US-amerikanischer American-Football-Spieler (* 1909)
- 31. Januar: Margrethe Klenze, deutsche Malerin (* 1881)

### Februar
- 01. Februar: Maximilian Graf von Attems-Heiligenkreuz, österreichischer Botschafter, Volkswirtschaftler und Schriftsteller (* 1892)
- 01. Februar: Edmond Hamilton, US-amerikanischer Autor u. a. von Captain Future (* 1904)
- 02. Februar: Hans Bohnenkamp, deutscher Pädagoge, Hochschullehrer und Hochschuldirektor (* 1893)

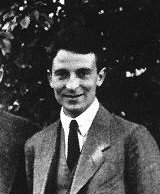
Oskar Klein

- 05. Februar: Oskar Klein, schwedischer Physiker (* 1894)
- 06. Februar: Hermann Felsner, österreichischer Fußballtrainer (* 1889)
- 07. Februar: Richard Bevan Austin, US-amerikanischer Jurist (* 1901)
- 09. Februar: Francisco Cristancho Camargo, kolumbianischer Komponist, Arrangeur, Posaunist, Gitarrist und Orchesterleiter (* 1905)
- 10. Februar: Sergei Wladimirowitsch Iljuschin, russischer Ingenieur und Flugzeugbauer (* 1894)
- 11. Februar: Fakhruddin Ali Ahmed, indischer Politiker und Staatspräsident (* 1905)
- 11. Februar: Fouad Ammoun, libanesischer Jurist und Diplomat (* 1899)
- 11. Februar: Louis Beel, niederländischer Politiker und Ministerpräsident (* 1902)
- 11. Februar: Luigi Bertolini, italienischer Fußballspieler (* 1904)
- 13. Februar: Otto Niebergall, deutscher Politiker (* 1904)
- 14. Februar: Ok Formenoy, niederländischer Fußballspieler (* 1899)
- 15. Februar: Isaak Boleslawski, sowjetischer Schachspieler (* 1919)
- 15. Februar: Herman Johannes Lam, niederländischer Botaniker (* 1892)
- 16. Februar: Janani Luwum, Erzbischof von Uganda (* 1922)
- 16. Februar: Rózsa Péter, ungarische Mathematikerin (* 1905)
- 17. Februar: Blinky Palermo, deutscher Maler (* 1943)
- 21. Februar: Heinrich Auge, deutscher Politiker (* 1898)
- 21. Februar: John Hubley, US-amerikanischer Zeichentrickfilmer (* 1914)
- 21. Februar: Henry Jordan, US-amerikanischer American-Football-Spieler und Konzertveranstalter (* 1935)
- 22. Februar: Marcel Anghelescu, rumänischer Schauspieler (* 1909)
- 27. Februar: Lotte Neumann, deutsche Schauspielerin (* 1896)
- 28. Februar: Eddie Rochester Anderson, US-amerikanischer Entertainer und Schauspieler (* 1905)

### März
- 02. März: Eugénie Brazier, französische Köchin (* 1895)
- 03. März: Takeuchi Yoshimi, japanischer Sinologe und Kulturtheoretiker (* 1910)
- 04. März: Johann Ludwig Graf Schwerin von Krosigk, Reichsfinanzminister und Reichsaußenminister (* 1887)
- 05. März: Isaac Nemiroff, US-amerikanischer Komponist, Musikpädagoge und -Wissenschaftler (* 1912)
- 06. März: Friedrich Schnack, deutscher Dichter (* 1888)
- 09. März: Paul Aebischer, Schweizer Romanist und Mediävist (* 1897)
- 11. März: Alberto Rodríguez Larreta, argentinischer Automobilrennfahrer (* 1934)

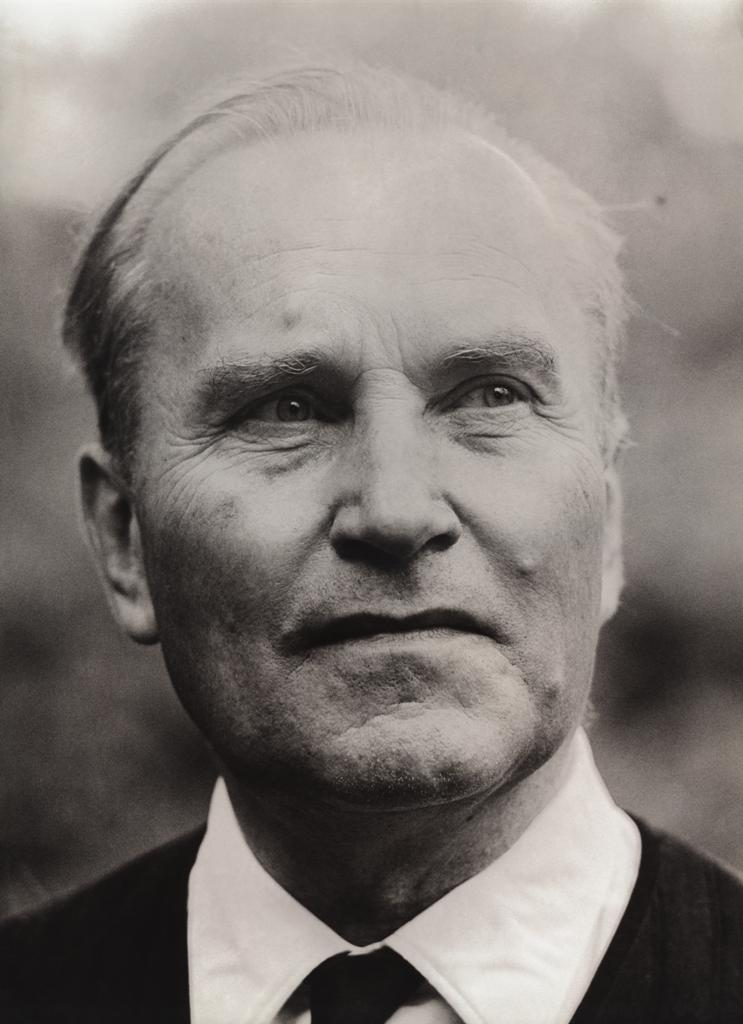
Jan Patočka

- 12. März: George Eldredge, US-amerikanischer Schauspieler (* 1898)
- 13. März: Jan Patočka, tschechischer Philosoph (* 1907)
- 14. März: Gyula Dávid, ungarischer Komponist (* 1913)
- 15. März: Hubert Aquin, kanadischer Schriftsteller (* 1929)
- 15. März: Marg Moll, deutsche Bildhauerin, Malerin und Autorin (* 1884)
- 16. März: Kamal Dschumblat, libanesischer Politiker (* 1917)
- 17. März: Willy Robert Huth, deutscher Maler und Grafiker (* 1890)
- 18. März: Marien Ngouabi, ehemaliger Präsident der Republik Kongo (* 1938)
- 19. März: Pehr Edman, schwedischer Biochemiker (* 1916)
- 22. März: Murayama Tomoyoshi, japanischer Schriftsteller und Theaterleiter (* 1901)
- 23. März: Emile Biayenda, Erzbischof von Brazzaville und Kardinal (* 1927)
- 23. März: Joe Stydahar, US-amerikanischer American-Football-Spieler und -Trainer (* 1912)
- 24. März: Conrad Felixmüller, Maler des Expressionismus und der Neuen Sachlichkeit (* 1897)
- 25. März: Nunnally Johnson, US-amerikanischer Drehbuchautor (* 1897)
- 25. März: Alphonse Massemba-Débat, ehemaliger Präsident der Republik Kongo (* 1921)
- 25. März: Eugen Szenkar, ungarischer Dirigent (* 1891)
- 25. März: Rodolfo Walsh, argentinischer Schriftsteller und Journalist (* 1927)
- 27. März: Gustav Schickedanz, deutscher Fabrikant und Unternehmer (* 1895)
- 26. März: Frank Thorolfson, kanadischer Pianist, Dirigent, Musikpädagoge und Komponist (* 1914)
- 27. März: Jacob Veldhuyzen van Zanten, niederländischer Pilot (* 1927)
- 28. März: Waldo de los Ríos, Pianist, Orchesterleiter, Arrangeur und Komponist (* 1934)
- 29. März: Roland Bugatti, französisch-italienischer Automobilfabrikant und Ingenieur (* 1922)
- 30. März: Jacques Errera, belgischer Physikochemiker (* 1896)
- 30. März: Abdel Halim Hafez, ägyptischer Sänger und Schauspieler (* 1929)
- 30. März: Lewko Rewucki, ukrainischer Komponist (* 1889)

### April
- 01. April: Fritz Walter, deutscher Politiker (* 1896)
- 02. April: Eduard Arnold, schweizerischer Politiker und Bundesrichter (* 1895)
- 02. April: Robert Murton-Neale, britischer Automobilrennfahrer (* 1907)
- 02. April: Walter Wolf, deutscher kommunistischer Politiker (* 1907)
- 03. April: Benjamin Appel, US-amerikanischer Schriftsteller (* 1907)
- 04. April: Julius Watkins, US-amerikanischer Hornist (* 1921)
- 05. April: Luperce Miranda, brasilianischer Mandolinist und Komponist (* 1904)
- 05. April: Carlos Prío Socarrás, kubanischer Präsident (* 1903)
- 06. April: Guy Dollfuss, französischer Automobilrennfahrer (* 1901)
- 06. April: Broadus Erle, US-amerikanischer Geiger und Musikpädagoge (* 1918)
- 07. April: Siegfried Buback, Jurist und Generalbundesanwalt am Bundesgerichtshof in Karlsruhe (* 1920)
- 07. April: Karl Ritter, deutscher Regisseur (* 1888)
- 08. April: Michael Felke, deutscher Unternehmer (* 1895)
- 11. April: Jacques Prévert, französischer Autor, Dichter und Chansonnier (* 1900)
- 15. April: Walter Hollstein, deutscher Fußballtrainer (* 1899)
- 17. April: Richard Adler, deutscher Maler, Illustrator und Graphiker (* 1907)
- 17. April: Richard Brauer, deutsch-amerikanischer Mathematiker (* 1901)
- 17. April: William Conway, Erzbischof von Armagh und Kardinal der römisch-katholischen Kirche (* 1913)
- 19. April: Günter Bruno Fuchs, deutscher Schriftsteller und Grafiker (* 1928)
- 19. April: Johannes Spörl, Historiker (* 1904)
- 20. April: Wilmer Allison, US-amerikanischer Tennisspieler (* 1904)
- 20. April: István Déván, ungarischer Leichtathlet und Wintersportler (* 1890)
- 21. April: Gummo Marx, US-amerikanischer Komiker (* 1892)
- 22. April: Arvo Haavisto, finnischer Ringer (* 1900)
- 22. April: Fritz Ringgenberg, Schweizer Bankangestellter und Bühnenautor in Mundart (* 1891)
- 24. April: Josef Angermüller, deutscher Motorrad-Bahnrennfahrer (* 1949)
- 24. April: Martin Heix, deutscher Politiker (* 1903)
- 25. April: Cayetano Córdova Iturburu, argentinischer Journalist, Kunstkritiker und Schriftsteller (* 1899)
- 26. April: Charles Arthur Anderson, US-amerikanischer Politiker (* 1899)
- 28. April: Sepp Herberger, deutscher Fußballnationaltrainer (* 1897)
- 29. April: Clive Douglas, australischer Komponist, Musiker und Dirigent (* 1903)
- 30. April: Ludwig Bäte, deutscher Schriftsteller (* 1892)

### Mai
- 02. Mai: Isidor Markowitsch Annenski, sowjetischer Regisseur (* 1906)
- 05. Mai: Sonja Åkesson, schwedische Schriftstellerin und Künstlerin (* 1926)

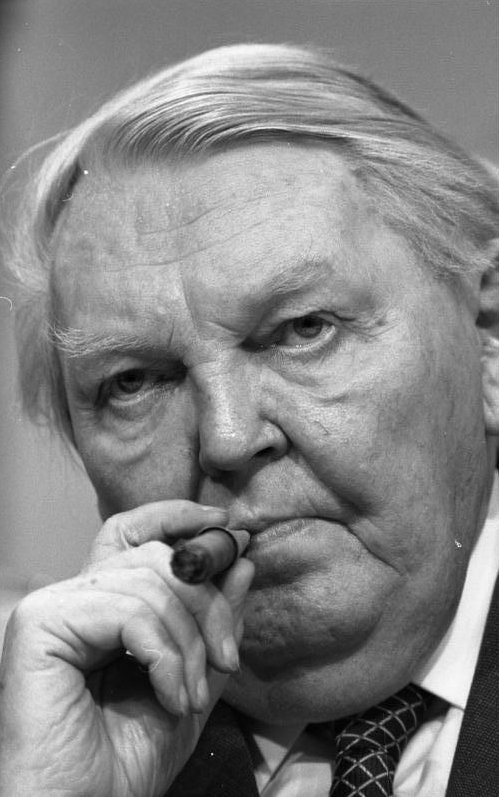
Ludwig Erhard († 5. Mai)

- 05. Mai: Ludwig Erhard, deutscher Wirtschaftsminister und Bundeskanzler (* 1897)
- 05. Mai: Sam Lanin, US-amerikanischer Jazz-Musiker (* 1891)
- 05. Mai: Julián Soler, mexikanischer Schauspieler und Regisseur (* 1907)
- 06. Mai: Walter Grey Walter, US-amerikanischer Neurophysiologe (* 1910)
- 07. Mai: Hendrik Gerard Bungenberg de Jong, niederländischer Chemiker (* 1893)
- 08. Mai: James W. Dalton, US-amerikanischer Ingenieur (* 1913)
- 09. Mai: Knud Ahlborn, deutsche Persönlichkeiten der frühen Jugendbewegung (* 1888)
- 09. Mai: James Jones, US-amerikanischer Schriftsteller (* 1921)
- 09. Mai: Walter Wilhelm Johann Kraft, deutscher Organist und Komponist (* 1905)

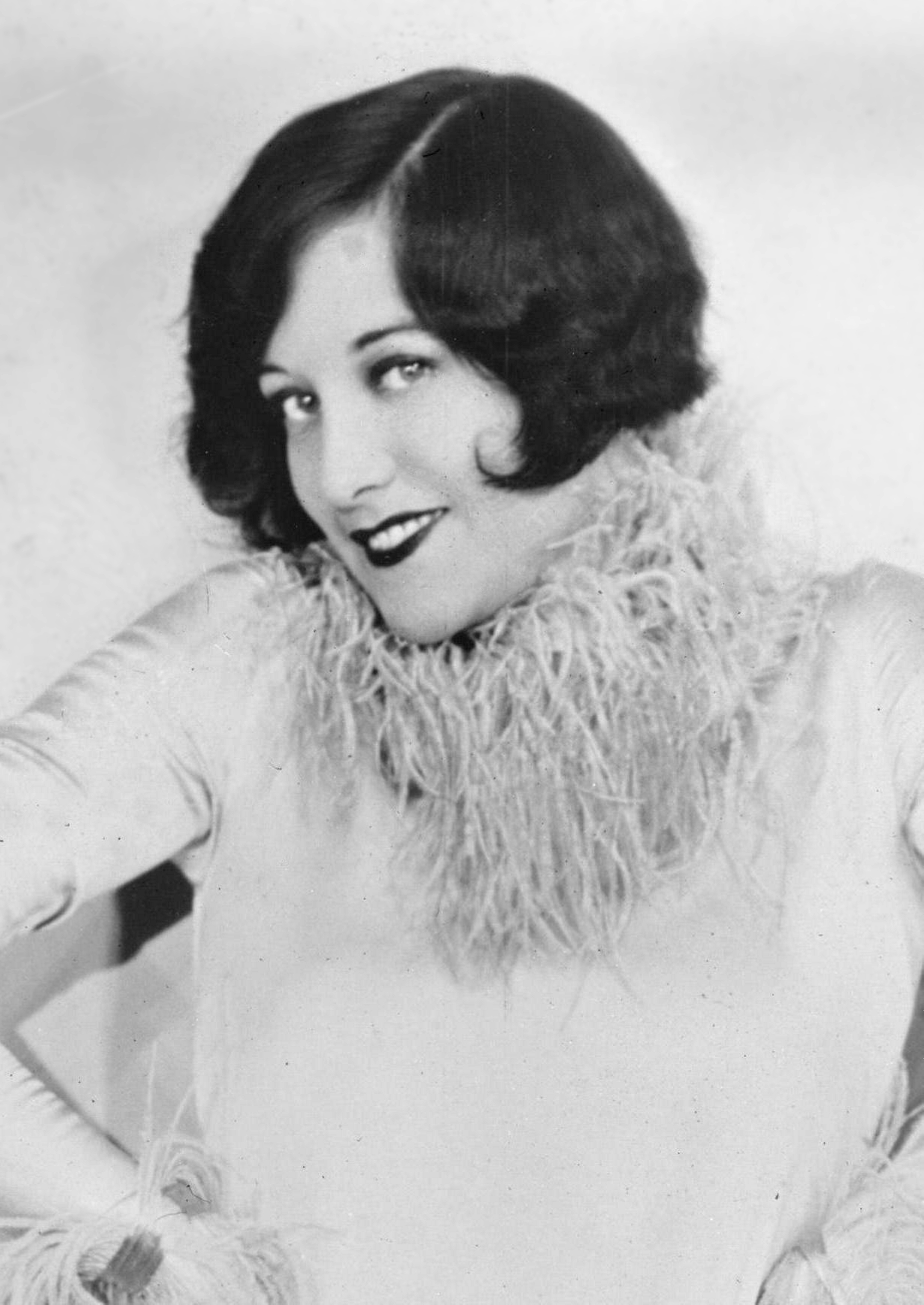
Joan Crawford, Standfoto von 1925

- 10. Mai: Joan Crawford, US-amerikanische Filmschauspielerin (* 1905)
- 10. Mai: Alfred Eduard Frauenfeld, nationalsozialistischer Politiker (* 1898)
- 12. Mai: Barry Ashbee, kanadischer Eishockeyspieler und -trainer (* 1939)
- 12. Mai: Lau Lauritzen jr., dänischer Schauspieler, Filmregisseur und Drehbuchautor (* 1910)
- 16. Mai: Modibo Keïta, ehemaliger Präsident von Mali (* 1915)
- 17. Mai: Lucien Buquet, französischer Automobilrennfahrer (* 1902)
- 17. Mai: Erwin Wilhelm Müller, deutsch-amerikanischer Physiker (* 1911)
- 20. Mai: Benno Graf, deutscher Politiker (* 1908)
- 22. Mai: Hampton Hawes, US-amerikanischer Jazzmusiker (* 1928)
- 22. Mai: Elsbeth Heise, deutsche Krankenschwester (* 1892)
- 23. Mai: Richard Ayoade, britischer Comedian, Autor, Schauspieler und Regisseur (* 1977)
- 26. Mai: Fujimori Seikichi, japanischer Schriftsteller und Dramaturg (* 1892)
- 26. Mai: William Powell, US-amerikanischer Sänger (* 1942)
- 27. Mai: Hans Augustin, deutscher Jurist (* 1909)
- 28. Mai: Adolf Horion, deutscher römisch-katholischer Geistlicher und Entomologe (* 1888)
- 30. Mai: Paul Desmond, US-amerikanischer Saxophonist (* 1924)
- 30. Mai: Claire Goll, deutsch-französische Journalistin (* 1891)
- 31. Mai: William Castle, US-amerikanischer Filmregisseur und -produzent (* 1914)
- 31. Mai: Floyd Davis, US-amerikanischer Automobilrennfahrer (* 1909)

### Juni
- 02. Juni: Stephen Boyd, US-amerikanischer Schauspieler (* 1931)
- 02. Juni: Henri Gagnebin, schweizerischer Komponist (* 1886)
- 03. Juni: Archibald Vivian Hill, britischer Physiologe (* 1886)
- 03. Juni: Roberto Rossellini, italienischer Regisseur (* 1906)
- 05. Juni: Luis César Amadori, argentinischer Filmemacher, Drehbuchautor und Schriftsteller (* 1903)
- 05. Juni: Sleepy John Estes, US-amerikanischer Blues-Musiker (* 1899)
- 08. Juni: Erik Bohlin, schwedischer Rad- und Motorradrennfahrer (* 1897)
- 09. Juni: Friedrich-Carl Rabe von Pappenheim, deutscher Generalleutnant und Diplomat (* 1894)
- 13. Juni: Tom C. Clark, US-amerikanischer Politiker (* 1899)
- 13. Juni: Herbert Haag, deutscher Organist und Kirchenmusiker (* 1908)
- 14. Juni: Alan Mills, kanadischer Sänger, Schauspieler und Autor (* 1912)

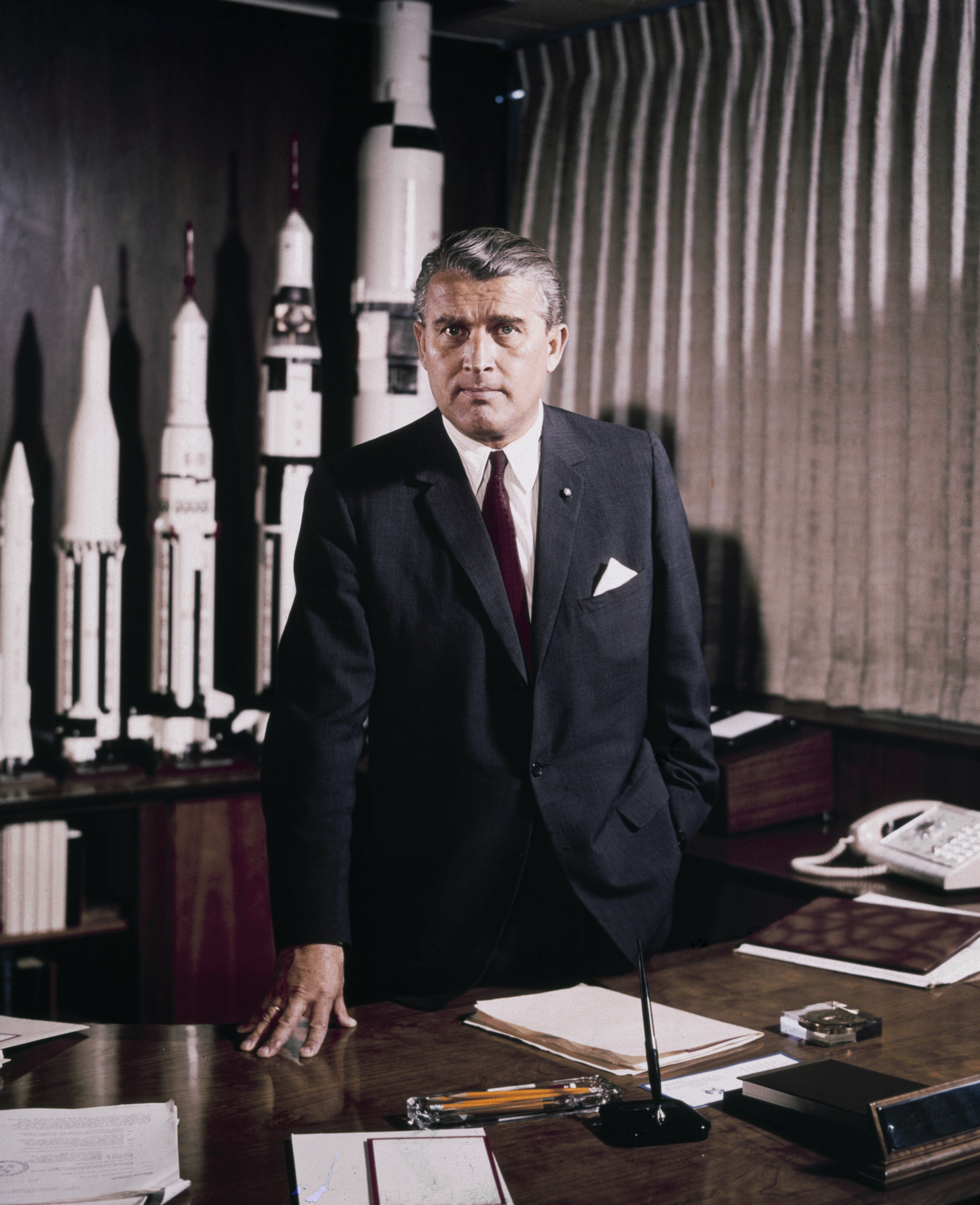
Wernher von Braun

- 16. Juni: Wernher von Braun, deutscher Raketentechniker, Raumfahrtpionier (* 1912)
- 16. Juni: Werner Eggerath, deutscher Politiker (* 1900)
- 17. Juni: Qian Xingcun, chinesischer Literaturwissenschaftler (* 1900)
- 18. Juni: Jacqueline Audry, französische Filmregisseurin (* 1908)
- 18. Juni: Franco Rol, italienischer Automobilrennfahrer (* 1908)
- 19. Juni: Ali Schariati, iranischer Soziologe und Intellektueller (* 1933)
- 20. Juni: Jules Moriceau, französischer Automobilrennfahrer (* 1887)
- 22. Juni: Elisabeth Müller, Schweizer Jugendschriftstellerin (* 1885)
- 22. Juni: Paul Oppenheim, deutscher Chemiker, Philosoph, Privatgelehrter und Industrieller (* 1885)
- 25. Juni: Olave Baden-Powell, Mitgründerin der Pfadfinderinnen (* 1889)
- 25. Juni: Petko Stajnow, bulgarischer Komponist (* 1896)
- 26. Juni: Walter Kennedy, US-amerikanischer Manager, zweiter Commissioner der NBA (* 1912)
- 26. Juni: Ulrich Neuenschwander, Schweizer reformierter Theologe (* 1922)
- 26. Juni: Arnold Pauli, Schweizer Sänger, Chorleiter und Komponist (* 1900)
- 29. Juni: Carl Hesberg, deutscher Politiker (* 1898)
- 29. Juni: Giovanni Ziggiotto, italienischer Motorradrennfahrer (* 1954)
- 30. Juni: Karl Scherm, deutscher Fußballspieler (* 1904)

### Juli
- 01. Juli: Hermann Aicher, österreichischer Theaterleiter (* 1902)
- 02. Juli: Vladimir Nabokov, russischer Schriftsteller (* 1899)
- 02. Juli: William H. Ziegler, US-amerikanischer Film-Editor (* 1909)
- 03. Juli: Gertrude Abercrombie, US-amerikanische Künstlerin (* 1909)
- 03. Juli: Alexander Melentjewitsch Wolkow, russischer Schriftsteller und Mathematikprofessor (* 1891)
- 06. Juli: Ödön Pártos, israelischer Komponist (* 1907)
- 07. Juli: Nicolae Kovacs, rumänischer Fußballspieler und -trainer ungarischer Abstammung (* 1911)
- 08. Juli: Katherine Stinson, US-amerikanische Flugpionierin (* 1891)

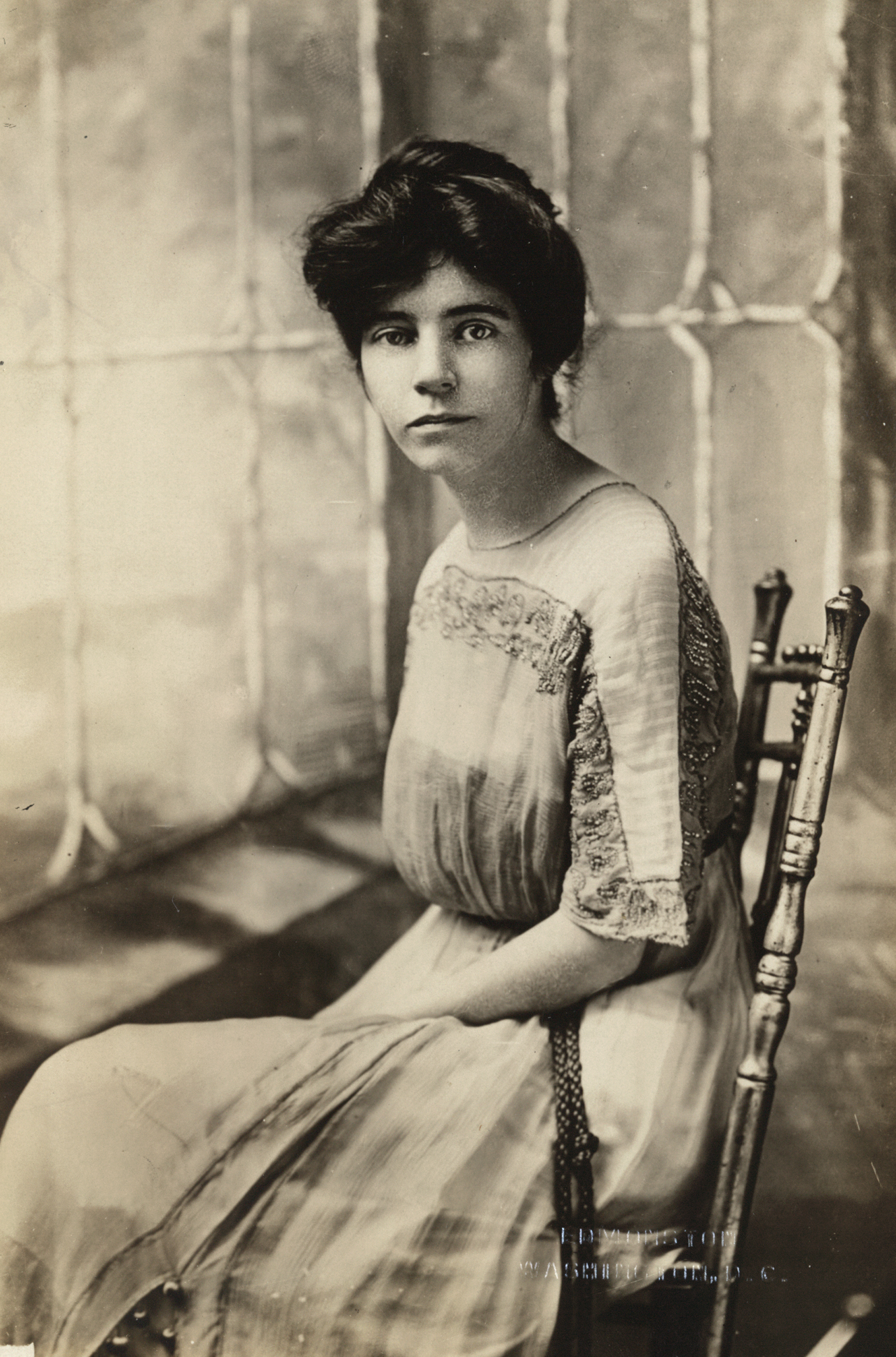
Alice Paul

- 09. Juli: Alice Paul, US-amerikanische Suffragette und Feministin (* 1885)
- 12. Juli: Osmín Aguirre y Salinas, sansalvadorianischer Militär (* 1889)
- 12. Juli: Waldemar Kraft, deutscher Politiker (* 1898)
- 13. Juli: Hermann Kemper, Erfinder der Magnetschwebebahn (* 1892)
- 15. Juli: Konstantin Alexandrowitsch Fedin, russischer Schriftsteller und Schauspieler (* 1892)
- 16. Juli: Francesco Roberti, Kardinal der römisch-katholischen Kirche (* 1889)
- 17. Juli: Zózimo Alves Calazães, brasilianischer Fußballspieler (* 1932)
- 18. Juli: Josef Korbel, tschechoslowakischer Diplomat und Autor einiger Bücher (* 1909)
- 20. Juli: Friedrich Georg Jünger, deutscher Lyriker, Erzähler und Essayist (* 1898)
- 21. Juli: Lee Miller, US-amerikanische Fotografin und Fotojournalistin (* 1907)
- 21. Juli: Henry Vahl, deutscher Volksschauspieler (* 1897)
- 24. Juli: Emil Botta, rumänischer Schauspieler und Lyriker (* 1911)
- 25. Juli: Kurt Meyer-Eberhardt, deutscher Maler und Radierer (* 1895)
- 26. Juli: Oskar Morgenstern, Wirtschaftswissenschaftler (* 1902)
- 27. Juli: Hal Holmes, US-amerikanischer Politiker (* 1902)
- 27. Juli: Jacob Marschak, US-amerikanischer Ökonom und Wissenschaftler ukrainischer Abstammung (* 1898)
- 30. Juli: Jürgen Ponto, deutscher Bankier; Vorstandssprecher der Dresdner Bank AG (* 1923)

### August

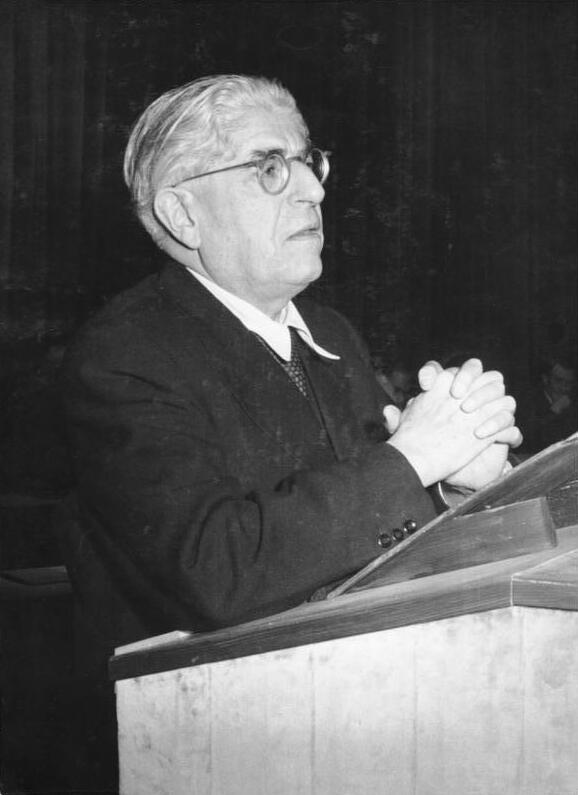
Ernst Bloch († 4. August)

- 02. August: Manuel Gonçalves Cerejeira, Erzbischof von Lissabon und Kardinal (* 1888)
- 03. August: Georg Abesser, deutscher Mediziner (* 1889)
- 03. August: Wanda Achsel, deutsche Opernsängerin (* 1886)
- 03. August: Makarios III., zypriotischer Geistlicher und Politiker (* 1913)
- 03. August: Yoshida Ken’ichi, japanischer Schriftsteller (* 1912)
- 04. August: Edgar Douglas Adrian, britischer Anatom und Physiologe (* 1889)
- 04. August: Ernst Bloch, deutscher Philosoph (* 1885)
- 04. August: Antonio Machín, kubanischer Sänger (* 1908)
- 05. August: Gerhard Just, deutscher Schauspieler (* 1904)
- 05. August: Max Kaus, deutscher Maler und Graphiker (* 1891)
- 05. August: Otto Kuhler, deutsch-amerikanischer Automobildesigner (* 1894)
- 07. August: Paul Chaudet, Schweizer Politiker (FDP) (* 1904)
- 07. August: Dino Staffa, Kardinal der römisch-katholischen Kirche (* 1906)
- 09. August: Jean Bassoul, libanesischer Erzbischof (* 1920)
- 11. August: Otto August Andersson, schwedischer Fußballspieler (* 1910)
- 11. August: John Howard Lawson, amerikanischer Dramatiker und Drehbuchautor (* 1894)
- 13. August: Karl Kreutzberg, deutscher Handballspieler (* 1912)
- 13. August: Henry Williamson, britischer Schriftsteller (* 1895)
- 14. August: Otto Aßmann, deutscher Politiker (* 1901)
- 16. August: Heinz-Eberhardt Andres, deutscher Politiker (* 1908)

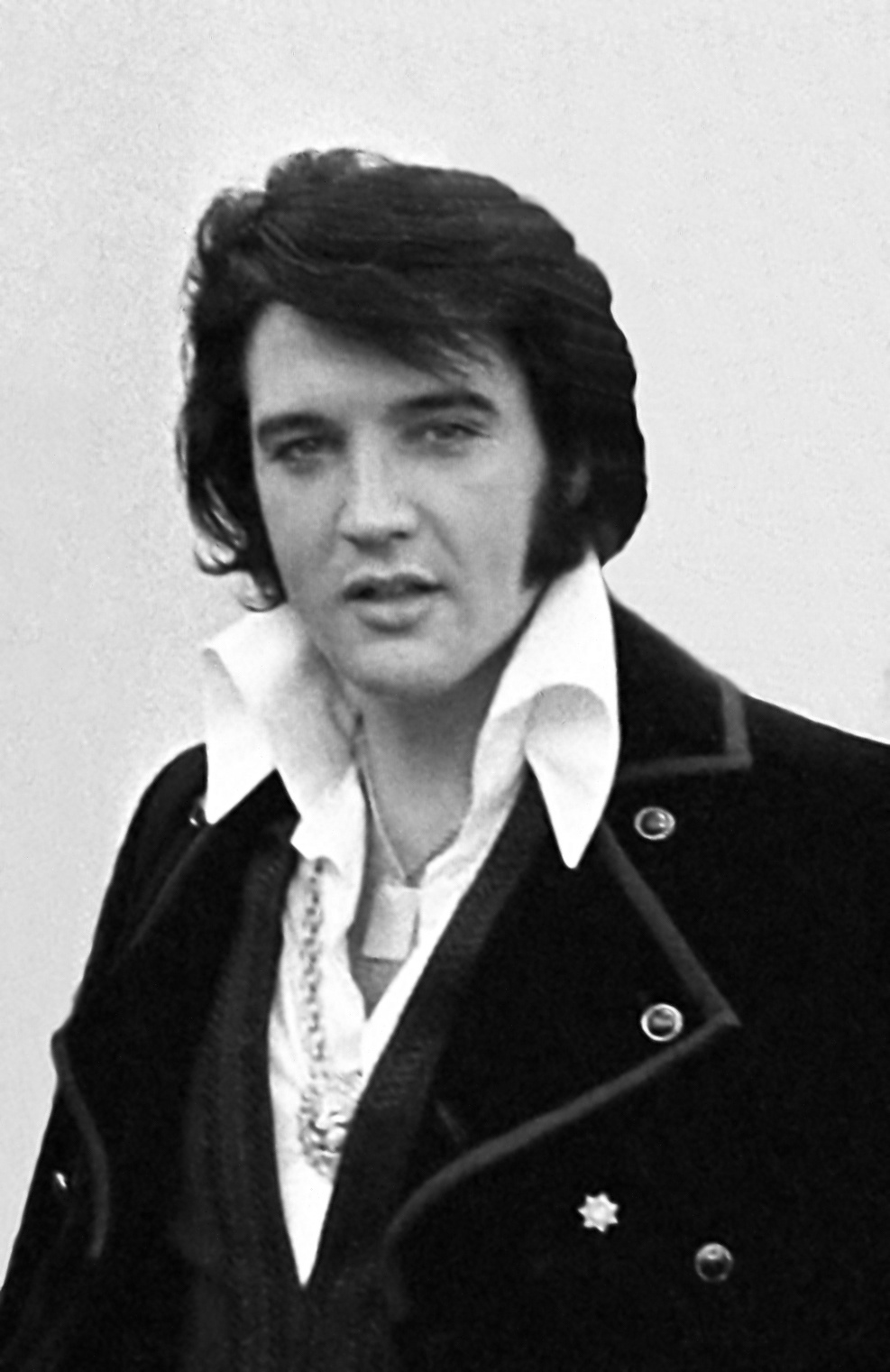
Elvis Presley, 1970

- 16. August: Elvis Presley, US-amerikanischer Rock-’n’-Roll-Sänger (* 1935)
- 17. August: Delmer Daves, US-amerikanischer Drehbuchautor und Regisseur (* 1904)
- 18. August: Alfred Rasser, Schweizer Kabarettist, Schauspieler und Politiker (* 1907)
- 18. August: Wiltraut Rupp-von Brünneck, deutsche Richterin des Bundesverfassungsgerichts (* 1912)
- 19. August: Groucho Marx, US-amerikanischer Komiker (* 1890)
- 22. August: Sebastian Cabot, britischer Schauspieler (* 1918)
- 24. August: Happy Wilson, US-amerikanischer Country-Musiker (* 1919)
- 27. August: Gertrud Wiebke Schröder, deutsche Bildhauerin und Kunstgewerblerin (* 1897)
- 28. August: Peter Altmeier, deutscher CDU-Politiker und Ministerpräsident von Rheinland-Pfalz (* 1899)
- 28. August: Ralph Samuelson, US-amerikanischer Erfinder der Sportart Wasserski (* 1904)
- 30. August: Erny Pinckert, US-amerikanischer American-Football-Spieler (* 1907)
- 31. August: Sidney James Montford Atkinson, südafrikanischer Leichtathlet (* 1901)

### September
- 01. September: Karl Herold, deutscher Politiker (* 1921)
- 01. September: Henry Vars, US-amerikanischer Filmkomponist polnischer Herkunft (* 1902)
- 01. September: Ethel Waters, US-amerikanische Schauspielerin und Sängerin (* 1896)
- 04. September: Ernst Friedrich Schumacher, britischer Ökonom (* 1911)
- 05. September: Walter „Kid“ Smith, US-amerikanischer Old-Time-Musiker (* 1895)
- 06. September: Werner Charles Rudolph Aue, britischer Diplomat (* 1891)
- 06. September: Paul Burkhard, Schweizer Komponist (* 1911)
- 06. September: Eugen Schüfftan, US-amerikanischer in Breslau geborener Kameramann, Erfinder (* 1886)
- 06. September: Luis Vargas Rosas, chilenischer Maler (* 1897)
- 08. September: Carl von Campe, deutscher Politiker (* 1894)
- 08. September: Zero Mostel, US-amerikanischer Schauspieler (* 1915)
- 09. September: Rita Maiburg, deutsche Pilotin, erster weiblicher Linienflugkapitän der Welt (* 1952)
- 10. September: Hamida Djandoubi, tunesischer Mörder, letzter Mensch der in Westeuropa hingerichtet wurde (* 1949)
- 12. September: Steve Biko, Begründer der Black-Consciousness-Bewegung in Südafrika (* 1946)
- 12. September: Robert Lowell, US-amerikanischer Dichter (* 1917)
- 13. September: Leopold Stokowski, englischer Dirigent (* 1882)
- 13. September: Edmond Trudel, kanadischer Dirigent, Pianist und Musikpädagoge (* 1892)
- 15. September: Roberto Kinsky, argentinischer Dirigent (* 1910)
- 16. September: Günther Anders, deutscher Kameramann (* 1908)
- 16. September: Marc Bolan, britischer Sänger, Gitarrist und Songschreiber (* 1947)
- 16. September: Maria Callas, US-amerikanische Sopranistin (* 1923)
- 16. September: Rie Cramer, niederländische Illustratorin und Schriftstellerin (* 1887)
- 17. September: Ruth Andreas-Friedrich, Widerstandskämpferin gegen den Nationalsozialismus, Schriftstellerin (* 1901)
- 19. September: Kon Tōkō, japanischer Schriftsteller und Politiker (* 1898)
- 21. September: Otto Abel, deutscher Organist und Komponist (* 1905)
- 24. September: Piet Zwart, niederländischer Typograf, Fotograf, Gestalter, Innenarchitekt und Lehrer (* 1885)
- 25. September: Gerhard Winkler, deutscher Komponist von Unterhaltungsmusik (* 1906)
- 26. September: Franz Böhm, deutscher Politiker (* 1895)
- 29. September: Hans Habe, deutscher Journalist, Schriftsteller und Drehbuchautor (* 1911)
- 29. September: Alexander Nikolajewitsch Tscherepnin, russischer Komponist (* 1899)
- 30. September: Heinrich Gretler, Schweizer Schauspieler (* 1897)

### Oktober

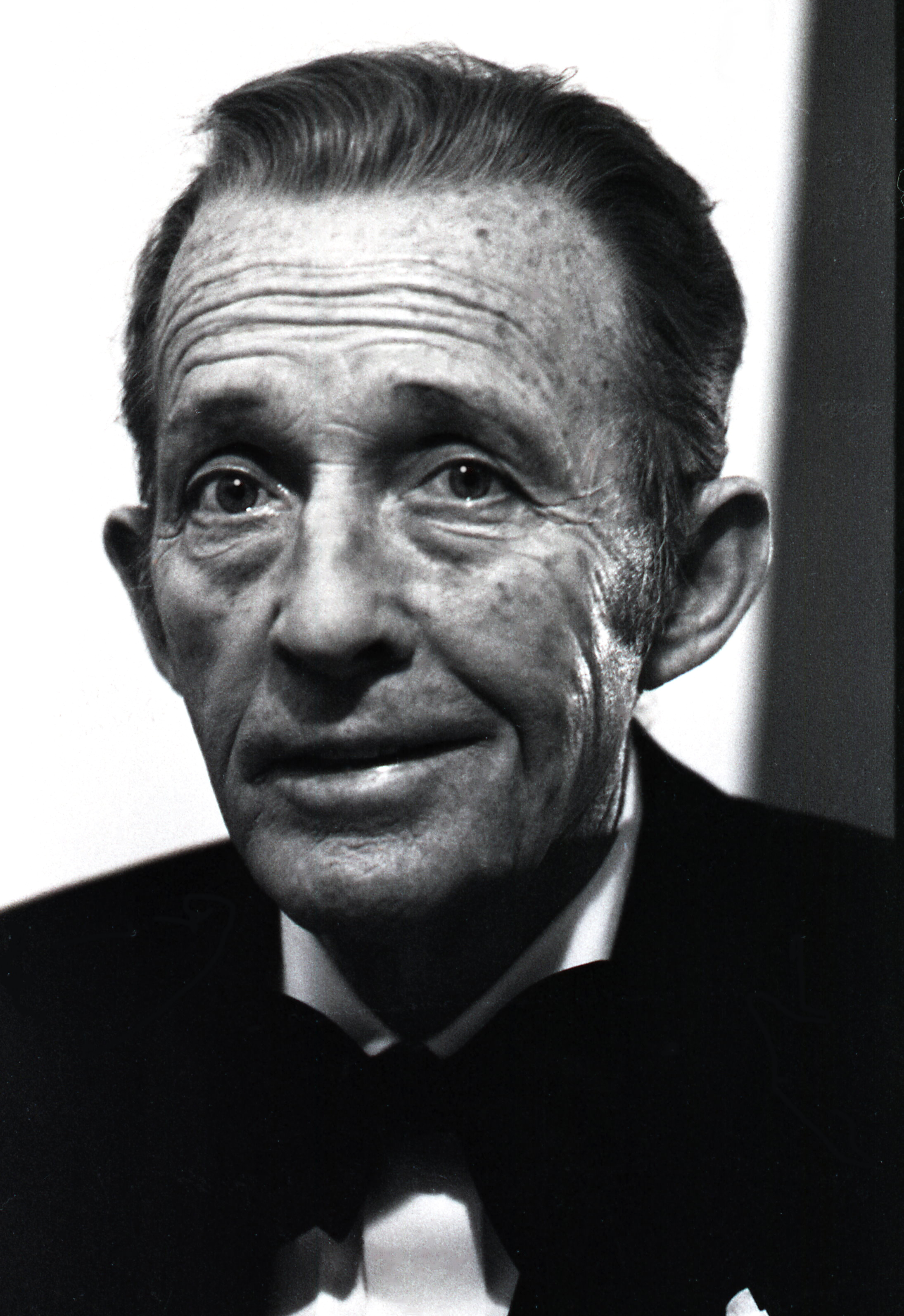
Bing Crosby († 14. Oktober)

- 01. Oktober: Milo Barus, deutscher Kraftsportler, „Stärkster Mann der Welt“ (* 1906)
- 03. Oktober: Arnold Bode, deutscher Kurator, Künstler und Hochschullehrer, Begründer der documenta (* 1900)
- 03. Oktober: Charles Duruy, französischer Automobilrennfahrer (* 1908)
- 03. Oktober: Tay Garnett, US-amerikanischer Regisseur (* 1894)
- 03. Oktober: Giuseppe Morandi, italienischer Automobilrennfahrer (* 1894)
- 04. Oktober: Artur Sträter, deutscher Politiker (* 1902)
- 04. Oktober: Peter Blachstein, deutscher Politiker und Diplomat (* 1911)
- 06. Oktober: Anton Schütz (später auch Anton Schutz), deutsch-amerikanischer Künstler, Autor und Verleger (* 1894)
- 08. Oktober: Uno Åhrén, schwedischer Architekt und Stadtplaner (* 1897)
- 09. Oktober: Ruth Elder, US-amerikanische Flugpionierin und Schauspielerin (* 1902)
- 09. Oktober: Hans Gustl Kernmayr, österreichischer Schriftsteller (* 1900)
- 10. Oktober: Lea Grundig, deutsche Malerin und Grafikerin (* 1906)
- 10. Oktober: Eberhard Ernst Reinhardt, Schweizer Jurist und Bankmanager (* 1908)
- 11. Oktober: Ibrahim al-Hamdi, Präsident der Arabischen Republik Jemen (* 1943)
- 11. Oktober: MacKinlay Kantor, US-amerikanischer Schriftsteller (* 1904)
- 13. Oktober: Stefan Auer, rumänisch-ungarischer Fußballspieler (* 1905)
- 13. Oktober: Gladys Marie Deacon, Mätresse französischer Herkunft (* 1881)
- 13. Oktober: Otto Steinwachs, Weihbischof der Alt-katholischen Kirche in Deutschland (* 1882)
- 14. Oktober: Bing Crosby, US-amerikanischer Sänger und Schauspieler (* 1903)
- 16. Oktober: Jürgen Schumann, Kapitän der Lufthansa-Maschine Landshut (* 1940)
- 17. Oktober: Cal Hubbard, US-amerikanischer American-Football-Spieler, -Trainer und Baseballfunktionär (* 1900)
- 18. Oktober: Zohair Youssif Akache, palästinensischer Terrorist (* 1954)
- 18. Oktober: Andreas Baader, deutscher Terrorist, Mitglied und Mitbegründer der RAF (* 1943)
- 18. Oktober: Gudrun Ensslin, deutsche Terroristin, Mitglied und Mitbegründerin der RAF (* 1940)
- 18. Oktober: Jan-Carl Raspe, deutscher Terrorist und Mitglied der Rote Armee Fraktion (* 1944)
- 18. Oktober: Hanns Martin Schleyer, deutscher Manager, getötet von der RAF (* 1915)
- 20. Oktober: Enrique Casal Chapí, spanischer Komponist (* 1909)
- 20. Oktober: Steven Earl Gaines, US-amerikanischer Musiker (* 1949)
- 20. Oktober: Ronald Wayne Van Zant, US-amerikanischer Musiker (* 1948)
- 21. Oktober: Norman Thomas Gilroy, Erzbischof von Sydney und Kardinal (* 1896)
- 25. Oktober: Inagaki Taruho, japanischer Schriftsteller (* 1900)
- 26. Oktober: Elisabeth Flickenschildt, deutsche Bühnen- und Filmschauspielerin (* 1905)
- 26. Oktober: Charles Wheeler, neuseeländisch-australischer Maler (* 1880)
- 27. Oktober: James M. Cain, US-amerikanischer Schriftsteller (* 1892)
- 28. Oktober: Miguel Mihura, spanischer Schriftsteller (* 1905)
- 28. Oktober: Bruno Streckenbach, deutscher SS-General (* 1902)
- 29. Oktober: William Dale Archerd, US-amerikanischer Serienmörder (* 1912)
- 29. Oktober: Otto Ley, deutscher Motorradrennfahrer (* 1903)
- 30. Oktober: Renato Curi, italienischer Fußballspieler (* 1953)

### November
- 01. November: Franco Albini, italienischer Architekt (* 1905)
- 02. November: Hans Erich Nossack, deutscher Schriftsteller (* 1901)
- 02. November: Walter Oehmichen, gründete 1948 die Augsburger Puppenkiste (* 1901)
- 03. November: Victor Heerman, US-amerikanischer Regisseur und Drehbuchautor (* 1893)
- 04. November: Greta Keller, österreichische Chanson-Sängerin (* 1903)

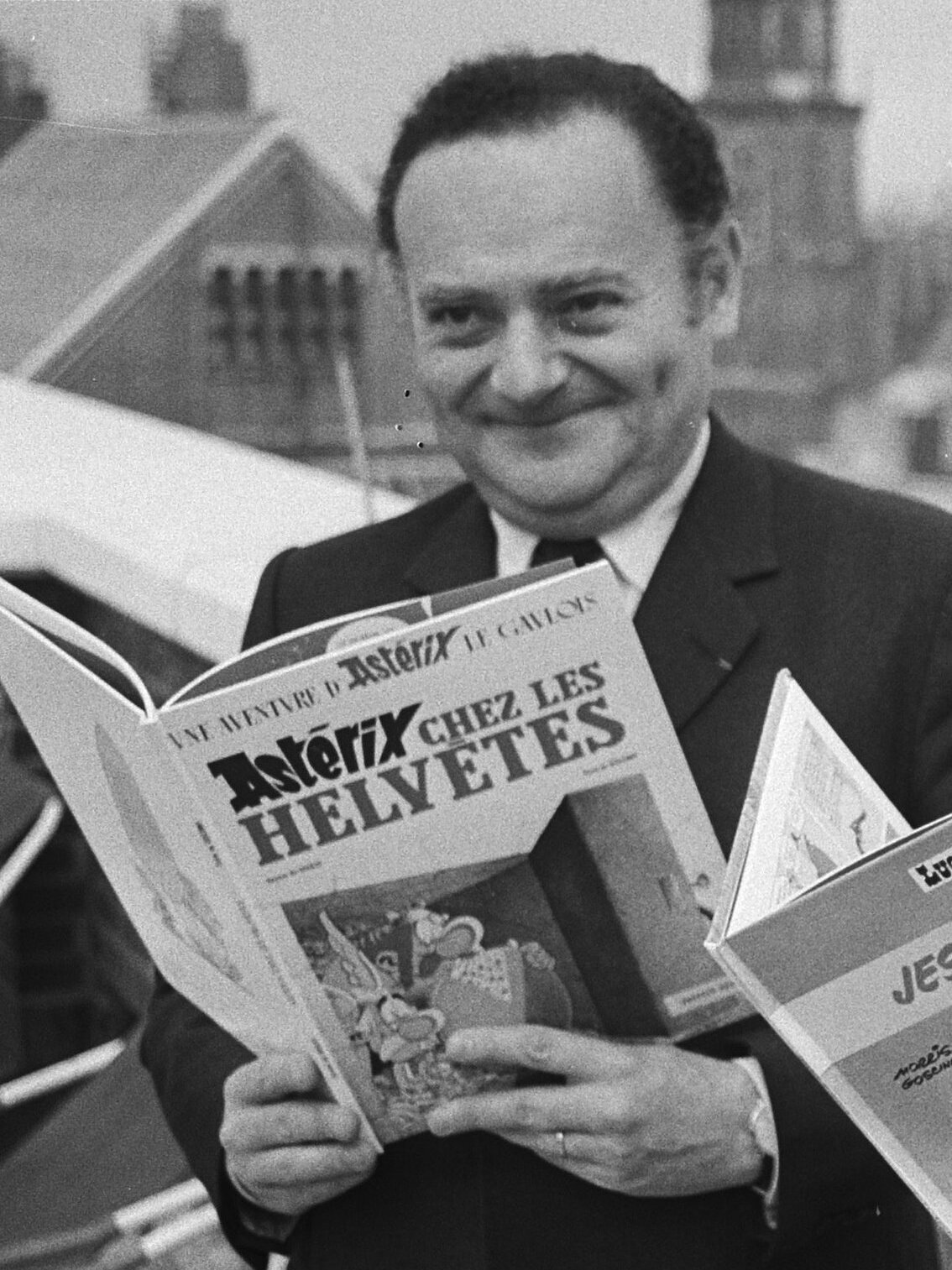
René Goscinny, 1971

- 05. November: René Goscinny, belgisch-französischer Comic-Autor (* 1926)
- 07. November: Hertha Spielberg, deutsche Malerin (* 1890)
- 07. November: Fred Oelßner, Mitglied des Politbüros des Zentralkomitees der SED (* 1903)
- 09. November: Gertrude Astor, US-amerikanische Schauspielerin (* 1887)

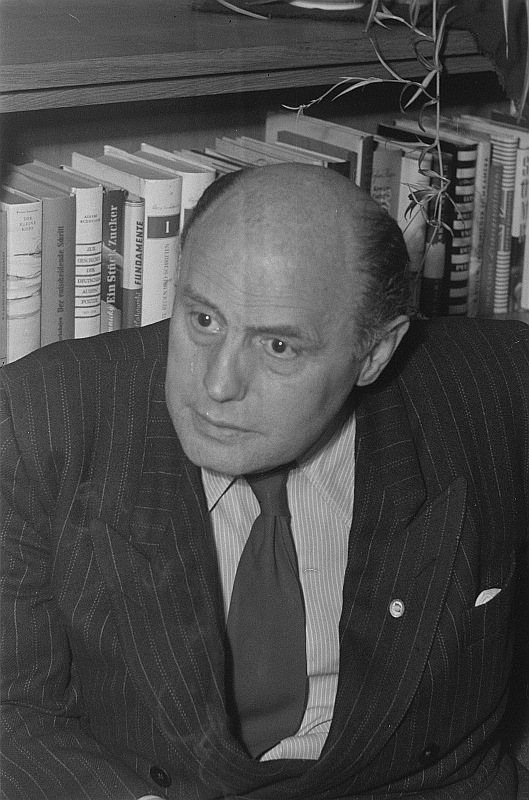
Ferdinand May

- 08. November: Ferdinand May, deutscher Dramaturg und Autor (* 1896)
- 12. November: Ingrid Schubert, deutsche RAF-Terroristin (* 1944)
- 14. November: Richard Addinsell, britischer Filmkomponist (* 1904)
- 14. November: Roberto Pineda Duque, kolumbianischer Komponist (* 1910)
- 14. November: A. C. Bhaktivedanta Prabhupada, Gründer der Internationalen Gesellschaft für Krishna-Bewusstsein (* 1896)
- 16. November: Charlotte von Monaco, Mutter von Fürst Rainier III von Monaco (* 1898)
- 16. November: Maria von Wedemeyer, Verlobte von Dietrich Bonhoeffer (* 1924)
- 17. November: Karl Berbuer, deutscher Komponist und Schlagersänger (* 1900)
- 18. November: Kurt Schuschnigg, österreichischer Politiker (* 1897)
- 19. November: Chester Arthur Arnold, US-amerikanischer Paläobotaniker und Botaniker (* 1901)
- 20. November: Lester Koenig, US-amerikanischer Musikproduzent (* 1918)
- 20. November: Conrad Letendre, kanadischer Organist, Komponist und Musikpädagoge (* 1904)
- 21. November: Hartmut Gründler, deutscher Umweltschützer. Starb nach Selbstverbrennung aus Protest gegen damalige Atompolitik (* 1930)
- 21. November: Maxie Wander, österreichische Schriftstellerin (* 1933)
- 22. November: Luigi Traglia, Kardinal der römisch-katholischen Kirche (* 1895)
- 23. November: Werner Lederle, deutscher Verwaltungsjurist, Rechtsanwalt und Kommunalpolitiker (* 1905)
- 24. November: Reidar Aulie, norwegischer Maler (* 1904)
- 25. November: Manutschehr Eghbal, iranischer Premierminister (* 1909)
- 26. November: Ruth Moufang, deutsche Mathematikerin (* 1905)
- 28. November: Hans Möbius, deutscher Archäologe (* 1895)
- 30. November: Miloš Crnjanski, serbischer Dichter, Erzähler, Reisebeschreiber und Bühnendichter (* 1893)
- 30. November: Ludwig Wieder, deutscher Fußballspieler (* 1900)

### Dezember

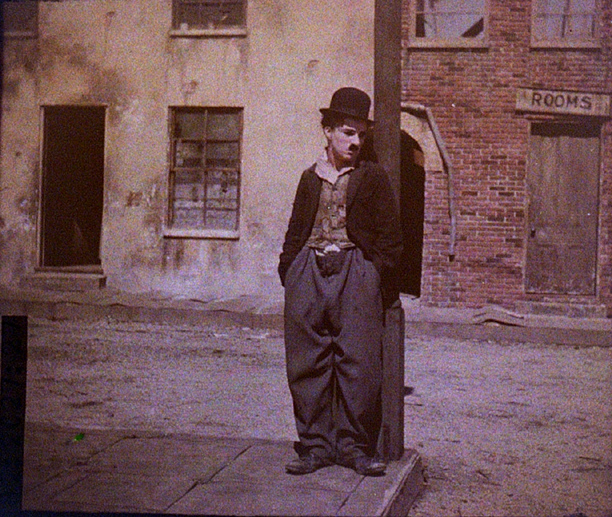
Charles Chaplin († 25. Dezember)

- 01. Dezember: Kaionji Chōgorō, japanischer Schriftsteller (* 1901)
- 01. Dezember: Telesforas Valius, litauisch-kanadischer Druckgraphiker (* 1914)
- 02. Dezember: Otto Adam, deutscher Fechter (* 1909)
- 03. Dezember: Jack Beresford, britischer Ruderer und Olympiasieger (* 1899)
- 04. Dezember: Fritz Oellers, deutscher Politiker (* 1903)
- 05. Dezember: Ursula Herwig, deutsche Schauspielerin und Synchronsprecherin (* 1935)
- 05. Dezember: Rahsaan Roland Kirk, US-amerikanischer Saxophonist und Multi-Instrumentalist (* 1935)
- 05. Dezember: Alexander Michailowitsch Wassilewski, russischer Heerführer und zweifacher Held der Sowjetunion (* 1895)
- 06. Dezember: Andrew Auld, US-amerikanischer Fußballspieler (* 1900)
- 07. Dezember: Georges Grignard, französischer Automobilrennfahrer (* 1905)
- 08. Dezember: Werner Fischel, deutscher Verhaltensforscher (* 1900)
- 09. Dezember: Clarice Lispector, ukrainisch-brasilianische Schriftstellerin (* 1920)
- 10. Dezember: Adolph Rupp, US-amerikanischer Basketballtrainer (* 1901)
- 11. Dezember: Luis Humberto Salgado, ecuadorianischer Komponist (* 1903)
- 12. Dezember: Clementine Churchill, Ehefrau von Winston Churchill (* 1885)
- 13. Dezember: Oğuz Atay, türkischer Schriftsteller (* 1934)
- 14. Dezember: Sydney James Butlin, australischer Wirtschaftswissenschaftler und -historiker (* 1910)
- 16. Dezember: Gustaf Emanuel Hildebrand Aulén, schwedischer Theologe und Bischof (* 1879)
- 16. Dezember: Rikard Long, färöischer Dichter und Literaturkritiker (* 1889)
- 16. Dezember: Thomas Schippers, US-amerikanischer Dirigent (* 1930)
- 17. Dezember: Benny de Weille, deutscher Klarinettist, Komponist, Arrangeur und Orchesterleiter (* 1915)
- 18. Dezember: James Bowes-Lyon, britischer Offizier (* 1917)
- 18. Dezember: Marriner S. Eccles, US-amerikanischer Unternehmer und Vorsitzender des Federal Reserve Boards (* 1890)
- 19. Dezember: Takeo Kurita, Vizeadmiral der Imperialen japanischen Marine im Pazifikkrieg (* 1889)
- 19. Dezember: Nellie Tayloe Ross, US-amerikanische Politikerin und Gouverneurin von Wyoming (* 1876)
- 19. Dezember: Jacques Tourneur, US-amerikanischer Filmregisseur französischer Abstammung (* 1904)
- 20. Dezember: Walter Drechsel, deutscher Politiker und MdB (* 1902)
- 20. Dezember: Otto Sartorius, deutscher Önologe (* 1892)
- 20. Dezember: Henry Tandey, englischer Soldat, Empfänger des Victoria Cross und höchstdekorierter britischer Private des Ersten Weltkriegs (* 1891)
- 22. Dezember: Rosette Anday, ungarische Mezzo-Sopranistin (* 1903)
- 22. Dezember: Johann Nepomuk David, österreichischer Komponist (* 1895)
- 22. Dezember: Agathe Dyvrande-Thévenin, französische Juristin (* 1885)
- 22. Dezember: Frank Thiess, deutscher Schriftsteller (* 1890)
- 22. Dezember: Ernst Waldbrunn, österreichischer Schauspieler und Kabarettist (* 1907)
- 23. Dezember: Philipp Etter, Schweizer Politiker (CVP) (* 1891)
- 24. Dezember: Juan Velasco Alvarado, Militärherrscher Perus von 1968 bis 1975 (* 1910)
- 24. Dezember: Samael Aun Weor, kolumbianischer Okkultist (* 1917)
- 24. Dezember: Peruchín, kubanischer Pianist, Komponist und Arrangeur (* 1913)
- 24. Dezember: Edmund Veesenmayer, nationalsozialistischer Kriegsverbrecher (* 1904)
- 25. Dezember: Sir Charles „Charlie“ Chaplin, britischer Regisseur, Schauspieler und Komiker (* 1889)
- 25. Dezember: Eguchi Takaya, japanischer Tänzer (* 1900)
- 25. Dezember: Ahmad Mogharebi, iranischer General und sowjetischer Spion (* 1921)
- 25. Dezember: József Reményi, ungarischer Bildhauer und Medailleur (* 1887)
- 26. Dezember: Henk Angenent, niederländischer Fußballspieler (* 1930)
- 26. Dezember: Howard Hawks, US-amerikanischer Regisseur der klassischen Periode Hollywoods (* 1896)
- 31. Dezember: Paul Ackerman, US-amerikanischer Journalist (* 1909)
- 31. Dezember: Robert Humphreys, US-amerikanischer Politiker (* 1893)
- 31. Dezember: Nora Marlowe, US-amerikanische Schauspielerin (* 1915)
- 31. Dezember: Hans Rothe, deutscher Schriftsteller, Dramaturg, Hörspielautor und Übersetzer sämtlicher Werke von William Shakespeare (* 1894)

### Tag unbekannt
- Nikolaus von Arseniew, russischer Emigrant und Theologe (* 1888)
- France Audoul, französische Malerin und Widerstandskämpferin (* 1894)
- Jack Ayre, kanadischer Pianist und Komponist (* 1894)
- J. C. Moses, US-amerikanischer Jazz-Schlagzeuger (* 1936)
- Emmy Wehlen, deutsche Schauspielerin (* 1886)